# Neandertaler
Der Neandertaler (wissenschaftlich Homo neanderthalensis) ist ein ausgestorbener Verwandter des anatomisch modernen Menschen (Homo sapiens). Er entwickelte sich in Europa, parallel zum Homo sapiens in Afrika, aus einem gemeinsamen afrikanischen Vorfahren der Gattung Homo – dem Homo erectus – und besiedelte zeitweise große Teile Süd-, Mittel- und Osteuropas. Offensichtlich im Verlaufe der letzten Kaltzeit haben die Neandertaler ihr ursprünglich ausschließlich europäisches Siedlungsgebiet bis Westasien (Türkei, Levante, Nordirak), in Teile Zentralasiens (Usbekistan, Tadschikistan) und sogar bis in das Altai-Gebiet hinein erweitert. Die DNA-Sequenzierung des Neandertaler-Erbguts ergab Hinweise auf mehrfachen Genfluss zwischen Neandertaler und Homo sapiens.
Die Neandertaler stellten Werkzeuge aus Stein und Holz her und ernährten sich – je nach klimatischen Gegebenheiten – teils von Jagdbeute, teils von Pflanzen. Sie beherrschten das Feuer, konnten sich sprachlich verständigen und waren zur Symbolbildung fähig.
Neandertaler-Funde seit der Eem-Warmzeit (vor ungefähr 130.000 Jahren) werden angesichts ihrer oft ausgeprägten anatomischen Merkmale als „klassische Neandertaler“ bezeichnet. Aufgrund zumindest vereinzelter Bestattungen ihrer Toten sowohl in Europa als auch in Westasien und des Ablegens von Toten in Höhlen ist Homo neanderthalensis neben Homo sapiens die fossil am besten überlieferte Art der Hominini. Es gibt derzeit unterschiedliche Theorien, warum die Neandertaler vor rund 40.000 Jahren ausstarben.

## Namensgebung

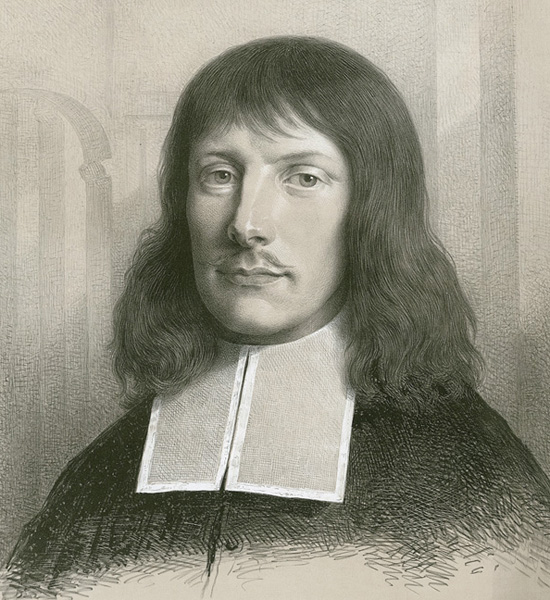
Der indirekte Namensgeber: Joachim Neander (1650–1680)

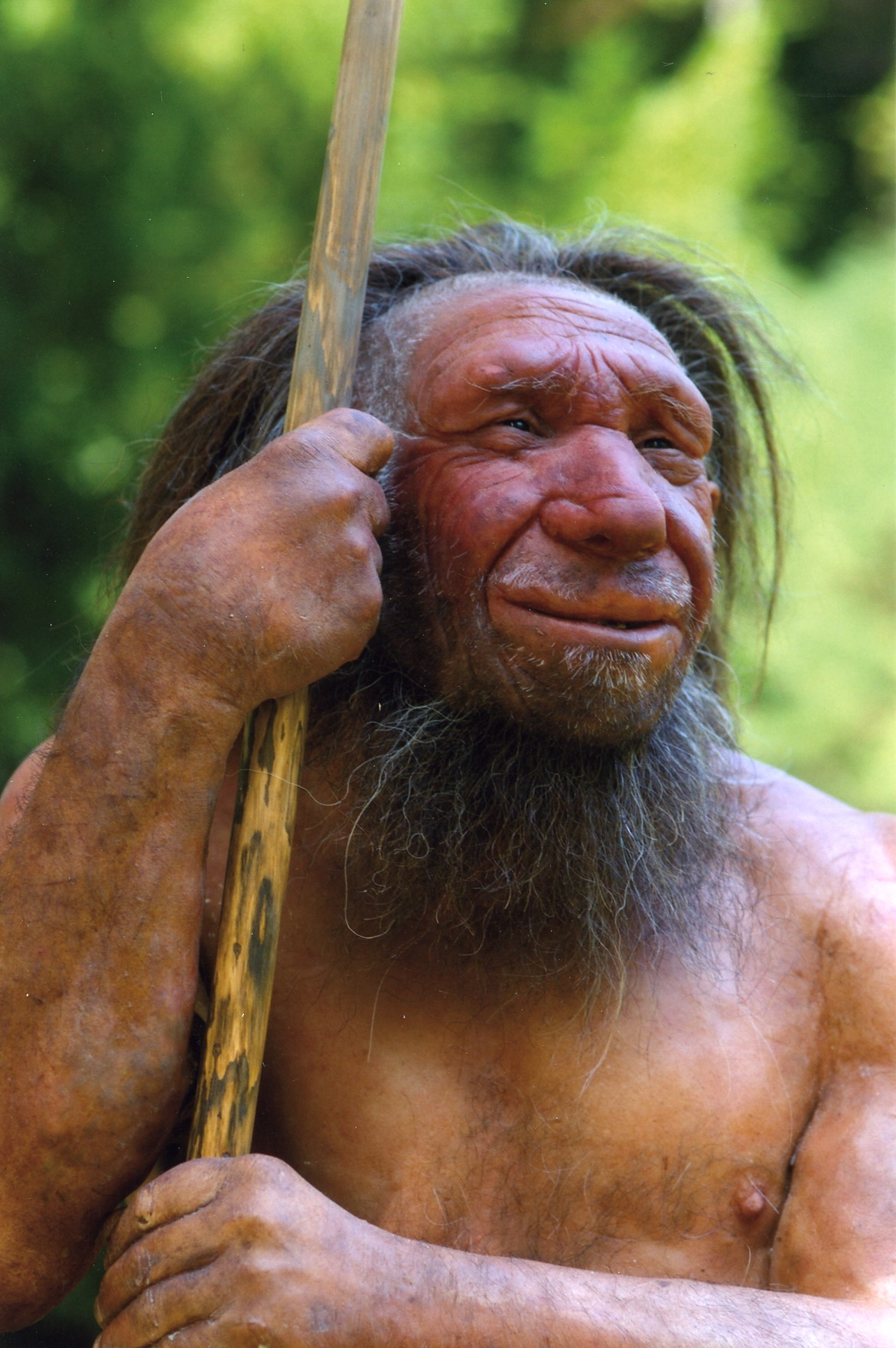
Rekonstruktion eines Neandertalers (Neanderthal Museum). Verschiedene Forscher halten es für wahrscheinlich, dass die Hautfarbe dunkler gewesen sein könnte als bei dieser Rekonstruktion.

Die Bezeichnung „Neandertaler“ geht auf das Neandertal zurück, einen zwischen den Städten Erkrath und Mettmann gelegenen Talabschnitt der Düssel. Dort, im heutigen Land Nordrhein-Westfalen, wurde 1856 das Teilskelett eines Neandertalers gefunden, später Neandertal 1 benannt. Die wissenschaftliche Bezeichnung Homo neanderthalensis ist abgeleitet von lateinisch hŏmō [ˈhɔmoː] „Mensch“, das Epitheton neanderthalensis verweist – wie die volkstümlichere Bezeichnung Neandertaler – auf den Fundort. Homo neanderthalensis bedeutet somit „Mensch aus dem Neandertal“. Indirekt geht die Bezeichnung somit auf Joachim Neander zurück, nach dem das „Neandertal“ benannt wurde. Holotypus von Homo neanderthalensis ist der Fund Neandertal 1.
Die Benennung des Fossils – und damit im Ergebnis auch des Taxons – als Homo neanderthalensis erfolgte 1864 durch den irischen Geologen William King. Bereits 1863 hatte King in einem Vortrag vor der Geologischen Sektion der British Association for the Advancement of Sciences nach Erörterung der Schädelform und ihrer Abweichungen von der Schädelform des modernen Menschen den Namen „Homo Neanderthalensis King“ eingeführt. Im deutschsprachigen Raum behielt hingegen Rudolf Virchow bis zu seinem Tod im Jahr 1902 mit seiner Fehlinterpretation von 1872 die Oberhand. Virchow – der damals bedeutendste deutsche Pathologe – hielt den Fund für einen krankhaft deformierten Schädel eines modernen Menschen und verwarf die These des „Urmenschen“.
Die unterschiedlichen Schreibweisen („neanderthalensis“ mit ‚th‘, Neandertaler nur mit ‚t‘) rühren daher, dass Mitte des 19. Jahrhunderts das „Neanderthal“ noch mit ‚th‘ geschrieben und diese Schreibweise seinerzeit ins Epitheton „neanderthalensis“ übernommen wurde. Gemäß den Internationalen Regeln für die biologische Nomenklatur werden als gültig anerkannte Artnamen nachträglich nicht mehr verändert. Die Orthographische Konferenz von 1901 legte in ihren Vorgaben für die künftige gemeinsame deutsche Orthographie aller deutschsprachigen Staaten hingegen fest, dass in heimischen Wörtern auf das bis dahin übliche ‚h‘ nach ‚t‘ grundsätzlich verzichtet werde (Tal statt Thal, Tür statt Thür, Atmosphäre statt Athmosphäre). Deshalb wurde auch die bis dahin übliche volkstümliche Schreibung („Neanderthaler“) in Neandertaler verändert.
Gestützt u. a. auf eine Anregung, die der britische Paläoanthropologe Bernard G. Campbell 1973 publizierte, wurde der Neandertaler bis in die 1990er-Jahre nicht als eigene Art, sondern als Unterart von Homo sapiens angesehen und deshalb als Homo sapiens neanderthalensis bezeichnet, der anatomisch moderne Mensch als Homo sapiens sapiens. Diese Namensgebung unterstellte jedoch, dass gemäß der biologischen Nomenklatur der letzte gemeinsame Vorfahr als (archaischer) Homo sapiens zu bezeichnen wäre; tatsächlich gilt aber nach verbreiteter Sichtweise die in Afrika belegte Chronospezies Homo erectus als letzter gemeinsamer Vorfahre. Zudem hätten die Regeln der Nomenklatur zur Folge, dass – wie zum Beispiel von Günter Bräuer empfohlen – u. a. die als Homo heidelbergensis klassifizierten Fossilien (Belege für ein evolutives Bindeglied zwischen Homo erectus und Neandertaler) ebenfalls in Homo sapiens umbenannt werden müssten. Die Einordnung des Neandertalers als Unterart von Homo sapiens gilt daher derzeit als veraltet; es gibt unter Paläoanthropologen „eine zunehmende Akzeptanz, dass die Neandertaler morphologisch unverwechselbar sind“, weswegen sich in der Fachliteratur die Bezeichnungen Homo sapiens und Homo neanderthalensis durchgesetzt haben.

## Funde

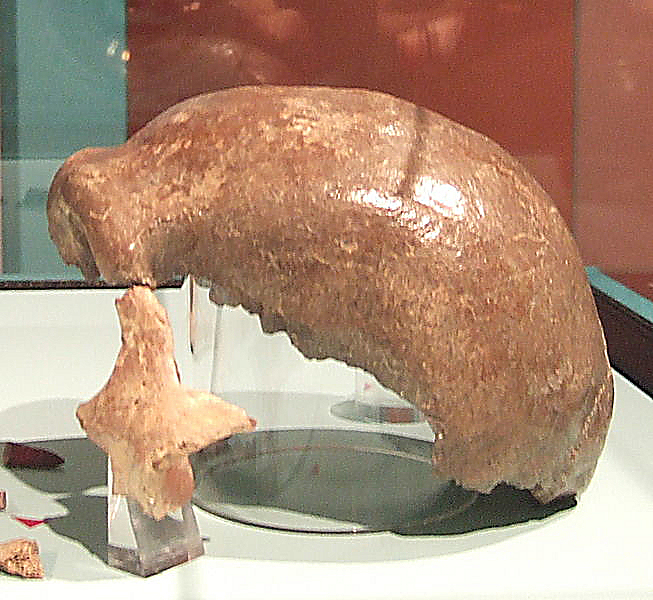
Neandertal 1, seitliche Ansicht; vorne anliegend das im Jahr 2000 entdeckte Stück des Schläfen- und Jochbeins

In der aktuellen Fachliteratur wird überwiegend angenommen, dass Europa – lange vor der Einwanderung des Homo sapiens – von Abkömmlingen des afrikanischen Homo erectus besiedelt wurde: „Aus der europäischen Variante der Frühmenschen Homo erectus – Homo heidelbergensis genannt – gingen die Neandertaler hervor.“
Die ältesten Belege für die Anwesenheit des Homo erectus außerhalb von Afrika sind Fossilienfunde aus Dmanissi in Georgien, die annähernd 1,85 Millionen Jahre alt sind. Die bislang ältesten Belege des Homo erectus in Europa stammen aus der Fundstätte Korolevo in der Ukraine; sie sind 1,42 Millionen Jahre alt. Rund 1,2 Millionen Jahre alt sind Fossilien aus der Höhle Sima del Elefante in Spanien. Aus der benachbarten Fundstätte Gran Dolina wurden zahlreiche rund 900.000 Jahre alte Knochen geborgen, die von ihren spanischen Entdeckern als Homo antecessor und als die vermutlich direkten Vorfahren der Neandertaler bezeichnet wurden. Andere Forscher interpretieren diese Fossilien jedoch als Beleg für eine frühe Besiedelung Spaniens durch eine Population von Homo erectus, die später dort ausgestorben ist.
Im Jahr 2006 waren insgesamt 400 Fossilfunde des Neandertalers aus Europa bekannt.

### Neandertal
Mitte August 1856 entdeckten italienische Steinbrucharbeiter in einem kurz darauf dem Kalksteinabbau zum Opfer gefallenen Abschnitt des Neandertals einige Knochenfragmente. Sie wurden zunächst achtlos zum Abraum geworfen, fielen jedoch den Steinbruchbesitzern Wilhelm Beckershoff und Friedrich Wilhelm Pieper auf, die 16 größere Knochenteile bergen ließen und an Johann Carl Fuhlrott zur Untersuchung übergaben. Durch Presseberichte aufmerksam geworden, begutachtete auch der Bonner Anatom Hermann Schaaffhausen die Knochen und kam zu demselben Ergebnis wie zuvor bereits Fuhlrott: Es handele sich um eine vorzeitliche Form des modernen Menschen. Fuhlrott und Schaaffhausen präsentierten den Fund im Juni 1857 auf der Generalversammlung des Naturhistorischen Vereins der preußischen Rheinlande. Ihre Interpretation wurde jedoch vom Fachpublikum nicht geteilt. Dieser Fund, benannt Neandertal 1, ist das Typusexemplar der Art Homo neanderthalensis.
Bei Nachgrabungen an der ursprünglichen Fundstelle in den Jahren 1997 und 2000 wurden weitere 60 Knochenfragmente und Zähne entdeckt, die dem Fossil Neandertal 1 und zwei weiteren Neandertalern zugeschrieben werden konnten.
In der Nähe des Fundortes wird im Neanderthal Museum die Entwicklungsgeschichte des anatomisch modernen Menschen und seine Verwandtschaft mit dem Neandertaler nachgezeichnet.

### Mögliche Seefahrt (im östlichen Mittelmeerraum)
Hinweise auf frühe seefahrende Neandertaler wurden im östlichen Mittelmeerraum gefunden, wo die Neandertaler und deren Vorfahren (Homo heidelbergensis) seit rund 300.000 Jahren ansässig waren. Ihre typischen Moustérien-Steinwerkzeuge wurden jedoch nicht nur auf dem griechischen Festland gefunden, sondern – datiert auf ein Alter von mindestens 110.000 Jahren – auch auf den griechischen Inseln Lefkada, Kefalonia und Zakynthos. Mit Ausnahme von Lefkada – während der Eiszeiten bei einem um bis zu 120 Meter tieferen Meeresspiegel eine Halbinsel des griechischen Festlands – bildeten Kefalonia und Zakynthos einschließlich Ithaka in diesen Zeiten eine einzige große Insel. Sie war von mindestens 180 Meter tiefem Wasser umgeben und konnte vermutlich nur mit Wasserfahrzeugen erreicht werden; der Abstand zum Festland betrug seinerzeit etwa 5 bis 7,5 Kilometer zur Südspitze der Halbinsel von Lefkada.
Bereits in den Jahren 2008 und 2009 hatten Forscher um Thomas Strasser vom Providence College in der Schlucht des Megalopotamos auf Kreta, oberhalb des Palmenstrandes von Preveli, 130.000 Jahre alte Steinwerkzeuge gefunden; auch diese Werkzeuge stammen aus einer Epoche, in der Homo sapiens in Europa noch nicht ansässig war. Kreta ist seit etwa 5,3 Millionen Jahren vollständig von Wasser umgeben, das nächste Land war auch während der Eiszeiten rund 40 Kilometer entfernt. Strasser ordnet die Funde auf Kreta allerdings nicht dem Homo neanderthalensis, sondern dem Homo heidelbergensis oder dem Homo erectus zu.
Auch auf Naxos gibt es Fundplätze von Steingerät aus dem Mittelpaläolithikum; ob diese Insel während der Eiszeiten zumindest zeitweise vom Festland aus trockenen Fußes erreichbar war, ist ungeklärt. 2019 wurde für die Funde ein Alter von rund 200.000 Jahren ausgewiesen.
In Asien konnte Homo erectus die Insel Flores nur besiedeln, nachdem er vor rund einer Million Jahren mit Wasserfahrzeugen mehrere, auch während der Eiszeiten bestehende Wasserstraßen zwischen den Nachbarinseln überwunden hatte (vergl. Homo floresiensis).

### Weitere Fundorte (Auswahl)

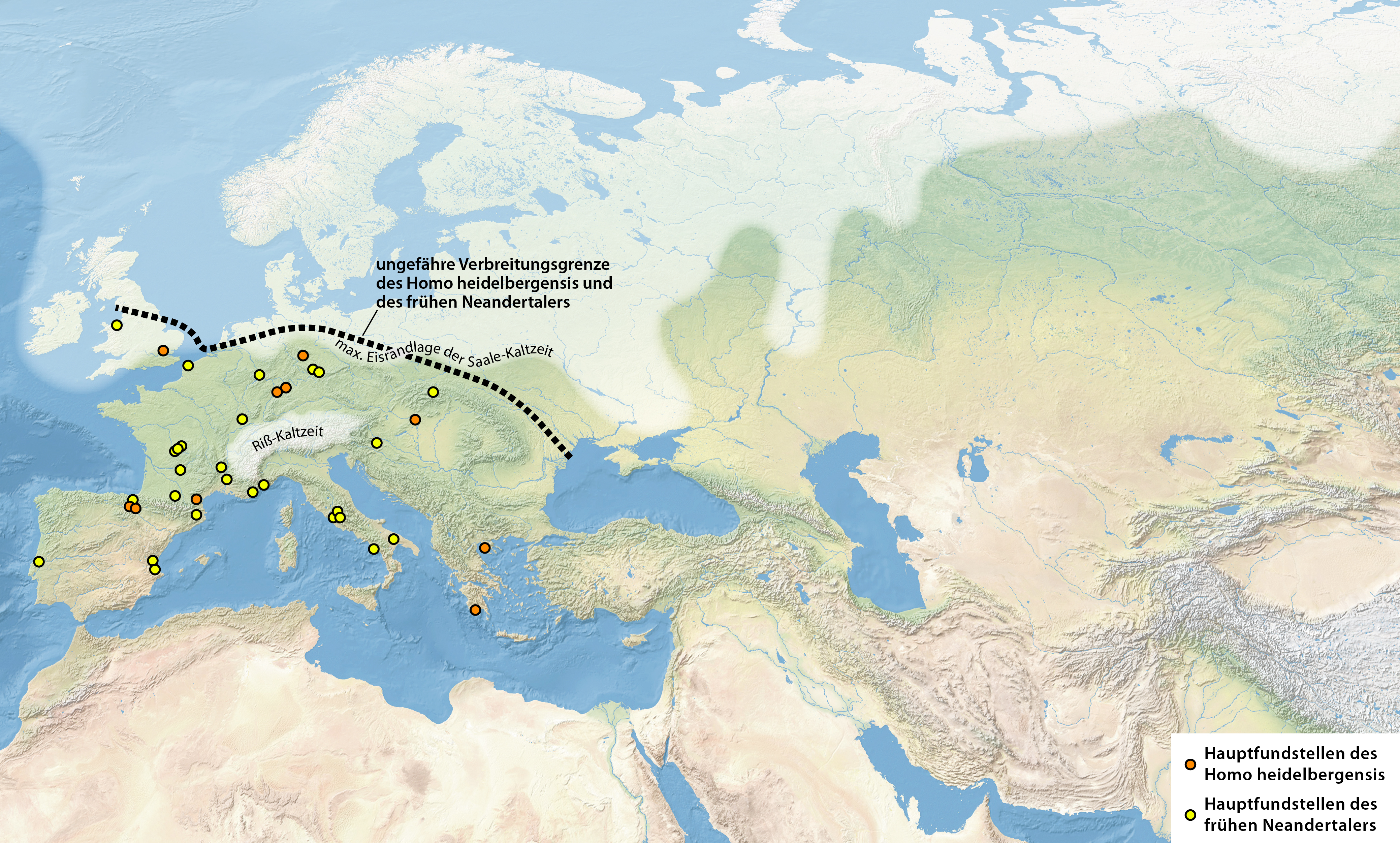
Fossilfunde von Homo heidelbergensis bzw. frühen Neandertalern

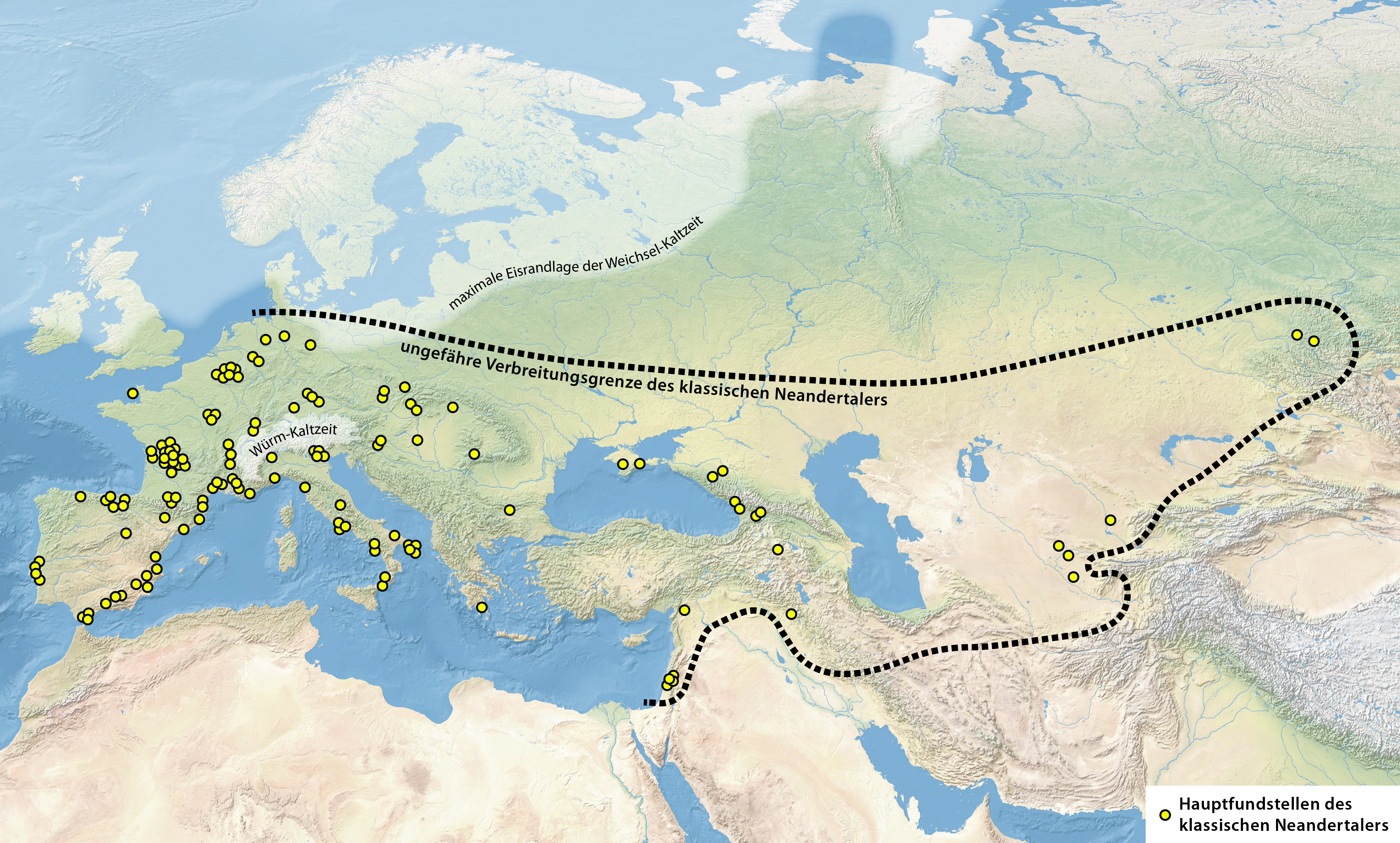
Fossilfunde „klassischer“ Neandertaler

Der Fund aus dem Neandertal war nicht das erste entdeckte Fossil des Homo neanderthalensis. Bereits 1833 hatte der niederländische Arzt und Naturforscher Philippe-Charles Schmerling einen fossilen Kinderschädel und mehrere andere Knochen aus der Grotte von Spy bei Engis in Belgien beschrieben, die er aufgrund von Tierfossilien und gleichfalls entdeckten Steinwerkzeugen dem „Diluvium“ (der Epoche der Sintflut) zuordnete; jedoch wurde dieser 1829 entdeckte, erste wissenschaftlich beschriebene Neandertaler-Fund (Engis 2) von den Fachkollegen als „modern“ verkannt.
Auch der 1848 im Kalksteinbruch Forbes’ Quarry in Gibraltar entdeckte, relativ gut erhaltene Schädel Gibraltar 1 wurde erst Jahrzehnte später als Jahrzehntausende alt anerkannt und zur inzwischen etablierten Art Homo neanderthalensis gestellt. Die Anerkennung des Neandertalers als eine eigenständige, von Homo sapiens abweichende Menschenform setzte sich erst endgültig durch, nachdem 1886 in einer Höhle im belgischen Spy (heute ein Ortsteil von Jemeppe-sur-Sambre) zwei fast vollständig erhaltene Neandertaler-Skelette („Homo spyensis“) gefunden worden waren.
Ein weiterer Fundort ist die rund 80 km vom Neandertal entfernte Balver Höhle im Hönnetal in Westfalen. Dort konnten neben zahlreichen Steinartefakten einige Werkzeuge aus Knochen und Mammutelfenbein identifiziert werden. Das Sediment der Balver Höhle war zudem durchsetzt mit den Knochen von Mammuts, darunter vor allem von Kälbern und Jungtieren; es wird vermutet, dass die sehr große Anzahl von Tieren im Umfeld der Höhle erlegt worden ist. In der Gudenushöhle (Kleines Kremstal, Niederösterreich) deutet die untere, 70.000 Jahre alte Kulturschicht auf Jagd von Wollhaarmammuts, Wollnashörnern, Rentieren, Wildpferden und Höhlenbären hin. Aufgrund der häufigen Kopf- und Armverletzungen an Neandertaler-Skeletten schließt man darauf, dass das Großwild mit Nahwaffen gejagt wurde, wie auch der Fund einer Holzlanzenspitze belegt.
Bis 1999 waren bereits Skelette und Skelett-Fragmente von mehr als 300 Individuen des Neandertalers bekannt. Sehr viele Fundplätze gibt es in den Karstgebieten Südfrankreichs, zum Beispiel La Chapelle-aux-Saints, Le Moustier, La Ferrassie, Pech de l’Azé, Arcy-sur-Cure und La Quina. Weitere bedeutende Fundstätten sind unter anderem die Sima de los Huesos, die Cueva de los Aviones, die Cueva Antón und die Cueva de El Sidrón in Spanien, die Tabun-Höhle und die Kebara-Höhle im Karmel-Gebirge in Israel, die Shanidar-Höhle im Irak, die Vindija-Höhle und der Fundplatz Krapina in Kroatien, die Karain-Höhle in der Türkei, die Mesmaiskaja-Höhle im russischen Teil des Kaukasus sowie die Okladnikow-Höhle im Altai-Gebirge.
Insgesamt stammt die Mehrzahl der Fossilfunde von Neandertalern – in dieser Reihenfolge – aus Frankreich, Italien und Spanien, Deutschland, Belgien und Portugal; ihr Kerngebiet war demnach Süd- und Südwesteuropa. Aus der Verteilung der bislang bekannten Fossilreste wurde abgeleitet, dass die Neandertaler erst im Verlauf der letzten Eiszeit „ihr ursprünglich ausschließlich europäisches Siedlungsgebiet bis in den Nahen Osten, in Teile Zentralasiens und sogar bis in das Altai-Gebiet hinein“ erweitert haben.
2017 wurde in Science berichtet, dass im Sediment diverser gesicherter oder mutmaßlicher Aufenthaltsorte von Neandertalern Spuren ihrer mitochondrialen DNA (mtDNA) nachgewiesen werden konnten. Aus der belgischen Höhle Trou al’Wesse bei Modave waren zuvor zwar Steinwerkzeuge von Neandertalern entdeckt worden, aber keine Neandertaler-Knochen. 2021 gelang auch der Nachweis von Zellkern-DNA aus Höhlen-Sedimenten.

## Alter der Funde
Die ältesten Funde im Fossilbericht, die aufgrund hinreichend vieler anatomischer Besonderheiten von der Mehrzahl der Forscher sicher als Neandertaler eingeordnet und meist als „klassische“ Neandertaler bezeichnet werden, stammen aus Grabungsschichten der Sauerstoff-Isotopenstufe MIS 5. Sie stammen aus Kroatien (Krapina) und Italien und sind etwa 130.000 bzw. 120.000 Jahre alt. Der namensgebende Fund aus dem Neandertal wurde auf ein Alter von 42.000 Jahren datiert.

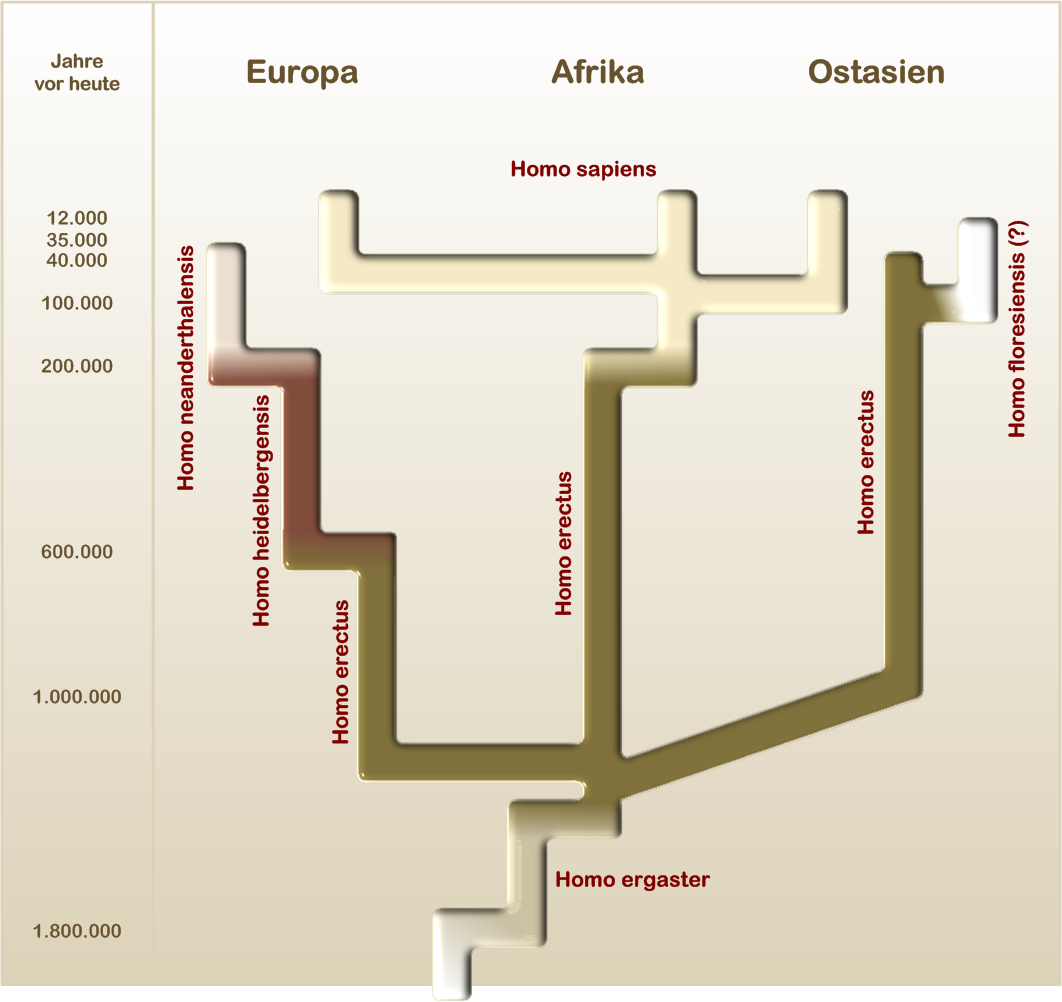
Grob schematischer Stammbaum der Gattung Homo, ohne Berücksichtigung der in jüngerer Zeit nachgewiesenen Gen-Flüsse.

Die Abgrenzung der zu den Neandertalern gestellten Knochenfunde von den früher als Vor-Neandertaler („Ante-Neandertaler“, „Prä-Neandertaler“, „Proto-Neandertaler“) und heute meist als Homo heidelbergensis bezeichneten älteren Funden ist schwierig, da die Neandertaler unmittelbar und allmählich aus der Chronospezies Homo heidelbergensis hervorgingen. Daher werden in den Fachpublikationen unterschiedliche Abgrenzungen ausgewiesen. Häufig wird die Existenz der Neandertaler als eigenes Taxon von Fossilien hergeleitet, die zwischen 200.000 und 160.000 Jahre alt sind; vereinzelt wurden aber auch 300.000 Jahre und sogar 500.000 Jahre alte Fossilien den Neandertalern zugeschrieben.
Nicht sicher datierbar ist bisher auch der Zeitpunkt, an dem die Neandertaler ausstarben. Einer 2011 veröffentlichten Studie zufolge markieren die Fossilien aus der Mesmaiskaja-Höhle im Kaukasus (39.700 ± 1.100 cal BP) die jüngsten Neandertalerfunde mit unzweifelhafter Datierung. Die Datierung von Funden auf der Iberischen Halbinsel, die mit jünger als 45.000 Jahre bestimmt wurden, gilt hingegen als zweifelhaft. Funden von der Halbinsel Krim (Fundstätte Kabazi II) war um das Jahr 2000 ein Alter von nur 30.000 Jahren zugeschrieben worden, was jedoch 2021 nach einer erneuten Radiokarbondatierung auf mindestens 50.000 Jahre korrigiert wurde; zugleich wurde angemerkt, dass es vermutlich bereits vor 40.000 Jahren keine Neandertaler mehr auf der Krim gegeben hat. Umstritten ist auch die Zuverlässigkeit der Altersbestimmung von anderen, jünger datierten Funden; dies betrifft insbesondere Funde aus den Höhlen von Arcy-sur-Cure (34.000 Jahre vor heute = BP, unkalibrierte 14C-Jahre), aus der Cueva del Boquete de Zafarraya (32.000 BP, unkalibriert) und aus der Gorham-Höhle (28.000 BP, unkalibriert). Datierungen von Neandertaler-Fossilien jünger als 34.000 BP (unkalibriert) werden entweder aus methodischen Gründen oder wegen der Überlieferung aus einem unklaren Schichtzusammenhang angezweifelt. Möglicherweise wurde das Alter der in Südspanien gefundenen Fossilien aufgrund von Verunreinigungen bei der Probenentnahme um rund 10.000 Jahre zu jung eingestuft; Thomas Higham, ein britischer Experte für Radiokarbon-Datierungen, geht aufgrund diverser von ihm vorgenommener Altersbestimmungen davon aus, dass die Neandertaler spätestens vor 39.000 Jahren (cal BP) in Europa ausgestorben waren. Umstritten ist auch die Zuordnung von Moustérien-artigen Steinwerkzeugen zum späten Neandertaler, die auf 65° 01′ N (also fast am Polarkreis) im nördlichen Ural in der Fundstelle Byzovaya entdeckt und auf ein Alter von 34.000 bis 32.000 Jahre (cal BP) datiert wurden.
Vor etwa 45.000 Jahren drang Homo sapiens aus Afrika über den Nahen Osten nach Norden vor (→ Europäer#Paläoanthropologische Befunde) und besetzte in der Folge den bisherigen Lebensraum der Neandertaler. Die Kultur des Châtelperronien gilt als Beleg für die kulturelle Beeinflussung der Neandertaler durch die anatomisch modernen Menschen (Homo sapiens) des Jungpaläolithikums, die sogenannten Cro-Magnon-Menschen.

## Körperbau
Dank der mehr als 400 Skelettfunde ist der Neandertaler die am besten untersuchte fossile Art der Gattung Homo. Gleichwohl wies Ian Tattersall darauf hin, dass es bis Ende der 1970er-Jahre nur „eine vordergründige Definition“ dieses Taxons gab; gefehlt habe jedoch eine Zusammenstellung jener Merkmale, die Homo neanderthalensis von allen anderen Arten der Gattung Homo unterscheiden. Diese habe erst Albert Santa Luca 1978 vorgelegt und dabei vier einzigartige Merkmale des Neandertaler-Schädels herausgestellt:

„Eines war der Torus occipitalis (Hinterhauptswulst), eine knöcherne Leiste, die quer über das Hinterhauptsbein am Hinterkopf verläuft. Über diesem Wulst liegt eine ovale Vertiefung (Fossa suprainiaca), ein weiteres ausschließliches Neandertaler-Merkmal. Weiter vorn an der Schädelbasis findet sich das dritte Merkmal, ein ausgeprägter occipito-mastoidaler Kamm (heute oft als Juxtamastoid-Kamm bezeichnet), dieser liegt im Mastoid-Fortsatz. Der Mastoid-Knochen ist eine Knochenstruktur, die (bei Neandertalern im Vergleich zum anatomisch modernen Menschen klein) hinter und unter dem Ohrkanal vorspringt. Schließlich besitzen Neandertaler oben auf dem Mastoid-Fortsatz eine deutliche, gerundete Erhöhung, die Tuberositas mastoidalis. Diese schräg nach hinten und oben verlaufende Erhöhung ist bei anderen Menschenformen anders entwickelt oder fehlt.“

Später fand man weitere Neandertaler-typische Merkmale, beispielsweise spezielle Strukturen der Nasenhöhle und die Lage der Bogengänge des Innenohrs. Analysen zweier gut erhaltener Skelette von Neandertaler-Neugeborenen zeigten, dass die – im Vergleich mit dem anatomisch modernen Menschen – robusten Knochen der Neandertaler bereits vor der Geburt angelegt waren. 2022 wurden in einem Review-Artikel zahlreiche Neandertaler-typische Merkmale angeführt.
Fußspuren der Neandertaler sind insbesondere aus einem Dünengebiet von Le Rozel in der Normandie (Frankreich, rund 70.000 Jahre alt) bekannt; dort hat eine Gruppe von 10 bis 13 vorwiegend sehr junger und jugendlicher Neandertaler mindestens 257 Abdrücke hinterlassen. 87 Abdrücke, die 2020 im Nationalpark Coto de Doñana im Südwesten von Spanien entdeckt wurden (106.000 ± 19.000 Jahre alt), stammen ebenfalls von einer Gruppe zumeist junger Neandertaler. Ein einzelner Fußabdruck ist ferner zum Beispiel aus der Vârtop-Höhle im Bihor-Gebirge (Rumänien mindestens 62.000, maximal 97.000 Jahre alt) erhalten geblieben.

### Schädelknochen

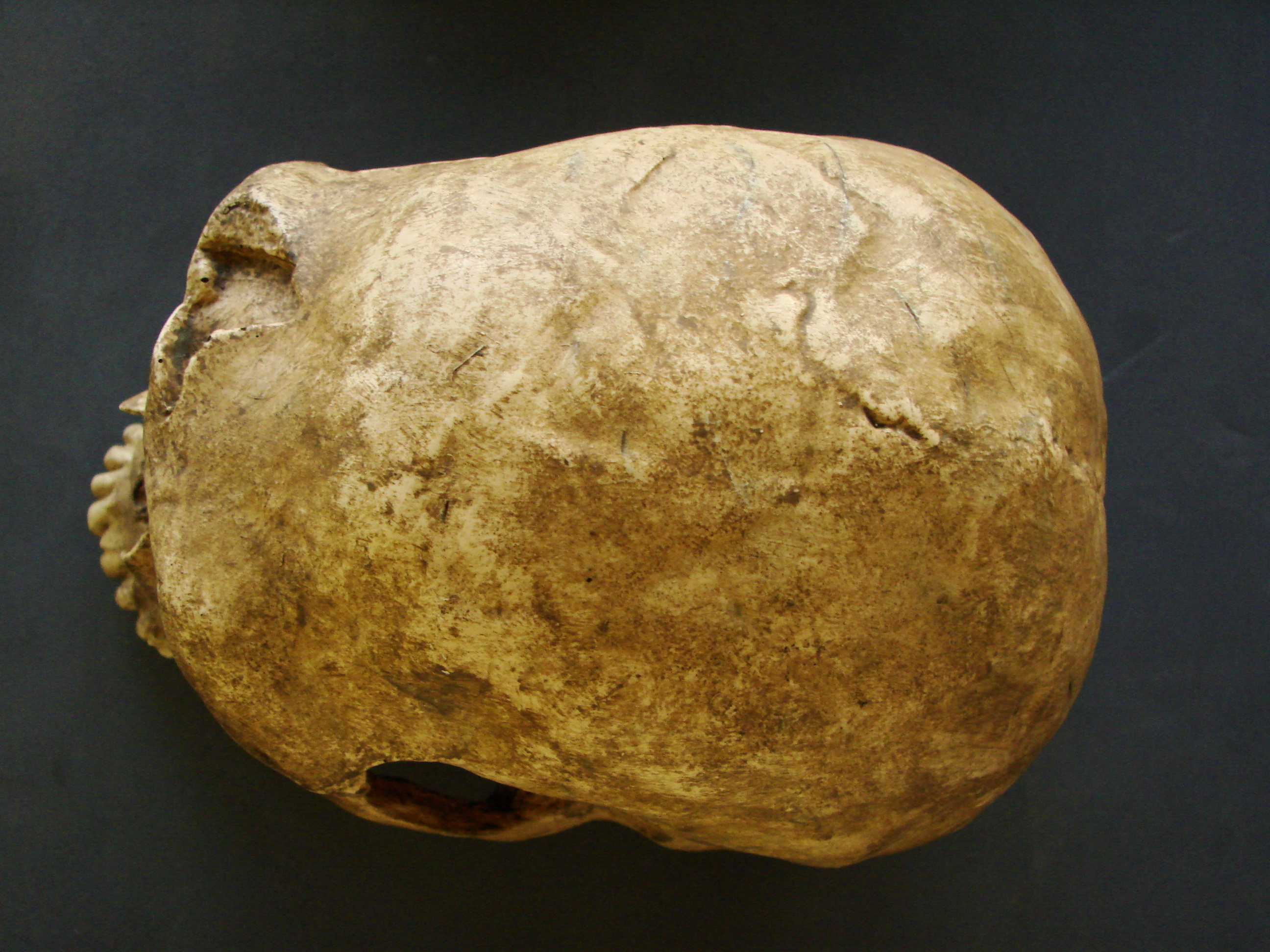
Sicht von oben auf das langgestreckte Schädeldach eines Neandertalers aus La Ferrassie

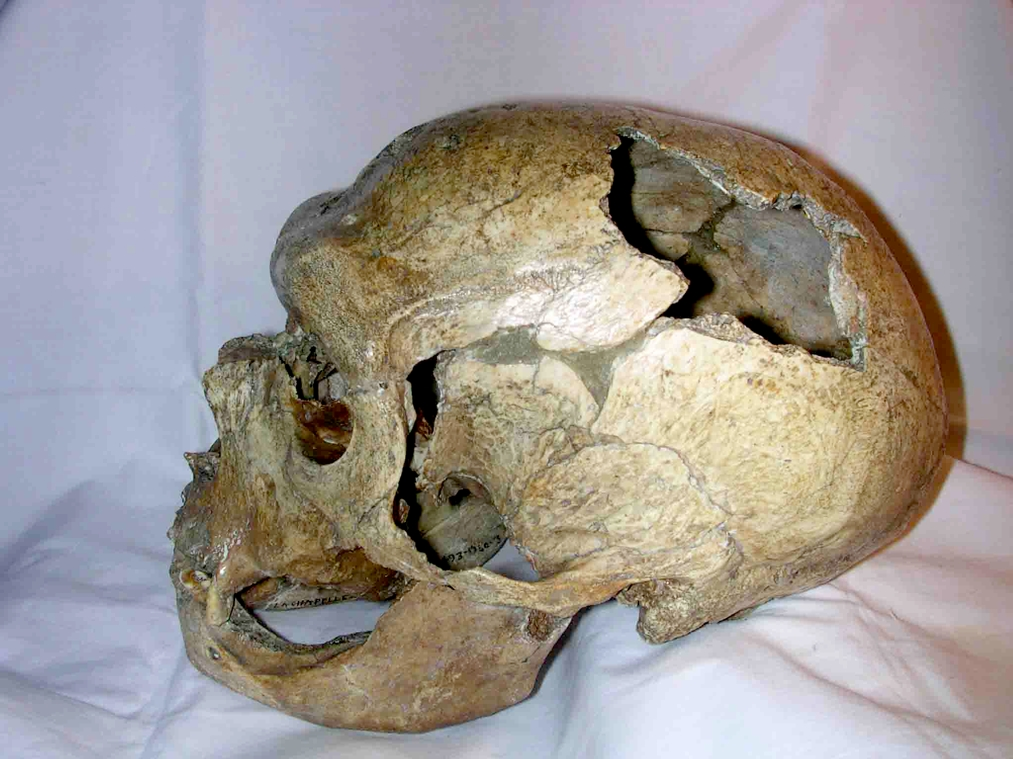
Sicht von der Seite auf den Schädel des Neandertalers La Chapelle-aux-Saints 1

Das Gehirnvolumen der Neandertaler betrug rund 1200 bis 1750 Kubikzentimeter (im Mittel rund 1400 cm³), was im Durchschnitt etwas größer ist als beim heutigen Menschen und als eine Folge ihres insgesamt kräftigeren Körperbaus gedeutet wird. Diese Variationsbreite hatte zur Folge, dass auch andere Merkmale des Schädels von Neandertalern eine erhebliche Variationsbreite aufweisen. Gleichwohl gibt es zahlreiche Merkmale, die sich von jenen des anatomisch modernen Menschen unterscheiden und die sich zudem nicht erst nachgeburtlich herausbildeten, sondern bereits vorgeburtlich angelegt waren; dies konnte am Schädel des Neandertaler-Babys aus der Mesmaiskaja-Höhle (Kaukasus) belegt werden.
Der Neandertalschädel, wie er erstmals 1856 von Fuhlrott untersucht wurde, ist von vorn nach hinten länglich geformt und mit seiner niedrigen Stirn auch viel flacher als bei heutigen Menschen, zudem hat seine längliche Form zur Folge, dass er weit nach hinten ragt und dort einen charakteristischen Vorsprung bildet. Aufgrund seiner beiden stark vorspringenden Überaugenwülste wirkt die Schädelform archaischer als die der meisten heute lebenden Menschen. Die größte Schädelbreite liegt auf Höhe der unteren Schädelbasis (beim anatomisch modernen Menschen: über den Ohren). Dadurch und durch den verhältnismäßig niedrigen, breiten Hirnschädel erscheint der Umriss in der Ansicht von hinten als halbkreisförmig (beim anatomisch modernen Menschen: abgerundet trapezförmig). Am Gesichtsschädel ist außerdem die große und breite Nasenöffnung auffällig.
Ein besonders trennscharfes Merkmal zwischen Neandertaler und Homo sapiens bildet die Lage der Bogengänge des Innenohrs im Felsenbein der Schädelbasis. Der halbkreisförmige hintere Bogengang (ein Anteil des Gleichgewichtsorgans für Drehbeschleunigungen) liegt beim Neandertaler tiefer als bei sämtlichen anderen Arten der Gattung Homo. Der Unterschied zwischen Neandertalern und Homo sapiens ist bei diesem Merkmal etwa so groß wie der zwischen Homo sapiens und Schimpansen.

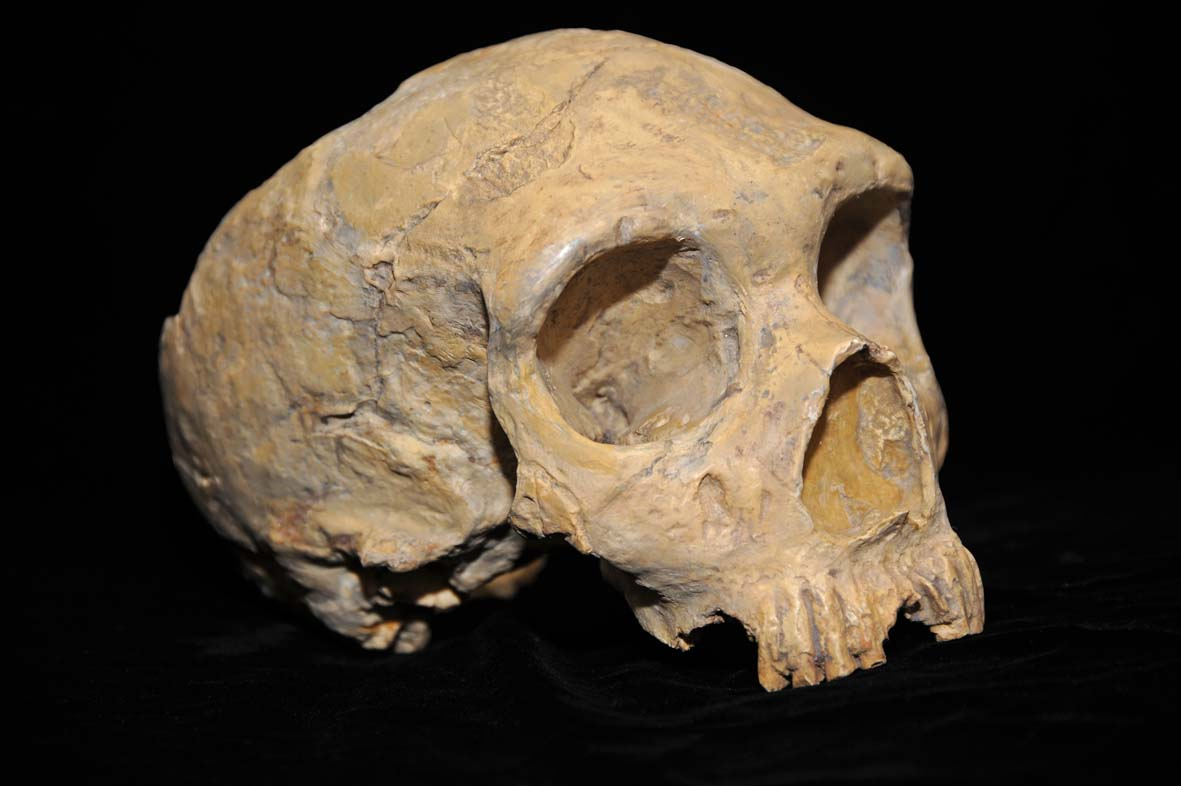
Sicht von der Seite auf Gesichtsschädel, Schläfenbein und Scheitelbein des 1848 im Kalksteinbruch Forbes Quarry in Gibraltar entdeckten Neandertalers

Die Stirn ist flach und fliehend, während sie beim europäischen Homo sapiens meist steil ist. Die Region über den Augen zeigt typischerweise einen deutlichen Überaugenwulst (Torus supraorbitalis). Jedoch sind die Überaugenwülste nicht bei allen Individuen stark ausgeprägt, kamen zudem auch beim frühen Homo sapiens vor und sind daher nicht immer ein verlässliches Kriterium zum Unterscheiden von Neandertaler und Homo sapiens. Diese Knochenverdickung wird als stabilisierende Anpassung gedeutet, denn der Schädel war – durch den kräftigen Kauapparat – starken statischen Belastungen ausgesetzt. Das Merkmal trat bereits bei den gemeinsamen Vorfahren von Neandertalern und anatomisch modernen Menschen auf und ist auch bei den Menschenaffen zu beobachten.
Die Nasenöffnung ist groß und relativ breit, die Nasenwurzel sehr kräftig und ebenfalls breit. Der Nasenboden mündet, im Gegensatz zum modernen Europäer, abgerundet in die Gesichtsebene. Diese Merkmale deuten auf eine große, fleischige Nase hin, was – wie einige weitere, innere Nasenmerkmale – von einigen Forschern als Anpassung an die eiszeitlichen Kälteperioden gedeutet wird: Eine große Nase wärme die Atemluft vor, bevor diese die Lungen erreicht, und unterstütze so das Aufrechterhalten der Körper-Kerntemperatur. Zudem war die Riechschleimhaut weiter vorn in der Nase angeordnet als bei Homo sapiens: „Die damit verbesserte Aufnahme von Gerüchen könnte allgemein ein Vorteil bei der Ortung von Nahrung und speziell bei der Jagd auf Tiere gewesen sein.“ Argumentiert wurde aber auch, dass die größeren Nasen sowie die geräumigeren Kieferhöhlen und Stirnhöhlen der Neandertaler weniger eine Anpassung an Kältezeiten waren, sondern primär eine Folge ihres insgesamt etwas breiteren Gesichts.

### Bezahnung

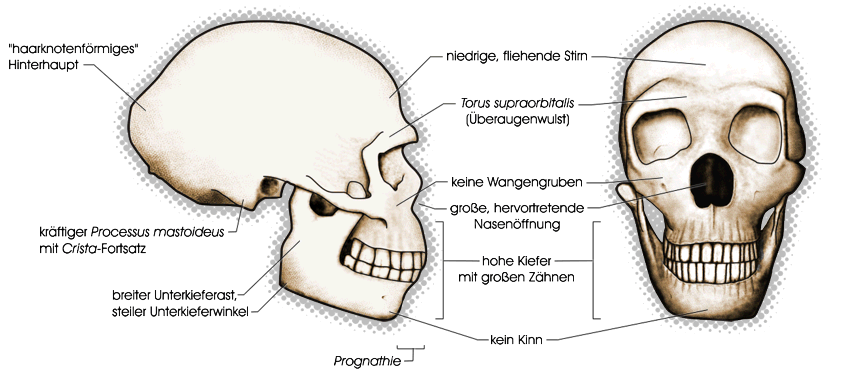
Einige Schädelmerkmale der Neandertaler

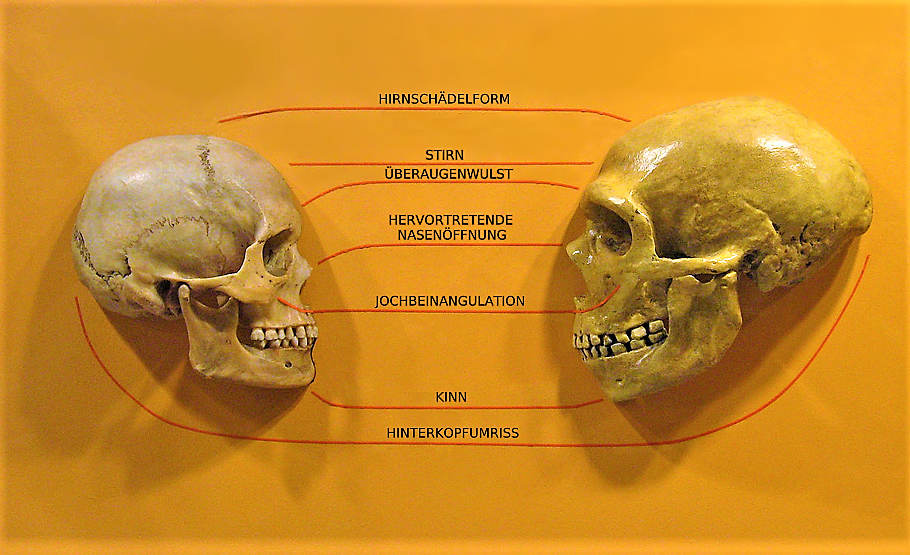
Vergleich zwischen dem Schädel eines anatomisch modernen Menschen (links) und dem eines Neandertalers (rechts)

Anhand der Abnutzung der Zähne wurde geschlossen, dass die Krapina-Neandertaler nicht älter als 30 Jahre wurden; nur unwesentlich höhere Lebensspannen wurden auch für die Fossilien von Homo heidelbergensis aus der Sima de los Huesos in Spanien bekannt.
Oberkiefer- und Unterkieferknochen sind höher und auch länger als beim anatomisch modernen Menschen; auch die Schneidezähne der Neandertaler sind größer, die Backenzähne jedoch schmaler als bei Homo sapiens. Bedingt durch die kräftigeren und größeren Kieferknochen wirken Neandertalerschädel prognath, d. h., die untere Gesichtshälfte ragt deutlich hervor. Die aufsteigenden Unterkieferäste sind breiter, der Winkel zwischen Unterkieferästen und -körper steiler. Ein auffälliges Unterscheidungsmerkmal zum anatomisch modernen Menschen ist bei den meisten Neandertalerschädeln das Fehlen eines deutlich vorspringenden Kinns.
Die Anzahl der Zähne sowie die Kronenformen stimmen mit denen des Homo sapiens überein, jedoch sind die oberen Schneidezähne schaufelförmig gekrümmt. Die Backenzähne haben häufig einen Höcker in ihrer Mitte, der beim anatomisch modernen Menschen nicht vorkommt. Die hinteren Backenzähne sind zuweilen – nicht immer – durch Taurodontie gekennzeichnet, d. h., die Wurzeln trennen sich erst kurz vor den Spitzen in Äste auf. Besondere diagnostische Merkmale sind außerdem an den unteren vierten Prämolaren, den ersten Molaren und zweiten Milchmolaren festzustellen, was inzwischen zu umfangreichen vergleichenden Studien an spätmittelpaläolithischen und frühjungpaläolithischen Zahnfunden zur Unterscheidung von Neandertalern und anatomisch modernen Menschen geführt hat. Außerdem ist die sogenannte retromolare Lücke („Neandertaler-Lücke“, nicht zu verwechseln mit dem Diastema) typisch, die regelmäßig zwischen dem letzten Molaren (Backenzahn) und dem Unterkieferast auftritt.
Eine Hypothese geht davon aus, dass die Form des Schädels nicht nur passiv durch das in ihm heranwachsende Gehirn geformt wurde, sondern später auch durch die starke Beanspruchung der Schneidezähne zustande kam. Diese wurden demnach nicht nur zur Nahrungsaufnahme, sondern auch als „Werkzeug“ und als eine Art „dritte Hand“, benutzt. Die sogenannte Teeth-as-tool-Hypothese von F. H. Smith besagt, dass die Zähne als Schraubstock und Zange eingesetzt wurden. Jedoch ist diese Technik kein Alleinstellungsmerkmal der Neandertaler, sondern sowohl pathologisch als auch ethnografisch beim modernen Menschen belegt. Abriebspuren an den Zähnen deuten darauf hin, dass die Neandertaler – wie schon Homo heidelbergensis – überwiegend Rechtshänder waren.

### Rumpf, Arme und Beine
Viele Neandertaler-Funde stammen aus Bestattungen, weswegen sämtliche Bereiche ihres Körpers mehrfach und in gutem Zustand überliefert wurden. Die typischen europäischen – die so genannten klassischen – Neandertaler-Skelette „sehen mehr oder weniger genauso aus wie die Skelette heutiger Menschen. Unterschiede bestehen vor allem in den Proportionen. Neandertaler haben ein viel breiteres, robuster gebautes Becken, und auch die Beinknochen sind kräftiger als bei heutigen Menschen. Dagegen waren die Arme vergleichsweise zierlich gebaut.“ Aus den Muskelansatzmarken der Hände wurde abgeleitet, dass Neandertaler bei ihren händisch ausgeführten Tätigkeiten primär Präzisionsgriffe einsetzten.
Die Knochenfunde lassen auf Körpergrößen von ca. 1,60 m schließen; die Neandertaler waren demnach etwas kleiner als die frühen anatomisch modernen Menschen, für die eine Körpergröße von ca. 1,77 m rekonstruiert wurde. Ihr Körpergewicht entsprach hingegen ungefähr dem der heute lebenden Europäer: Dem so genannten Alten Mann von La Chapelle, einem 1908 im französischen La Chapelle-aux-Saints (Département Corrèze) gefundenen Schädel mit zugehörigem Unterkiefer und zahlreichen weiteren Körperknochen, wird ein Körpergewicht von 60 bis 80 kg zugeschrieben; dem 1848 in Gibraltar im Forbes’ Quarry entdeckten weiblichen Schädel Gibraltar 1 wird ein Körpergewicht von 50 bis 70 kg zugeschrieben. Die Körpergröße der Neandertalerinnen betrug ungefähr 95 Prozent der durchschnittlichen Größe von Neandertaler-Männern und entspricht somit den Verhältnissen beim modernen Menschen. Der Beckenkanal der Neandertalerinnen war ähnlich eng gebaut wie der von anatomisch modernen Frauen.
Angesichts der Tatsache, dass die Neandertaler während einer Eiszeit lebten, wurden solche Unterschiede als Anpassung an das kalte Klima in Europa gedeutet. Funde aus wärmeren Gegenden (zum Beispiel dem Nahen Osten) weisen auf größere und schlankere Individuen hin. Da zwischen Brustkorb und Hüfte der Neandertaler nur ein kurzer Zwischenraum war und die Brusthöhle durch eine vom anatomisch modernen Menschen abweichende Biegung der Rippen größer war als bei Homo sapiens, wirkte ihr Rumpf kompakter, stämmiger – „fassförmiger“ – als der Rumpf heutiger Europäer; dies gilt auch als der Hauptgrund für die im Vergleich mit den heute lebenden Menschen im Durchschnitt geringere Körpergröße der Neandertaler.

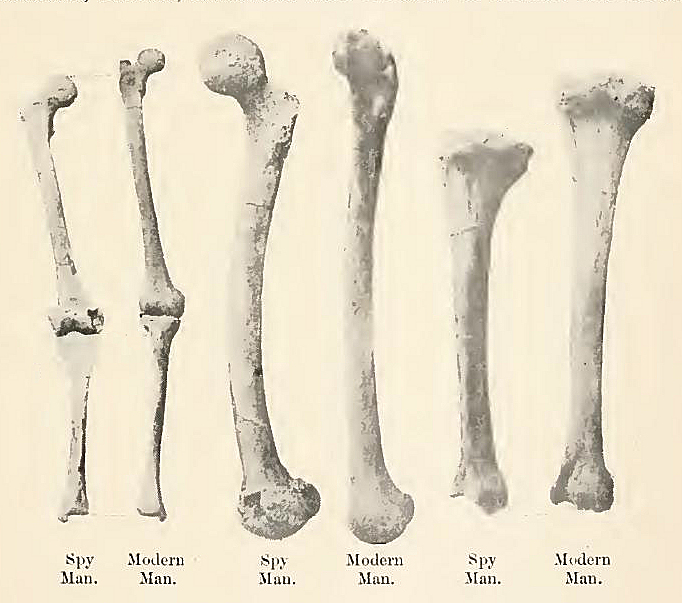
Vergleich von drei Langknochen des Neandertalers von Spy (jeweils links) und des modernen Menschen

Als Anpassung des Körperbaus an ein relativ kaltes Klima werden auch die Abweichungen bestimmter Merkmale der Beine vom Jetztmenschen gedeutet; Friedemann Schrenk verdeutlichte dies am Beispiel von Afrikanern, Lappen und Neandertalern:

„Während bei den ‚Lappen‘ der Unterschenkel in der Länge 79 Prozent des Oberschenkels entspricht, liegt dieser Wert bei den Afrikanern bei 86 Prozent; diese haben also weitaus längere Unterbeine. Die Unterschenkel der Neandertaler entsprachen in der Länge nur 71 Prozent des Oberschenkels, also hatten die Neandertaler deutlich kürzere Beine als heutige Menschen aus Lappland.“

Neben diesen gegenüber dem Homo sapiens abweichenden Längenverhältnissen waren die Knochen der unteren Extremitäten bei den Neandertalern auch weitaus größeren Belastungen gewachsen:

„[Oberschenkelknochen und Schienbein] lassen auf eine Verdoppelung der Biege- und Torsionsbelastbarkeit im Vergleich zur unteren Extremität moderner Menschen schließen. Die Morphologie des Kniebereichs weist auf beachtliche Kräfte und Belastungsfähigkeit hin. Schließlich war der Fuß aufgrund vergrößerter Gelenke und einer verstärkten Großzehe extrem beanspruchbar.“

Allerdings wurde aus der Länge seiner Achillessehne abgeleitet, dass der Neandertaler ein weniger guter Ausdauerläufer war und auch beim Kurzstreckenlauf mehr Energie verbrauchte als der moderne Mensch.
Aus den erhaltenen Muskelmarken (den Ansatzstellen der Muskeln am Knochen) konnte abgeleitet werden, dass die Neandertaler im Vergleich zum Jetztmenschen eine ungewöhnlich starke Brust- und Rückenmuskulatur hatten, so dass die Arme „auch einen überaus starken Kraftgriff“ erlaubten; die Handknochen lassen zusätzlich auf einen „Präzisionsgriff“ schließen. Von diesen Muskelmarken und dem Gewicht der Knochenfunde – auch die Rippen und der Beckengürtel waren massiver geformt als beim modernen Menschen – konnte auf das Körpergewicht zurückgeschlossen werden, das mit 50 bis 80 kg im Verhältnis zur Körpergröße und im Vergleich zum heutigen Menschen relativ hoch ist.
Das früher häufig dargestellte Bild vom schwerfälligen Primitiven, der kaum aufrecht gehen kann, ist längst überholt, denn die Körpermaße der Neandertaler liegen – trotz aller Abweichungen – noch innerhalb der Variationsbreite heutiger Menschen.

### Anatomische Befunde zu Entwicklung und Sozialverhalten

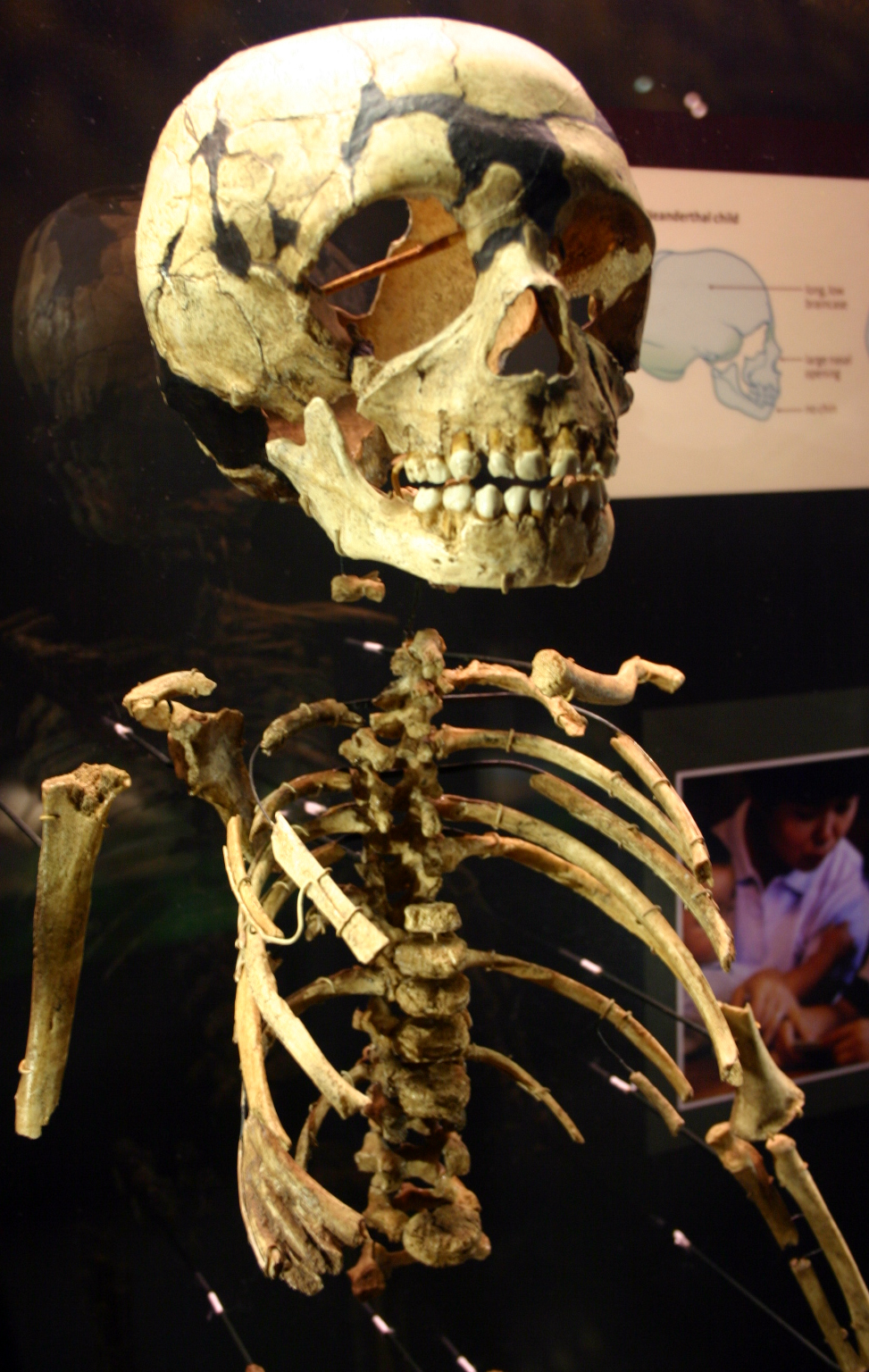
Kopf und Oberkörper eines Kindes

Forscher des Max-Planck-Instituts für evolutionäre Anthropologie wiesen anhand von Abdrücken des Gehirns auf der Innenseite der Schädelknochen nach, dass sich das Wachstumsmuster des Gehirns der Neandertaler im ersten Lebensjahr – einer kritischen Phase für die kognitive Entwicklung – erheblich von dem des anatomisch modernen Menschen unterschied. Demnach hatte die leicht unterschiedliche Form des Gehirns (bei modernen Menschen kugelig, bei Neandertalern länglich) vermutlich Auswirkungen auf die kognitiven Fähigkeiten. So entwickelten sich beim Neandertalerkind offenbar Bereiche des Parietallappens und der Kleinhirnregion weniger stark als beim jungen Homo sapiens, aber ähnlich wie beim Schimpansen. Wenn diese Regionen beim modernen Menschen verletzt werden oder infolge von Entwicklungsstörungen verkleinert sind, kann dies zu Einschränkungen beim Sprechen und beim Sozialverhalten führen.
Mit Hilfe von Synchrotronstrahlung wurde im Jahr 2010 rekonstruiert, innerhalb welcher Zeitspanne sich die Zähne der Neandertalerkinder entwickelten; dies gilt beim anatomisch modernen Menschen als Maßstab für die generelle Entwicklungsgeschwindigkeit eines Kindes. Demnach war die Entwicklungsgeschwindigkeit der jungen Neandertaler wesentlich rascher – und die Phase der Kindheit somit kürzer – als beim modernen Menschen. Allerdings verlief die Entwicklung des Gehirns in früher Kindheit vermutlich ähnlich wie beim anatomisch modernen Menschen, und auch die Vergrößerung der Knochen unterhalb des Kopfes ähnelte einer 2017 publizierten Studie zufolge dem Verlauf beim Menschen; dies wurde als Hinweis auf eine möglicherweise ähnlich lange Kindheit wie beim Menschen interpretiert.
Die rechten Oberarmknochen und die rechtsseitigen Muskelansätze der Oberarme von Neandertalern waren in der Regel kräftiger ausgebildet als die linken. Dies wird häufig auf den regelmäßigen Gebrauch von Speeren zurückgeführt; eine 2012 publizierte Studie legte jedoch nahe, dass diese ausgeprägte Asymmetrie vor allem eine Folge des häufigen Bearbeitens von Oberflächen (Glätten des Bodens, von Fellen) sein könnte.
Zahlreiche Skelette älterer Neandertaler weisen verheilte Knochenbrüche und Hinweise auf stark zurückgebildete Muskeln als Folge von Verletzungen auf, die sie erheblich schwächten. Dies wurde dahingehend interpretiert, dass sie die Folgen dieser Verletzungen nur überleben konnten, weil sie von Sippenmitgliedern unterstützt wurden.
In den Höhlen von Goyet in Gesves (Belgien) wurden – wie zuvor in Ausgrabungsstätten in Frankreich und Spanien – Hinweise auf Kannibalismus gefunden.

### Lebenserwartung
Das Alter bei Eintritt des Todes kann zwar für einzelne Knochenfunde recht genau rekonstruiert werden. Ein verlässlicher Mittelwert für die Lebenserwartung der gesamten Neandertaler-Population kann hieraus aber nicht berechnet werden. Dennoch gibt es Anhaltspunkte für die Lebenserwartung. Friedemann Schrenk zufolge ergab eine Untersuchung „von insgesamt 220 Skeletten aus dem gesamten Verbreitungsgebiet der Neandertaler […], daß 80 Prozent aller Neandertaler vor dem 40. Lebensjahr starben“. Obwohl die meisten von ihnen sogar schon im Alter zwischen 20 und 30 Jahren starben, wurden immerhin 20 Prozent (also jeder fünfte Neandertaler) älter als 40 Jahre, „was eine beachtliche Leistung darstellt“. Als gesichert gilt beispielsweise, dass der Alte Mann von La Chapelle ungefähr 40 bis 45 Jahre alt wurde. Gleichwohl deuten diese Befunde darauf hin, dass nur wenige Personen noch das Aufwachsen ihrer Enkel miterlebten. (→ Großmutter-Hypothese)

## Ernährung
Die Zähne von heute lebenden Menschen und Makaken weisen ein Merkmal auf, das streng mit dem Zeitpunkt des Abstillens korreliert: das Verhältnis von Barium zu Kalzium im Zahnschmelz. Eine Analyse dieses Verhältnisses in einem Neandertaler-Zahn ergab im Jahr 2013, dass dieser Neandertaler im Alter von rund 14 bis 15 Monaten abgestillt worden war. Die Untersuchung von zwei Neandertaler-Zähnen aus der französischen Fundstelle Payre (Gemeinde Rompon, Département Ardèche) ergab 2018 hingegen ein Alter von 2 ½ Jahren für den Zeitpunkt des Abstillens; 1997 war das Alter bei Entwöhnung auf drei Jahre geschätzt worden. Eine 2020 publizierte Studie an drei, rund 70.000 bis 50.000 Jahre alten Neandertaler-Zähnen aus Italien ergab hingegen ein Alter von nur 5 bis 6 Monaten für das Abstillen. In einer weiteren Studie wurde 2024 belegt, dass es während des Abstillens und der anschließenden Zeitspanne gehäuft zu Wachstumsstörungen infolge der veränderten Ernährung kam.

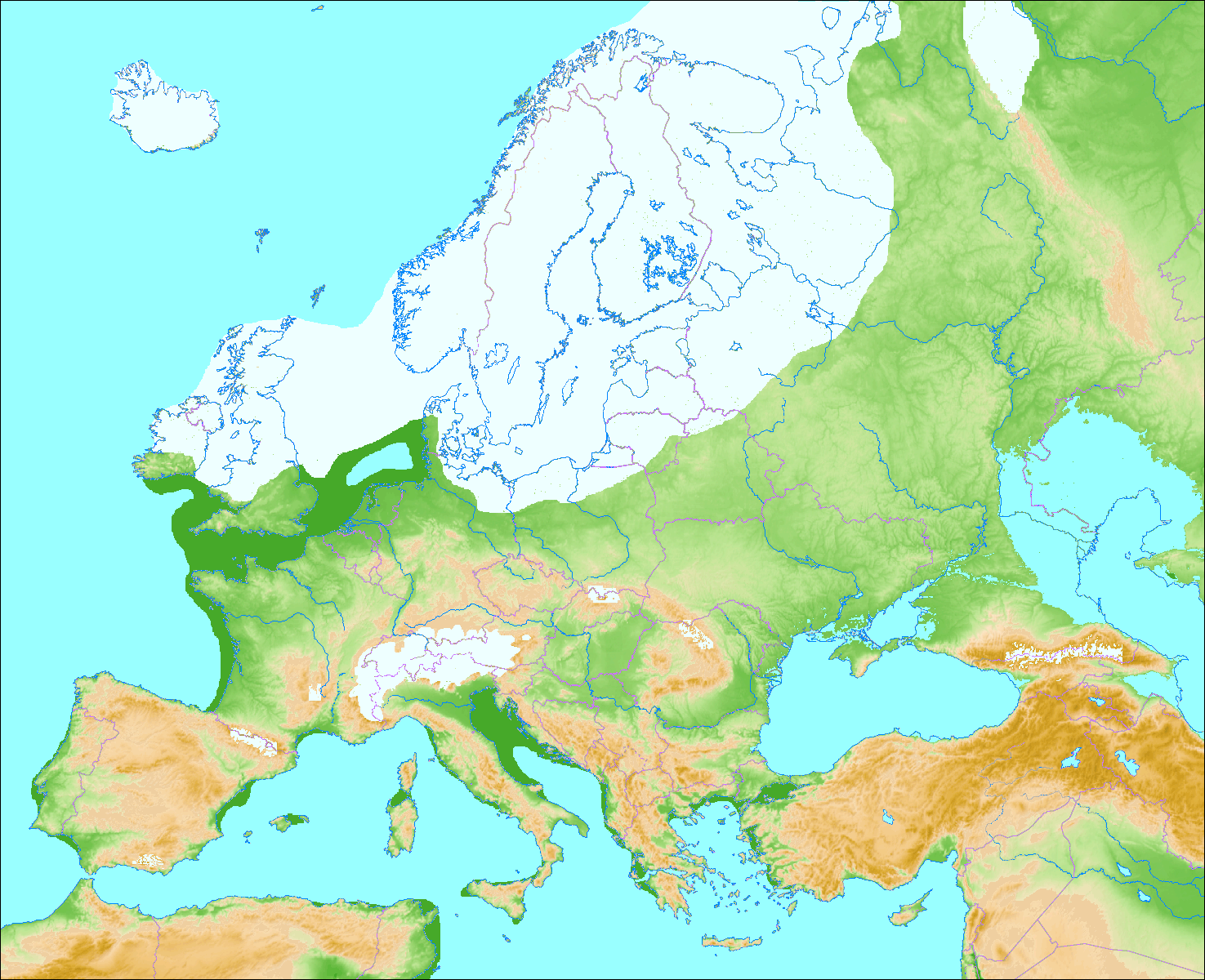
Eurasien und Nordafrika während seiner letzten Vereisung, etwa 20.000 bis 70.000 Jahre v. Chr.; in Nordeuropa kommt es zur sogenannten Weichsel-Vereisung, im Alpenraum zur Würm-Vereisung.

Gesichert ist, dass die Neandertaler an ihren Wohnplätzen regelmäßig Feuer entfachten; die ältesten als gesichert geltenden Feuerstellen in Europa stammen bereits von Homo heidelbergensis und sind rund 400.000 Jahre alt. Besonders aufschlussreich waren Ascheablagerungen von einer Fülle von Feuerstellen, die in der Kebara-Höhle entdeckt wurden: „Jede Siedlungsphase hinterließ in der Höhle eine Abfallschicht; in der Zeit zwischen den Wohnphasen wehte Staub hinein und Felsmaterial fiel von der Decke. In Kebara haben sich meterdicke Sedimente angesammelt, in denen man genau in der Zentralfläche, wo die Feuerstellen lagen, aufeinanderfolgende Begehungshorizonte unterscheiden konnte.“ Ähnliche Funde wurden in Spanien im Abric Romaní freigelegt, einem Felsvorsprung (Abri), der – mit Unterbrechungen – mehr als 20.000 Jahre lang bewohnt war. Fundstätten von Jagdplätzen in Frankreich, im Kaukasus und bei Wallertheim im Rheinland sowie in der Jagdstation Buhlen belegen, „dass Neandertaler spezialisierte Jäger waren, die Bisons oder Mammuts auf ihren Wegen in Winterweidegebiete immer wieder an denselben Stellen auflauerten und erlegten. In Salzgitter-Lebenstedt fanden sich zusammen mit tausenden Steinwerkzeugen Knochenreste von 86 erjagten Rentieren, ein eindeutiges Zeugnis für die ausgezeichneten Jagdfähigkeiten der Neandertaler.“
Der Anteil von verzehrtem Fleisch an der Nahrung war jedoch offenbar regional und in unterschiedlichen Epochen nicht gleichförmig, und möglicherweise wurde erjagtes Fleisch ergänzt durch Maden. Isotopenmessungen von Kollagen in Neandertalerknochen aus der Vindija-Höhle in Kroatien deuten beispielsweise darauf hin, dass Fleisch die hauptsächliche Quelle für Protein war; Isotopenmessungen bei mehreren Neandertaler-Funden aus Frankreich wurden sogar dahingehend interpretiert, diese Neandertaler seien „Spitzenprädatoren“ gewesen. Derartige Befunde führten unter anderem zur Vermutung, das Aussterben der Neandertaler könne durch eine im Vergleich zu Homo sapiens weniger flexible Ernährung mitverursacht worden sein. Im Jahr 2010 wurde diese Hypothese jedoch abgeschwächt, als ein internationales Forscherteam vom Center for Advanced Study of Hominid Paleobiology der George Washington University im Zahnstein von Neandertaler-Zähnen aus Belgien und dem Irak zahlreiche pflanzliche Mikrofossilien nachweisen konnte. Demnach wurden unter anderem Datteln, Hülsenfrüchte und Grassamen verzehrt. Ferner wurde festgestellt, dass die im Zahnstein eingelagerte Stärke von nordspanischen Neandertalern Merkmale einer Veränderung durch Erhitzung aufweist; deren pflanzliche Kost war folglich durch Kochen verdaulicher gemacht worden, und sie bestand zumindest teilweise aus Arten, die als Heil- oder Gewürzpflanzen interpretiert werden können. In Shanidar (Irak) wurden Reste von erhitzten Pflanzen beschrieben, die als Beleg für das Herstellen von Mahlzeiten vor rund 70.000 Jahren interpretiert wurden.
Auch anhand von Abriebspuren auf der Zahnoberfläche von Neandertalern aus unterschiedlichen Epochen (Kältezeiten und Warmzeiten) wurde belegt, dass sie je nach klimatischen und damit zugleich ökologischen Gegebenheiten ihre Nahrungsaufnahme an das jeweils vorhandene Pflanzen-Angebot anpassten. Unabhängig von diesen Befunden konnte auch aus rund 50.000 Jahre altem Kot von spanischen Neandertalern – anhand von erhaltenem 5β-stigmasterin – rekonstruiert werden, dass neben häufigem Fleischkonsum auch ein erheblicher Anteil an pflanzlicher Kost verzehrt wurde. Eine Isotopenuntersuchung der Skelettfunde von Spy (heute Ortsteil von Jemeppe-sur-Sambre in Belgien) ergab, dass rund 20 Prozent der Protein-Aufnahme pflanzlicher Herkunft war, was zugleich bedeutet, dass diese Population einen höheren Fleischanteil in der Nahrung aufwies als die Populationen in Spanien. Gleichwohl belegt die Analyse eines rund 140.000 Jahre alten Zahns aus der Provinz Huesca im Nordosten Spaniens, dass es auch dort in jener Epoche einen lebenslang hohen Fleischkonsum gab.
Eine Arbeitsgruppe des Forschungsinstituts Senckenberg analysierte im Jahr 2011 die Abnutzungsspuren von 73 Backenzähnen aus dem Oberkiefer von Neandertalern und modernen Menschen: Durch das Zerkleinern der Nahrung verändert sich die Zahnoberfläche in Abhängigkeit vom Nahrungstyp. Die Untersuchungsergebnisse „zeigen eindeutig, dass die Nahrung bei beiden Vertretern der Gattung Homo insgesamt vielseitig ausfiel.“ Zudem wurde nachgewiesen, dass die Zusammensetzung der Nahrung „jeweils von den öko-geografischen Gegebenheiten abhing.“ Auch dieser Studie zufolge war der Fleischanteil in der Nahrung bei den in Nordeuropa lebenden Neandertalern wesentlich höher als bei den in Südeuropa lebenden Neandertalern. Die Nahrung der Neandertaler war demnach ähnlich variabel und abwechslungsreich wie die des frühen europäischen Homo sapiens.
Die bislang ältesten Belege für den Verzehr von Schnecken und Muscheln stammen aus der Bajondillo-Höhle (Torremolinos, Spanien); sie wurden der Sauerstoff-Isotopenstufe MIS 6 zugeordnet und auf ein Alter von 150.000 Jahren datiert. Belege für die Anpassung der Neandertaler an öko-geografische Gegebenheiten wurden auch in der küstennahen Vanguard-Höhle und der ebenfalls küstennahen Gorham-Höhle in Gibraltar entdeckt, gemeinsam mit Steinwerkzeugen aus dem Moustérien: Schalen von adriatischen Miesmuscheln (Mytilus galloprovincialis) sowie Knochen von Robben, Delfinen und Fischen zeugen dort für einen vieltausendjährigen Verzehr von Meerestieren. Der Komplex aus vier Höhlen wurde 2016 zum UNESCO-Weltkulturerbe erklärt. Auch in der Serra da Arrábida in Portugal wurden rund 100.000 Jahre alte Belege für den Verzehr von Meerestieren entdeckt. Gehörgangsexostosen bei einigen untersuchten Schädeln wurden als unabhängige Bestätigung dafür gedeutet, dass Neandertaler Nahrung auch unter Wasser gewinnen konnten. Aus der Gorham-Höhle stammen auch die ältesten Belege für das Verzehren von Tauben durch Neandertaler; die erhalten gebliebenen Knochen dieser Vögel weisen sowohl Schnitt- als auch Brandspuren auf.

## Kultur

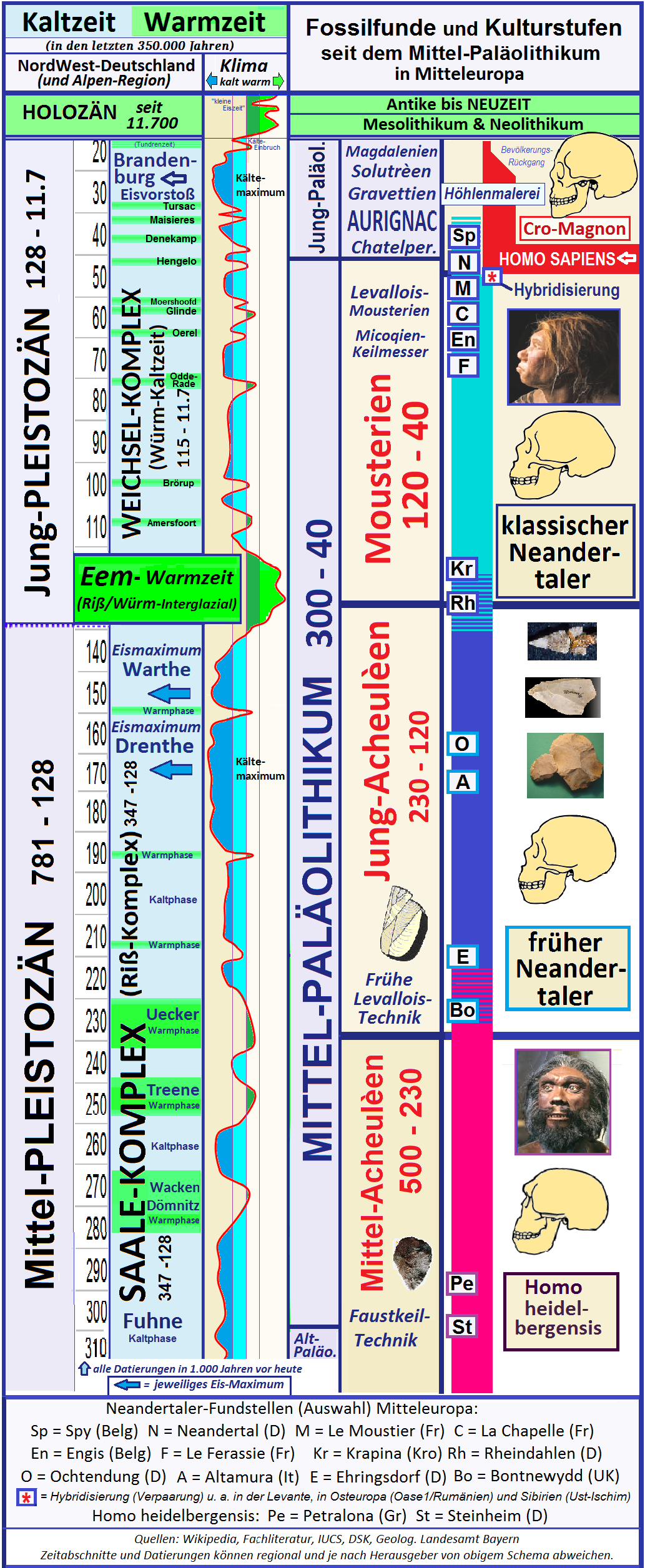
Lebensraum und Kultur des Homo neanderthalensis in Europa seit ca. 220.000 Jahren – Übergangsphase zum klassischen Neandertaler vor ca. 120.000 Jahren. Korrelation von Eiszeit- und Steinzeitperioden.

### Übersicht
Lebensraum und Kultur von Homo neanderthalensis erstreckten sich – insbesondere in der Phase als „klassischer Neandertaler“ seit der Eem-Warmzeit vor ca. 125.000 Jahren – über weite Teile Europas bis zur Levante im Nahen Osten und über die Krim-Halbinsel hinaus bis an den Rand Sibiriens, wobei Sibirien archäologischen Befunden zufolge vermutlich in zwei Wellen besiedelt wurde. Diese frühen Europäer lebten in arbeitsteiligen Gruppen. Die Neandertaler werden insbesondere mit dem Kulturraum des Moustérien (vor 125.000 bis 40.000 Jahren) mit u. a. Micoquien- und Levalloistechnik der Steinbearbeitung in Verbindung gebracht – bis in die Zeit ihres Verschwindens im frühen Aurignacien, in dem bereits der anatomisch moderne Homo sapiens (Cro-Magnon-Mensch) in Europa zugewandert war. Die Horden siedelten z. T. weit verstreut, und es kann nicht von einer einheitlichen Lebensweise in diesem riesigen Gebiet ausgegangen werden. Auch ein einheitliches Erscheinungsbild der Individuen ist unwahrscheinlich, wenngleich vereinzelt genetische Spuren für rotes Haar und hellere Pigmentierung nachgewiesen wurden.
Regional unterschiedliche Gegebenheiten bestimmten den Lebensalltag der Neandertaler: Klima, Gelände und Jahreszeiten, Trinkwasservorkommen und Vorhandensein des jagdbaren Wildes und anderer Nahrungsmittel, insbesondere Plätze, an denen Rohstoffe für Steinwerkzeuge vorkamen. Manche Gruppen hielten sich vorzugsweise in Höhlen und Grotten oder unter Abris (Felsüberhängen) auf – z. B. in der Dordogne (Le Moustier, La Ferrassie), aber auch in der Kleinen Feldhofer Grotte im Neandertal. Andere lebten in der Ebene oder in Waldungen und bauten sich Unterschlupfe aus Fellen oder Strauchwerk und Ästen. Auch gab es Behausungen, die mit Mammutknochen und Stoßzähnen abgestützt wurden, z. B. im Netzetal (Hessen). In Rheindahlen bei Mönchengladbach wurden flache Gruben mit runden Stützlöchern und Feuerstellen gefunden, auf einem Vorplatz Steinartefakte aus mehreren Zonen: grob zerlegte Steinknollen sowie feine Kantenbearbeitung durch Retuschierung. Diese Funde stammen aus der Eem-Warmzeit. Auch in der Ukraine gab es Freilandstationen mit Belegen für Feuerstellen.
In Frankreich wurden an Faustkeilen und Abschlägen Spuren von Pyrit gefunden. Wissenschaftler, die jene Werkzeuge nachgebildet haben und mit diesen Feuer erzeugten (was ebenfalls zu Pyrit-Spuren am Werkzeug führte), schlossen daraus, dass Äxte und andere Steinwerkzeuge von Neandertalern teilweise multifunktionell verwendet wurden.
Im Nahen Osten zeigten Neandertaler unterschiedliches Wanderverhalten: Zum einen gab es Rundwanderstrategien von Ort zu Ort, zum anderen sternförmige Wanderungen vom Basislager zu peripheren Plätzen mit Rohstoffvorkommen. Im Mittelpaläolithikum suchten die Neandertaler gezielt größere Lagerstätten von Feuerstein und Quarzit auf, an einigen Orten über zehntausend Jahre.
Steinwerkzeuge und Waffen, die heute bestimmten Kulturen oder Bearbeitungstechniken zugeordnet werden (Faustkeile, Abschläge, Schaber, Spitzen), wurden nicht immer von allen Neandertalergruppen benutzt und nicht immer im gleichen Zeitraum. Manche kamen überwiegend in einer bestimmten Region vor. Gegen Ende ihrer Existenz wurden die Techniken der Neandertaler möglicherweise durch Werkzeuge und Schmuckobjekte eingewanderter Cro-Magnon-Menschen beeinflusst.
Analysen des Erbguts von zwei ca. 120.000 Jahre alten Neandertalern aus Deutschland und Belgien ergaben, dass die letzten Neandertaler, die vor rund 40.000 Jahren in Europa lebten, zumindest teilweise von diesen ca. 80.000 Jahre älteren europäischen Neandertalern abstammten. Zugleich ergaben die Analysen, dass die beiden 120.000 Jahre alten Individuen weniger eng mit den zur selben Zeit in Sibirien lebenden Neandertalern verwandt waren, was bedeutet, dass die Neandertaler-Populationen in Europa und Sibirien bereits vor 120.000 Jahren kaum noch Kontakt untereinander hatten.

### Werkzeuggebrauch

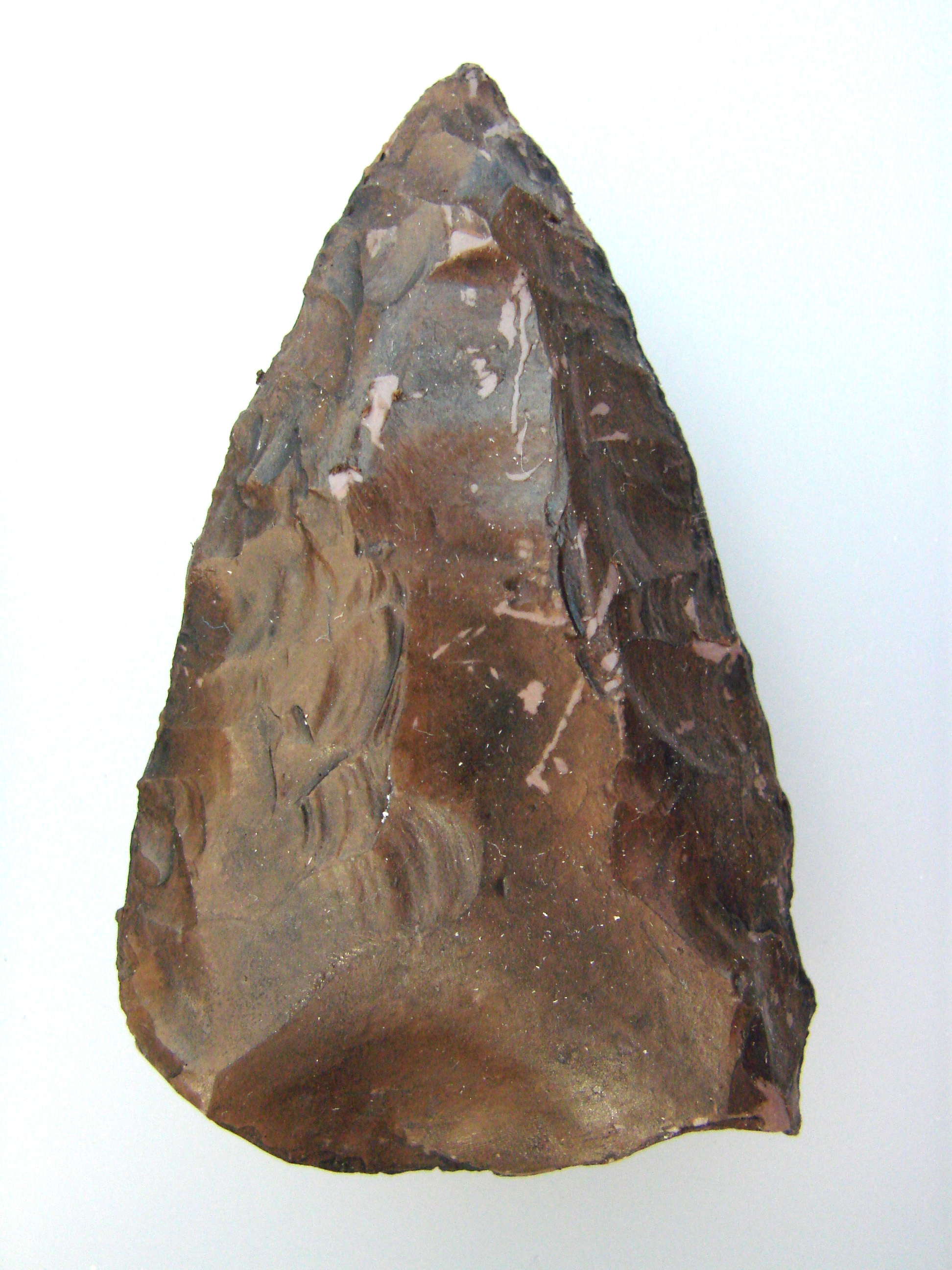
Steil retuschierter Doppelschaber (Moustérien), Syrien

In Europa sind die Epoche des Moustériens und die in Levalloistechnik hergestellten Steinwerkzeuge mit den Neandertalern assoziiert, ferner sind Werkzeuge aus Tierknochen erhalten geblieben. Universalwerkzeug zum Schneiden und Schaben war für die „klassischen“ Neandertaler der Würm- bzw. Weichsel-Kaltzeit das Keilmesser, zugleich typologische Leitform des Micoquien (heute: „Keilmesser-Gruppen“). Ein modernes Pendant dieser Gerätform, die sowohl zum Schneiden als auch Schaben eingesetzt wurde, ist bei den Eskimos mit dem Ulu überliefert. Die Fundstellen von Werkzeugen, die während des Moustériens genutzt wurden, befinden sich oft nur fünf bis sechs Kilometer entfernt vom natürlichen Vorkommen des Gesteins, aus denen sie gefertigt wurden; aus diesem Befund wurde auf ein relativ kleines Aufenthaltsgebiet dieser Neandertaler-Gruppen geschlossen. Andere Gruppen zogen über große Entfernungen zu Feuersteinvorkommen, um sich dort mit dem Rohmaterial zu versorgen. Manche Fundplätze waren Eckpunkte eines Streifgebietes von mehr als 100 km Durchmesser.
Wie durch die 1946 gefundene, rund 120.000 Jahre alte Stoßlanze von Lehringen belegt ist, benutzten Neandertaler hölzerne Waffen (Spieße) zum Erlegen von Großwild. Seit 1994 wurden im Tagebau Schöningen zudem acht Speere aus der Holstein-Warmzeit gefunden (Schöninger Speere), die rund 300.000 Jahre alt sind und als Wurfspeere interpretiert werden. Experimente mit Wurfspeeren zeigen, dass diese bis auf eine Entfernung von 20 Meter und mehr treffsicher eingesetzt werden können. Experimente aus 5 Meter Entfernung ergaben durchschnittliche Eindringtiefen von 23,8 cm bei mittleren Auftreffgeschwindigkeiten von 83 km/h und einer Durchschlagskraft von 25,9 N. Die Bewehrung von Lanzen mit Blattspitzen ist für die späten Neandertaler sehr wahrscheinlich, auch die Schäftung von hölzernen Waffen mit Levallois-Spitzen ist in mehreren Fällen bewiesen. In der Fundstätte Poggetti Vecchi in der Provinz Grosseto (Italien) wurden mehrere Dutzend 171.000 Jahre alte, im Feuer gehärtete Grabstöcke geborgen, die zumeist aus dem Holz von Buchsbaum (Buxus sempervirens), aber auch aus Eichen, Wacholder und Eschen hergestellt worden waren. Auch die Benutzung von Zahnstochern gilt als gesichert.
Neandertaler vom Fundplatz Königsaue am Ascherslebener See (Harzvorland) verwendeten Birkenpech zum Einkleben von Steinartefakten in hölzerne Schäfte. Ein weiterer Fund von Birkenpech an einem rund 50.000 Jahre alten Steinartefakt wurde aus den Niederlanden berichtet, und in Gibraltar wurde in der Vanguard-Höhle eine rund 65.000 Jahre alte Feuerstelle mit Anhaltspunkten für ihre Nutzung zum Herstellen von Birkenpech entdeckt. Für die Destillation des Pechs aus Birkenrinde durch Verschwelung unter Luftabschluss ist eine längere Zeit gleichbleibende Temperatur von etwa 350 °C nötig; jedoch könnte auch ein weniger aufwändiges Verfahren (ohne Luftabschluss) zum Erfolg geführt haben. Auch am Fundort Le Moustier sind Reste von Klebstoff an Steinwerkzeugen erhalten geblieben.
Die im Südwesten Frankreichs in den Ausgrabungsstätten Abri Peyrony und Pech-de-l'Azé entdeckten Schleifwerkzeuge (Glätter) aus Hirschknochen, die auf ein Alter von bis zu 50.000 Jahren datiert wurden, ähneln dagegen den bis heute verwendeten Glätthölzern (Lissoirs), mit denen Leder bearbeitet wird. Diese bisher ältesten Spezialwerkzeuge Europas dienten durch Schaben, Schleifen und Polieren dem Weichmachen des Leders und erhöhten die Wasserbeständigkeit. Nach Ansicht der Forscher des Max-Planck-Instituts für evolutionäre Anthropologie in Leipzig wäre das möglicherweise ein Beleg dafür, dass die Neandertaler bereits eine eigene Technologie hatten, deren Entstehen bisher dem modernen Menschen zugeschrieben wurde, die dieser jedoch auch vom Neandertaler übernommen haben könnte. Bei ihrer Einwanderung nach Europa kannten sie nur spitze Knochenwerkzeuge, stellten kurze Zeit später aber Lissoirs her.

### Jagd
Ergänzend zu den Steinwerkzeugen gibt es Hinweise auf Holzbearbeitung und auf die Verwendung von hölzernen Lanzen, so z. B. eine 2,45 Meter lange Eibenholzlanze, mit der vor 120.000 Jahren Waldelefanten erlegt wurden. Man benutzte auch hölzerne, angespitzte Wurfspeere, gelegentlich versehen mit Steinspitzen. Vermutlich durch solch einen Speer wurde vor rund 50.000 Jahren in der Nähe von Siegsdorf (Bayern) ein Höhlenlöwe (Panthera spelaea) erlegt.
Die Art der verwendeten Steinwerkzeuge und Waffen richtete sich nach Verfügbarkeit des Rohmaterials, nach Überlieferung und individueller Fertigkeit. Es gab Neandertaler, die vorzugsweise in der Nähe von Steinbrüchen siedelten; andere zogen über große Entfernungen zu Feuersteinvorkommen, um sich dort mit dem Rohmaterial zu versorgen. So hatten Gruppen, die sich an den Kratern der Osteifelvulkane aufhielten, Werkzeuge aus Feuerstein dabei, dessen nächstes Vorkommen im Maasgebiet lag (bei Aachen und Maastricht), aber auch so genannten baltischen Feuerstein aus dem Ruhrgebiet. Diese Fundplätze waren Eckpunkte eines Streifgebietes von mehr als 100 km Durchmesser. Manche Fundstellen belegen die Bejagung von Einzeltieren, an anderen Orten gibt es Hinweise auf Massenjagd: Am Fundort Salzgitter-Lebenstedt hatten Neandertaler spezielle Jagdlager aufgeschlagen; hier wurden Jagdbeutereste mit Schlachtspuren von 86 Rentieren gefunden und tausende Steingeräte. Die Jagdperiode lässt sich anhand untersuchter Zähne und der Geweihentwicklung auf den Herbst festlegen. Mittelgroße Säugetiere wie Pferd, Wildesel und Ren wurden oft einzeln erlegt und zerlegt, die Teile zu den Wohnplätzen geschafft. Auf der heutigen Insel Jersey wurden Großsäuger (Elefant, Nashorn) über Kalkklippen getrieben.
Im Bereich der Fundstätte Neumark-Nord 1 im Geiseltal in Sachsen-Anhalt wurde in den 1980er- und 1990er-Jahren beim Abbau von Braunkohle ein fossiles Seebecken angeschnitten, das vor rund 125.000 bis 200.000 Jahren bestand. Neben mehreren hundert Hirschskeletten lieferte es zudem die Überreste von mindestens 70 Waldelefanten. Die Knochen waren insgesamt gut erhalten und stammten zum einen fast ausschließlich von erwachsenen Tieren. Zum anderen fiel auf, dass es sehr viele männliche Elefanten waren, was von keinem anderen „Elefantenfriedhof“ bekannt ist. 2023 berichtete eine Forschergruppe um Sabine Gaudzinski-Windheuser, dass man an zahlreichen der mehr als 3000 untersuchten Knochen Schnittspuren entdeckt habe, die gehäuft an Stellen vorkommen, die typisch für das Zerlegen von Jagdbeute sind; gestützt wurde diese Interpretation durch das Fehlen von Bissspuren von Aasfressern. Den Forschenden zufolge wurde der Ort über mindestens 2000 Jahre hinweg aufgesucht. Die Häufigkeit von männlichen Elefanten deute darauf hin, dass diese – zumeist einzelgängerischen Individuen – leichter erbeutet werden konnten als in Gruppen umherziehende Weibchen. Bereits 2018 hatte die gleiche Forschergruppe nachgewiesen, dass die fossilen Knochen zweier Damhirsche aus der Fundstätte Neumark-Nord 1 Löcher aufweisen, die vermutlich aus geringer Entfernung durch Speere verursacht wurden. Anhand eines experimentellen ballistischen Versuchsaufbaus wurde „die Nutzung eines hölzernen Speers in Aufwärtsbewegung, der mit geringer Geschwindigkeit eingesetzt wurde“, rekonstruiert; dies deute darauf hin, „dass sich Neandertaler den Tieren bis auf sehr kurze Distanz näherten und den Speer als Stoß- und nicht als Wurfwaffe verwendeten. Eine solche konfrontative Art der Jagd erforderte sorgfältige Planung, Tarnung sowie ein enges Zusammenspiel zwischen den einzelnen Jägern.“
Ebenfalls im Geiseltal, diesmal an der Fundstätte Neumark-Nord 2 wurden am Uferrand eines weiteren Seebeckens aus der Frühphase der Eem-Warmzeit über 115.000 Tierknochen in zusammen mit mehreren tausend Feuersteinartefakten gefunden. Die Tierknochen, überwiegend von Wildrindern, Wildpferden und Hirschen, waren anthropogen stark zerschlagen. Sie lassen sich insgesamt 172 Individuen zuordnen, die alle Altersstufen repräsentieren. Daher wird angenommen, dass die Neandertaler das Seeufer ganzjährig aufsuchten. Der hohe Zerschlagungsgrad der Knochen verbunden mit zahlreichen Hitzspuren auf den Oberflächen gilt als Hinweis darauf, dass sie der Gewinnung von Fett dienten, das dann für die Nahrungsversorgung in harschen Jahreszeiten Verwendung fand.

### Kleidung
Die Neandertaler fertigten vermutlich als erste Menschenart Kleidung an, jedoch sind bislang bei ihnen – anders als bei den Cro-Magnon-Menschen – keine Hinweise auf die Herstellung und Verwendung von Nadeln entdeckt worden. Im Abri du Maras (am Ende der Gorges de l’Ardèche, Département Ardèche, Frankreich) wurden allerdings in unmittelbarer Nähe von Steingeräten zu Fäden verdrillte Pflanzenfasern entdeckt, die in solchem Zustand in der Natur nicht vorkommen, 40.000 bis 50.000 Jahre alt sind und aufgrund dieser Datierung dem Neandertaler zugeschrieben wurden. Wiederum aus Neumark-Nord 1 im Geiseltal (Sachsen-Anhalt), stammt ein Steingerät mit anhaftenden Resten von Eichensäure in einer Konzentration, die nicht natürlich auftreten kann und deshalb als ein Hinweis auf das Gerben von Tierhäuten gedeutet wird. In der Fundstelle am Strand von Le Rozel wurden zahlreiche Fußabdrücke gefunden, von denen einige vermutlich von leichtem Schuhwerk stammen.
Auch aus Modellrechnungen wurde abgeleitet, dass die Neandertaler vermutlich Kleidung angefertigt und getragen haben. Den Berechnungen zufolge hätte ein Neandertaler, dessen Körpergewicht 80 kg betrug, während der damaligen Kälteperioden zusätzlich 50 kg Unterhautfettgewebe bilden müssen, um der Kälte unbekleidet zu widerstehen. Ian Tattersall kommentierte dies so: „Wie ein Sumo-Ringer gebaut zu sein, ist kaum das, was man als ideale Anpassung an eine Lebensführung als Jäger ansehen kann.“

### Sprache
Im israelischen Karmelgebirge wurde im Jahre 1983 in der Kebara-Höhle das bisher einzige Zungenbein eines Neandertalers entdeckt. Es entspricht dem der modernen Menschen und gilt als wichtigstes Indiz dafür, dass die Neandertaler die anatomische Voraussetzung für die Fähigkeit zum Sprechen besaßen. Durch paläogenetische Untersuchungen wurde im Oktober 2007 ferner festgestellt, dass die Neandertaler über das gleiche FOXP2-Gen wie der moderne Mensch verfügten. Das für die Entwicklung der Sprache als wichtig gedeutete FOXP2-Gen wurde durch DNA-Sequenzierung aus Knochen eines Neandertalers, die in einer spanischen Höhle gefunden wurden, isoliert und analysiert. Eine Rekonstruktion der Schallübertragung zum Innenohr bei fünf Neandertaler-Schädeln ergab zudem, dass sich die Breite des Frequenzbands von Homo sapiens und Neandertalern kaum unterscheidet; zugleich wurden aber erhebliche Unterschiede zwischen Neandertalern und deren Vorläufern (Homo heidelbergensis) nachgewiesen. Daraus wurde geschlossen, dass Neandertaler gesprochene Sprache ähnlich gut hören konnten wie heute lebende Menschen. Auch wenn es noch weiterer Indizien bedarf, gibt es keinen Grund anzunehmen, dass der Neandertaler nicht sprechen konnte. Katarina Harvati und Maria Kirady spekulieren, dass es wohl keine „Gemeinsprache“ gab, die von allen Neandertalern verstanden wurde, und dass wahrscheinlich die Idiome anders strukturiert waren als beim Homo sapiens.

### Körperschmuck, symbolisches Denken

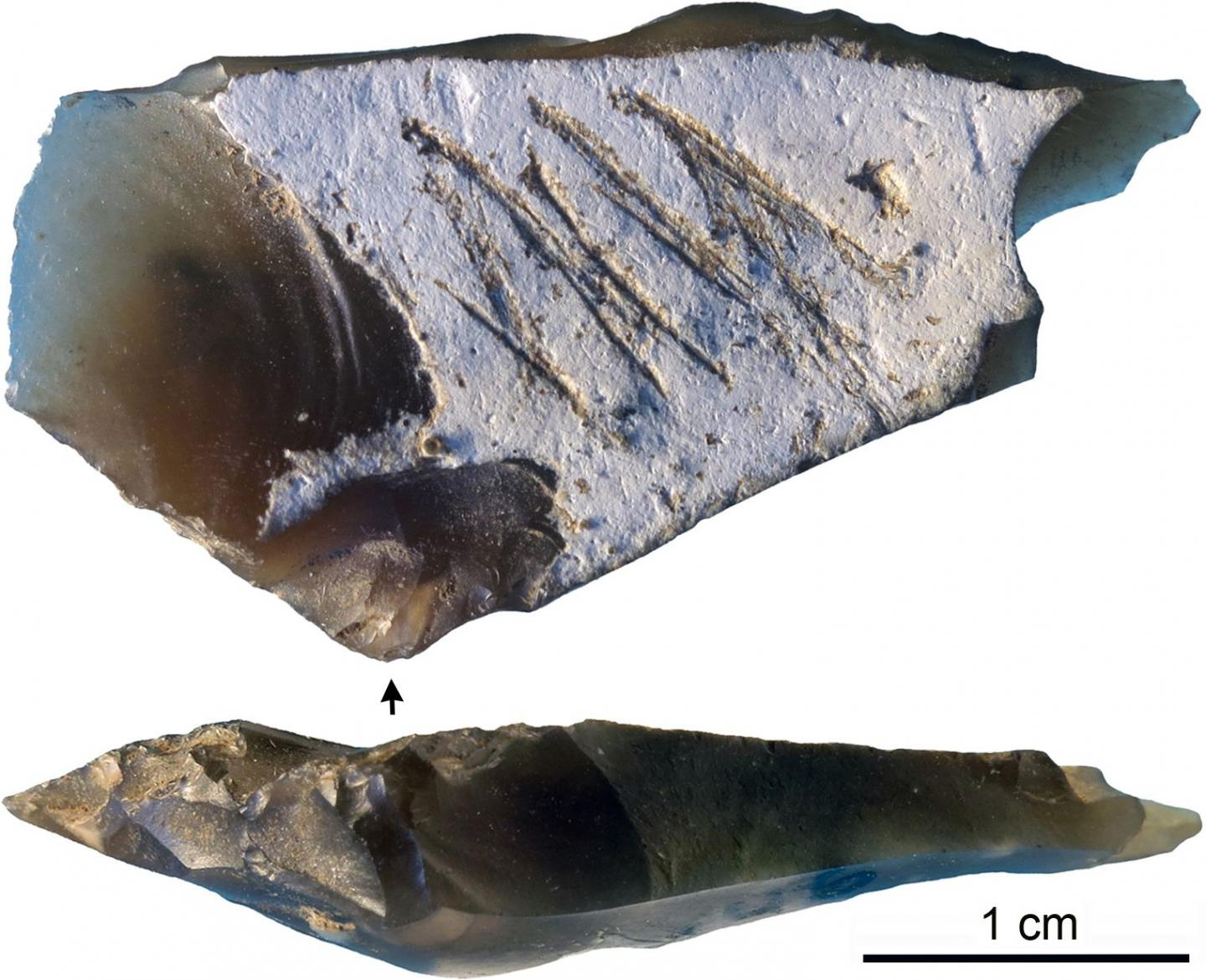
Ritzungen auf einem Feuerstein vom Fundort Kiik-Koba

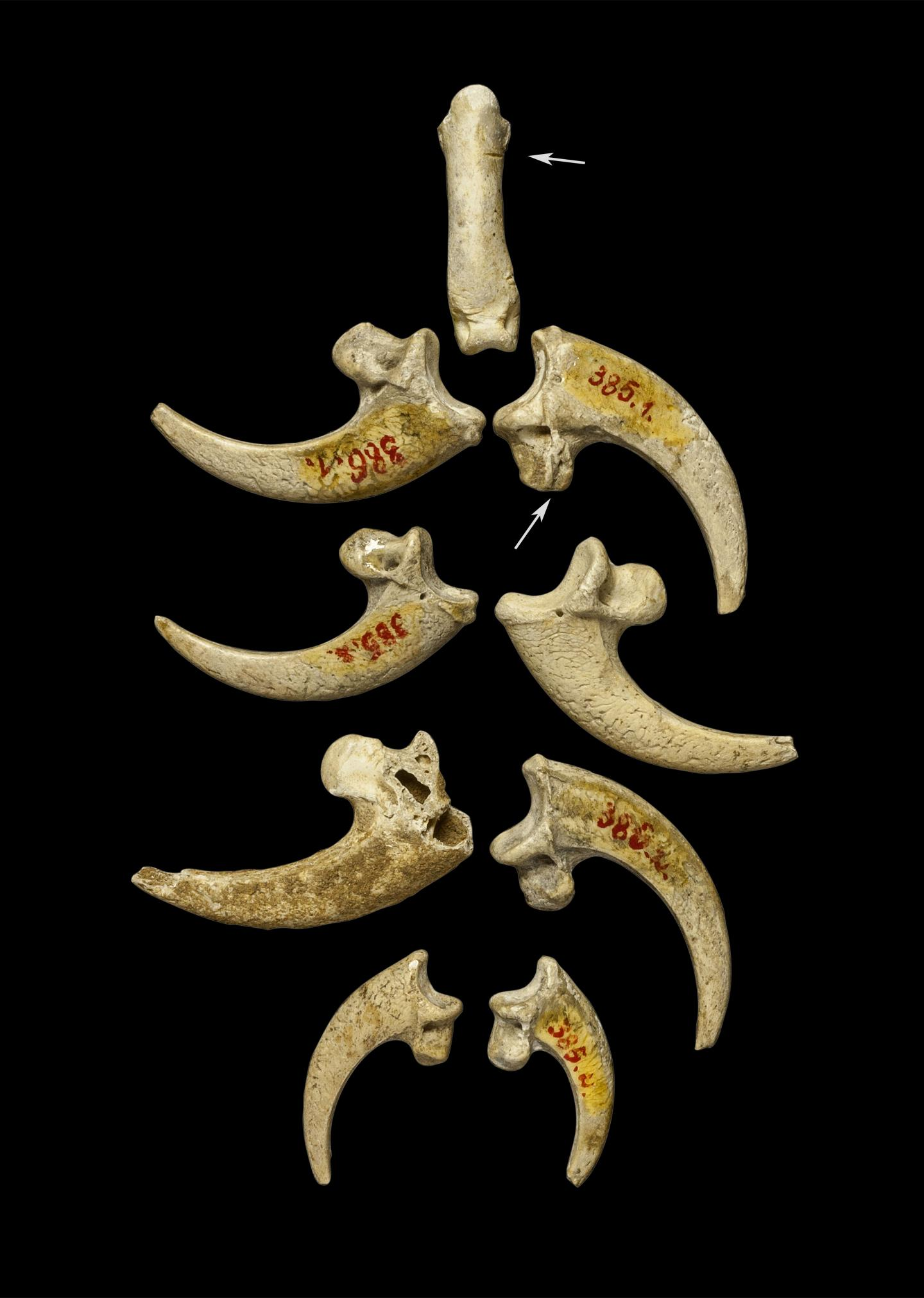
130.000 Jahre alte Seeadler-Klauen aus Krapina (Kroatien), die als Teil eines Schmuckstücks interpretiert wurden

Im Südosten Spaniens wurden in zwei Höhlen mehrere Muschelschalen entdeckt, die im Bereich ihres Wirbels (ohne Zutun ihrer Sammler) 5 mm große Löcher aufweisen und laut Radiokohlenstoffdatierung 45.000 bis 50.000 Jahre alt sind; beide Höhlen sind als Aufenthaltsorte von Neandertalern bekannt. Die Schale einer Großen Pilgermuschel aus der Cueva Antón ist auf ihrer Außenseite mit orangefarbenem Pigment bemalt, mehrere Muschelschalen aus der Cueva de los Aviones weisen rote, gelbe und orangefarbene Pigmente auf. In ihrer Nähe wurden zudem weitere Reste von roter und gelber Farbe gefunden. Diese Funde wurden als Beleg dafür gedeutet, dass die Urheber der Fundstücke die Muschelschalen und die Pigmente „in einer ästhetischen und vermutlich symbolischen“ Weise – möglicherweise an einem Halsband befestigt – verwendeten. Einer 2018 publizierten Studie zufolge sind die Funde aus der Cueva de los Aviones laut Uran-Thorium-Datierung sogar 115.000 bis 120.000 Jahre alt.
Ebenfalls in Spanien – nördlich von Madrid – wurden in einer Höhle (Cueva Des-Cubierta) 35 mit Hörnern oder Geweihen bewehrte Schädelteile von großen Pflanzenfressern wie Steppenbisons, Auerochsen, Rothirschen, Rehen und Steppennashörnern gefunden, die dort offenbar als Jagdtrophäen aufbewahrt worden sind.
Auch die in der Fundstätte La Roche-Cotard in Frankreich gefundene Maske von La Roche-Cotard wird einem Neandertaler zugeschrieben. Ferner wurden in Frankreich, bei Ausgrabungen in Pech de l’Azé, manganhaltige Pigmentklumpen gefunden, die auf eine Körperbemalung der Neandertaler schließen lassen. Die meisten Funde von Farbpigmenten stammen aus der Epoche vor 60.000 bis 40.000 Jahren; der älteste Fund – roter Ocker, dessen Verwendung ungeklärt ist – stammt aus Maastricht-Belvédère und ist mit 250.000 bis 200.000 Jahren ähnlich alt wie Pigmentfunde aus Afrika, die dem frühen Homo sapiens zugeschrieben werden.
In der italienischen Grotta di Fumane (Höhle von Fumane), 18 km nordwestlich von Verona, fanden sich 44.000 Jahre alte Hinweise auf die Entfernung großer Federn von Vogelarten, die nicht verzehrt wurden, wie etwa von Bartgeiern oder Rotfußfalken. Auch entdeckte man Anzeichen für Körperbemalung.
Acht aus den Grabungen von Krapina (Kroatien) erhaltene Klauen von Seeadlern wurden im Jahr 2015 als Teile von Schmuck gewertet: Die Untersuchung mit Lichtmikroskopen schloss bei eingekerbten und polierten Stellen an den Klauen natürliche Herkunft oder zufällige Einwirkungen aus und führte zu dem Schluss, dass die Klauen als dekorative Teile einer Halskette verwendet wurden. Daraus folgerten die Autoren auf eine symbolische Nutzung von Gegenständen durch Neandertaler in Europa vor 130.000 Jahren und somit vor ihrem Kontakt mit modernen Menschen. Unterstützt wurde diese Interpretation 2019 durch den Nachweis von Schnittspuren an Flügelknochen von Steinadlern (an Knochen, die kaum Fleisch ansetzen) aus anderen Fundstellen in Mittel- und Westeuropa, was als Beleg für eine sorgfältige Abtrennung der Federn von den Knochen bewertet wurde. Dies gab den Autoren Anlass für die Vermutung, dass die Federn als Schmuck gedient haben könnten. Schnittspuren fand man auch an einem Zehen-Knochen aus der Foradada-Höhle in Calafell (Spanien), der vermutlich einem Iberienadler zuzuschreiben ist.
Aus der Einhornhöhle im Landkreis Göttingen stammen mindestens rund 190.000 Jahre alte Zehenknochen eines Höhlenlöwen (Panthera spelaea). Einer dieser Knochen weist charakteristische Schnittspuren auf, die entstehen, wenn ein Tier zur Gewinnung seines Fells gehäutet wird und hierbei die Tatzen samt Krallen am Fell verbleiben. Den Forschern zufolge wurde das Fell von den Neandertalern „möglicherweise aus Gründen des körperlichen Komforts, der soziokulturellen Zurschaustellung oder aus beiden Gründen“ in die Höhle gebracht.
Auch „ein winkelartiges Muster aus sechs Kerben“ auf dem Riesenhirsch-Knochen aus der Einhornhöhle im Harz wurde vor mindestens 51.000 Jahren von einem Neandertaler geritzt.

### Höhlenmalerei
Die ältesten aus Europa bekannten Höhlenmalereien sind rund 65.000 Jahre alt. Ein internationales Forscherteam unter der Leitung von Dirk Hoffmann vom Max-Planck-Institut für evolutionäre Anthropologie berichtete im Jahr 2018, dass Neandertaler in Europa schon mehr als 20.000 Jahre vor der Ankunft anatomisch moderner Menschen in Europa vor 40.000 Jahren Höhlenkunst geschaffen haben. Die Forscher hatten mit Hilfe der Uran-Thorium-Datierung 60 Proben von Karbonat-Krusten auf den Farbpigmenten von Malereien in drei Höhlen in Spanien analysiert: aus der Cueva de La Pasiega in der Gemeinde Puente Viesgo, der Maltravieso-Höhle in der Gemeinde Cáceres und der Höhle von Ardales (in der Gemeinde Ardales, Südspanien). „Sie enthalten meist rote, manchmal auch schwarze Malereien, die Tiergruppen, Punkte, geometrische Zeichen sowie positive und negative Handabdrücke und auch Felsritzungen umfassen.“ Eine weitere wissenschaftliche Veröffentlichung führte später allerdings an, dass die Datierung falsch sein könnte und dass bei manchen für Malereien gehaltenen Farbschichten eine natürlich-geologische Ursache nicht auszuschließen sei. Im Jahr 2021 veröffentlichte Ergebnisse einer Studie widerlegten diese Theorie. Mittels Röntgenspektroskopie, Mikro-Raman-Spektroskopie und Röntgenbeugung konnte eine natürlich-geologische Ursache ausgeschlossen und die Farbschichten als Höhlenmalerei identifiziert werden.

### Räumlich differenzierte Nutzung von Höhlen
In dem als logistisches Basislager angesprochenen Felsüberhang Bombrini im Nordwesten Italiens lebten Neandertaler offenbar auf drei Ebenen. Jede dieser Ebenen enthielt Artefakte, die es ermöglichten, auf eine Aufteilung in Räume zu schließen, die zur Schlachtung, zum Wohnen und zur Werkzeugherstellung dienten.
In einer Höhle bei Bruniquel in Südfrankreich wurden Fragmente von mehr als 400 gezielt abgebrochenen Stalagmiten entdeckt, die zu zwei Ringen von 6,70 bzw. 4,50 Meter Umfang angeordnet sind (Steinkreise in der Höhle von Bruniquel). Diese Konstruktionen wurden vor 176.500 ± 2100 Jahren errichtet, rund 330 Meter entfernt vom Höhleneingang. Die Funktion dieser Ringe ist ungeklärt, jedoch wurde ein Daumen-großes, verbranntes Stück Knochen entdeckt, woraus anfänglich geschlossen wurde, dass hier möglicherweise Nahrung zubereitet wurde. Dies konnte jedoch nicht erklären, warum die Neandertaler einen derart abgelegenen, schwer zu erreichenden Ort mit so großem Aufwand ausstatteten. Später wurde von den Forschenden eine Nahrungszubereitung eher ausgeschlossen und stattdessen ein ritueller Zweck vermutet.

### Bestattungen

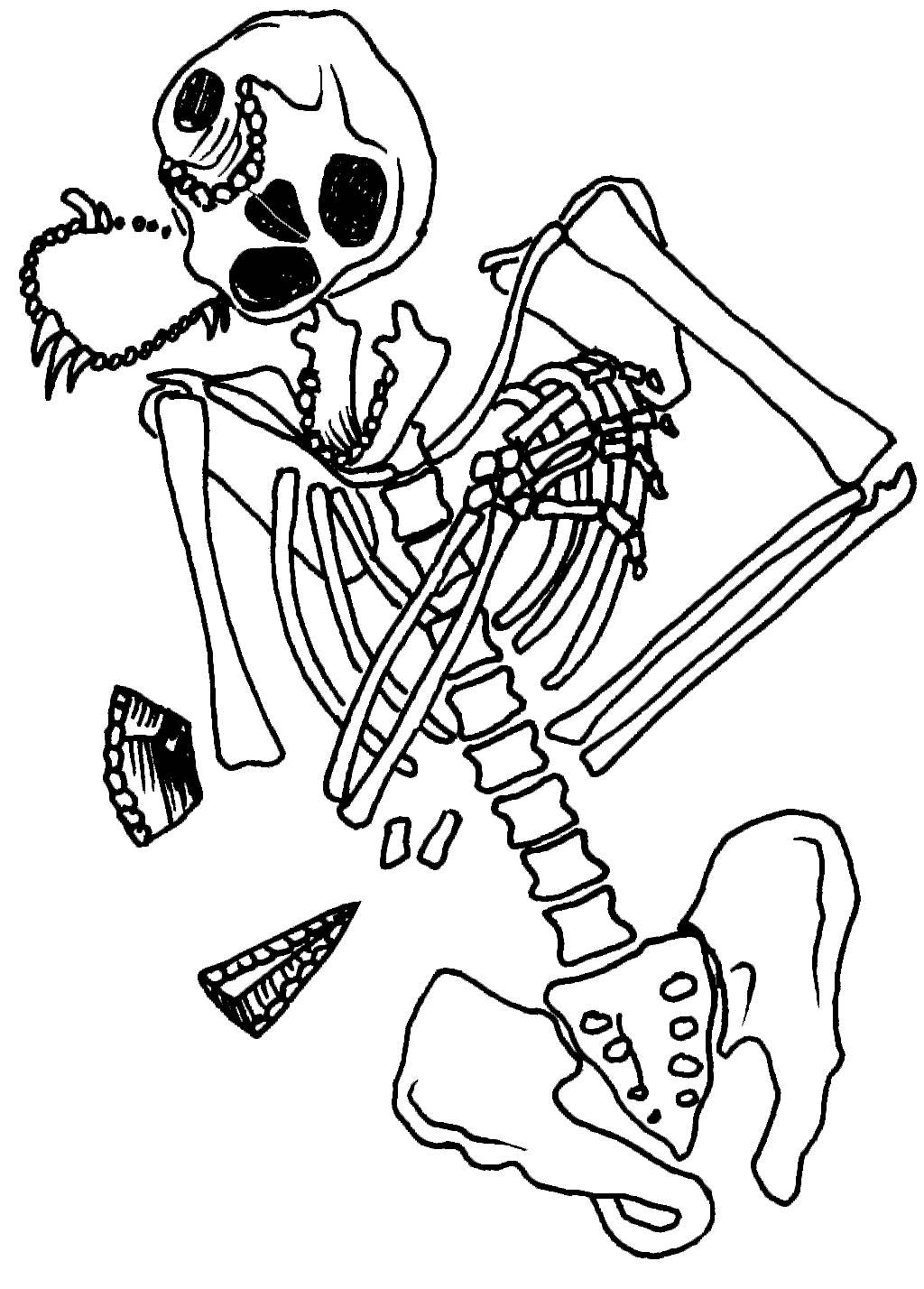
Skizze eines bestatteten Neandertalers aus der Kebara-Höhle

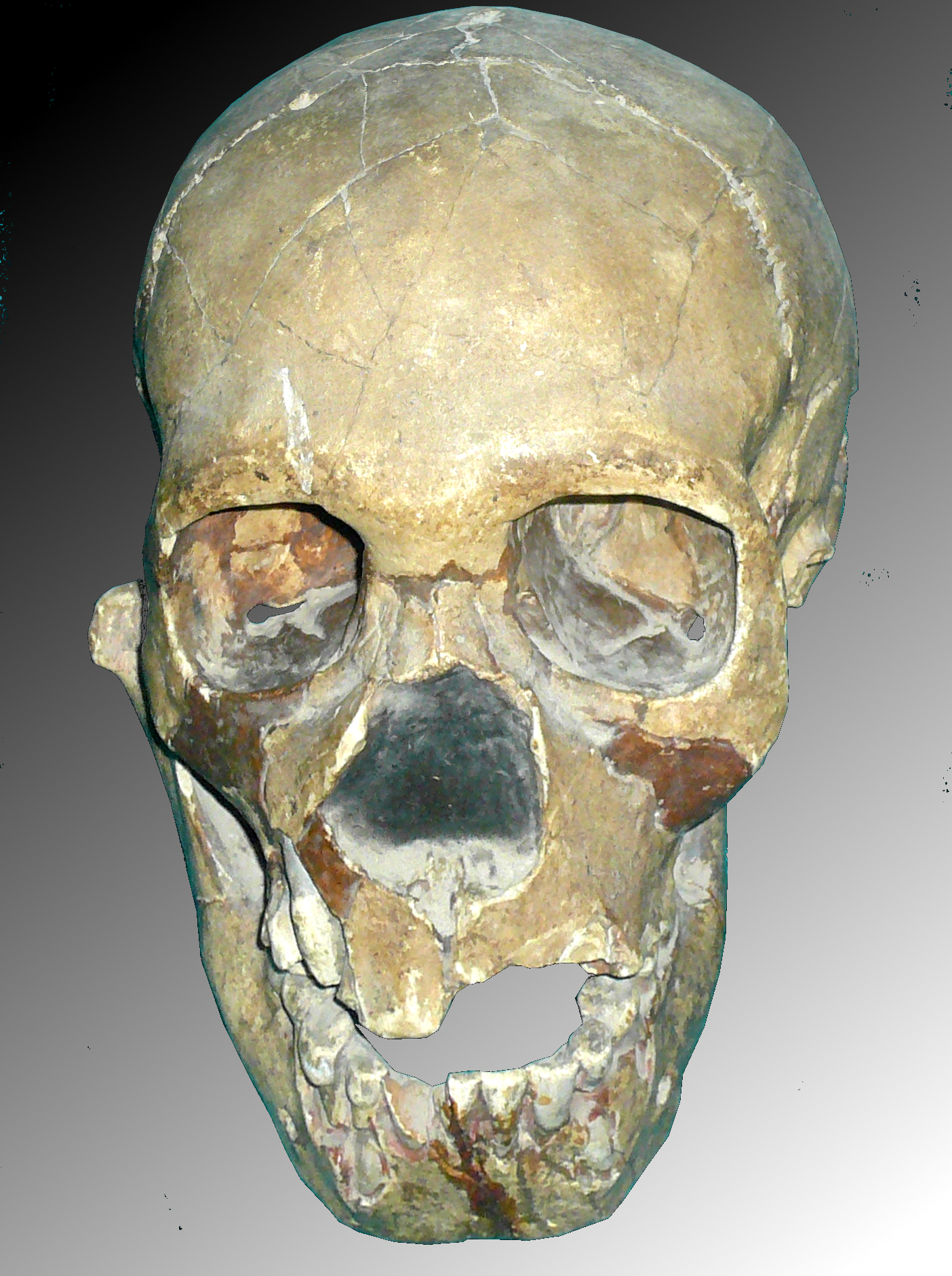
Der Schädel des Kindes aus der Teschik-Tasch-Höhle

Aufgrund zumindest vereinzelter Bestattungen ihrer Toten sowohl in Europa als auch im Nahen Osten und dem Ablegen von Toten in Höhlen ist Homo neanderthalensis neben Homo sapiens die fossil am besten überlieferte Art der Hominini. „Der Verstorbene wurde zumeist in Rückenlage oder auch in Hockerstellung – also auf der Seite liegend mit angezogenen Beinen – in das Grab gebettet. Farbpigmentreste von Rötel und Ocker identifizierte man in den Gräbern bei La Ferrassie, Spy und La Chapelle-aux-Saints. Welche Bedeutung Farben bei Beerdigungen von Neandertalern zukam und auf welche kultischen Praktiken sich der Gebrauch von Naturpigmenten zurückführen lässt, ist unbekannt.“ Ein großer Unterschied zwischen den Gräbern der Neandertaler und der Cro-Magnon-Menschen besteht vor allem in den Grabbeigaben:

„Jungpaläolithische Gräber waren häufig sehr komplex mit reichgeschmückten Toten und zahlreichen Grabbeigaben. Entsprechend gedeutete Gegenstände in Moustérien-Gräbern waren dagegen meist alltägliche Gegenstände wie Steinwerkzeuge und einzelne Tierknochen. Diese könnten als Ausrüstung und zur Versorgung im späteren Leben gemeint gewesen sein, es wäre aber auch denkbar, daß sie als allgegenwärtige Gegenstände des Wohnraumes eher zufällig mit in das Grab gelangten. Es gibt nur wenige Dinge in Moustérien-Gräbern, deren Deutung als ‚Grabbeigabe‘ einer kritischen Analyse standhält.“

Bereits 1945 wurde aber beispielsweise das Grab eines ungefähr neun Jahre alten Neandertaler-Jungen beschrieben, das in der Teschik-Tasch-Höhle in Usbekistan entdeckt worden war; das Skelett des Kindes lag dort rund 70.000 Jahre lang umsäumt von Steinbock-Hörnern.
Ungefähr gleich alt sind mehrere Neandertaler-Grabstätten in der Shanidar-Höhle (Irak). In Grab IV wurde eine ungewöhnlich hohe Konzentration von Blütenpollen nachgewiesen, was Ralph Solecki 1975 als Überreste von Blumen interpretierte, die als Grabschmuck der Leiche gedient hatten; gelegentlich wurde dies zudem als Beleg „für Schamanismus und ritualisierte Bestattungen“ interpretiert. Bereits 1999 wurde gegen das vermutete „Blumenbegräbnis“ eingewandt, die Blüten könnten von den dort häufig vorkommenden Persischen Rennmäusen (Meriones persicus) in die Höhle verschleppt und in den Bestattungshorizont eingegraben worden sein. 2023 wurde schließlich berichtet, dass in den aus Grab IV geborgenen Pollenklumpen die Pollen unterschiedlicher Pflanzenarten enthalten sind und dass diese Pollen von Arten stammen, die zu ganz unterschiedlichen Zeiten im Jahr blühen. Diesen Befunden zufolge wurden also keine Blumen in der Höhle abgelegt, sondern Pollen von Solitärbienen in Bodennester geschleppt. Hinweise auf solche Nester haben sich in Sedimenten aus der Neandertalerzeit erhalten. Kontrovers als Bestattungen oder Niederlegungen in Gruben diskutierte Neandertaler-Funde gibt es außerdem im Abri La Ferrassie (Südwestfrankreich). Im Jahre 2011 wurden Bestattungsbefunde aus der spanischen Höhle Sima de las Palomas del Cabezo Gordo bekannt. Auch der sogenannte Alte Mann von La Chapelle wurde aus einer Grube geborgen, „deren Füllung sich farblich eindeutig vom umgebenden Sediment unterscheidet.“
Knochen von Höhlenbären in der Schweizer Drachenlochhöhle, die zwischen Steinplatten angeordnet waren, waren die Ursache für einen den Neandertalern unterstellten Bärenkult. Die Felsen können freilich auch ohne menschliche Einwirkung von der Höhlendecke herabgefallen, die „ausgerichtet“ wirkende Anordnung der Funde durch Wassereinwirkung erfolgt sein. Da es außerdem keine weiteren Belege für einen so frühen Bärenkult gibt (etwa Ritualgegenstände, vergemeinschaftete Bestattungen etc.) und existierende Bärenkulte sehr komplex sind, wird dessen Existenz heute als wenig wahrscheinlich bzw. widerlegt bewertet.

### Fortpflanzung und Bevölkerungsdichte
Genetische Analysen von Zahnfunden in der spanischen El-Sidron-Höhle deuten auf ein patrilokales Fortpflanzungsverhalten der Neandertaler hin. Carles Lalueza-Fox vom Institut für Evolutionsbiologie in Barcelona, der diese Analysen anhand mitochondrialer DNA (mtDNA) an einer 12-köpfigen familiär verwandten Neandertalergruppe durchgeführt hat, deutet dies als eine soziale Praxis der Neandertaler, wie sie auch bei modernen Jäger- und Sammler-Kulturen vorkommt, nämlich, dass die Frauen ihre ursprünglichen Gruppen verließen, während die Männer in der Gruppe des Vaters verblieben. Ob damit auf eine durchgängig patrilineare Sozialpraxis der Neandertaler geschlossen werden kann, ist allerdings noch nicht abschließend geklärt. Die auf Basis der mtDNA analysierten Abstammungslinien innerhalb der Gruppe lassen ferner eine Geburtshäufigkeit der Neandertaler von ca. drei Jahren plausibel erscheinen.
Anhand der ausschließlich von der Mutter auf die Kinder übertragenen mtDNA von fünf Neandertalern wurde 2009 berechnet, dass vor rund 70.000 bis 40.000 Jahren allenfalls 3500 weibliche Neandertaler gleichzeitig gelebt haben. Wie aussagekräftig dieser Schätzwert ist, blieb allerdings umstritten. Zum einen wurde aus ihm abgeleitet, dass die Gesamtpopulation zu einem bestimmten Zeitpunkt dieser Spätphase der Neandertaler nur bei 7000 Individuen gelegen habe; zugleich wurde in einem Begleitartikel zur Studie in der Zeitschrift Science aber auf Modellrechnungen zur heutigen Einwohnerschaft in Schweden verwiesen, wo rund neun Millionen Menschen leben. Ein vergleichbares Vorgehen wie beim Neandertaler würde für die heutige schwedische Homo-sapiens-Population aber nur auf 100.000 Individuen kommen; daher könne die tatsächliche Zahl weiblicher Neandertaler in der genannten Epoche durchaus 70.000 betragen haben.
Jean-Jacques Hublin vom Max-Planck-Institut für evolutionäre Anthropologie kommt hingegen 2018 zu dem Schluss, dass es „selbst in Zeiten ihrer größten Verbreitung“ nicht mehr „als geschätzte 10.000 ‚Neandertal-Europäer‘“ zugleich gegeben habe, wobei die Größe der einzelnen Gruppen „höchstens 50 bis 60 Frauen und Männer“ umfasst habe.

## Aussterben
Die Gründe für das Aussterben der Neandertaler sind umstritten. Archäologische Belege für kriegerische Handlungen zwischen Neandertalern und anatomisch modernen Menschen gibt es ebenso wenig wie Anzeichen für eine sehr rasche Verdrängung der Neandertaler durch den anatomisch modernen Menschen. Im Gegenteil: Bard et al. (2020) wiesen nach, dass Neandertaler und anatomisch moderner Mensch etwa 3960 ± 710 Jahre gemeinsam in Europa existierten.
Zahlreiche Hypothesen wurden aufgestellt, um das Verschwinden der Neandertaler zu erklären. In einer 2021 veröffentlichten Übersichtsarbeit wurden diese Hypothesen nach folgenden Ursachen gruppiert:
- Wettbewerb um begrenzte Ressourcen. Je nach Auffassung der einzelnen Forscher werden folgende Eigenschaften des anatomisch modernen Menschen für seine Überlegenheit in den Vordergrund gestellt, und zwar
  - morphologische Merkmale
  - kognitive Merkmale
  - technologische Merkmale
  - soziale Merkmale
  - ökonomische Merkmale.

- Interne demografische Dynamik der Neandertaler-Populationen:
  - Selbst ohne Konkurrenz durch den anatomisch modernen Menschen sei die Neandertaler-Population zu klein gewesen, um langfristig bestehen zu können.
  - Die geringe Größe der lokalen Teilpopulationen und deren zu geringe Vernetzung mit anderen Teilpopulationen habe die Neandertaler anfällig für Inzucht gemacht und zu Inzuchtdepression infolge des fehlenden Allee-Effekts geführt.

- Veränderungen in der Umwelt:
  - das Klima wurde instabiler (u. a. im Rahmen des als H4 bezeichneten Heinrich-Ereignisses vor ca. 40.000 Jahren).
  - es kam zu klimatischen Extremsituationen nach dem Ausbruch eines Vulkans in den Phlegräischen Feldern der süditalienischen Region Kampanien (vergl. Kampanischer Ignimbrit).[223]
  - die anatomisch modernen Menschen brachten Krankheitserreger mit sich, gegen die sie immun waren, nicht aber die Neandertaler.[224]

Einige dieser Hypothesen wurden in jüngerer Zeit durch Forschungsarbeiten infrage gestellt. Beispielsweise veröffentlichte ein Wissenschaftlerteam im Jahr 2012 eine Studie, der zufolge das vor 40.000 bis 30.000 Jahren allmählich kälter werdende Klima in Europa anscheinend keinen maßgeblichen Einfluss auf das Aussterben der Neandertaler hatte, denn die Hauptvereisung Europas begann erst vor rund 25.000 Jahren und erreichte ihr Maximum vor 20.000 Jahren, als die Neandertaler bereits seit langem ausgestorben waren. Laut einer Studie aus dem Jahr 2018 gab es jedoch vor 44.000 bis 40.000 Jahren zahlreiche Wechsel von ausgeprägten Kaltphasen und minder kalten Interstadialen. Dies habe wiederholt zu regionaler Neandertaler-Entvölkerung und nachfolgend – möglicherweise – zu einer Besiedelung der entvölkerten Regionen durch Homo sapiens geführt.
Erwogen wird ferner, dass die gemeinsame Jagd mit frühen „Wolf-Hunden“ Vorteile für die Cro-Magnon-Menschen brachte. Die US-Archäologin Paola Villa und ihr niederländischer Kollege Wil Roebroeks fanden allerdings im Jahr 2014 in der gesamten Fachliteratur keinerlei archäologische Befunde, die eine kulturelle Überlegenheit des Homo sapiens gegenüber dem Neandertaler belegen; stattdessen vermuten sie eine allmähliche zahlenmäßige Überlegenheit des Homo sapiens. Modellrechnungen belegen nämlich, dass Gruppengröße und Populationsdichte Einfluss auf die kulturelle Komplexität haben können. Der deutsche Paläoanthropologe Friedemann Schrenk vermutet ebenfalls: „Am wahrscheinlichsten erscheint die Theorie des Neandertalers als Fortpflanzungsmuffel. So genannte ‚bottle-neck‘-Situationen, also Bevölkerungsengpässe, waren keine Seltenheit in der Geschichte der Menschheit und könnten daher auch den Neandertaler betroffen haben.“ Eine 2021 bekannt gewordene Umfrage unter mehr als 200 Paläoanthropologen ergab, dass heute die überwiegende Mehrzahl der Forscher populationsbiologische Nachteile der Neandertaler gegenüber dem anatomisch modernen Menschen als Hauptursache für dessen Aussterben ansieht. Der Vergleich von 17.367 protein-codierenden Genen von Neandertalern aus Spanien, Kroatien und Südsibirien – das heißt aus weit voneinander entfernten Regionen Eurasiens – ergab tatsächlich Hinweise auf eine „bemerkenswert niedrige“ (remarkably low) genetische Vielfalt. DNA- und mtDNA-Proben von 15 Fossilien aus der Tschagyrskaja-Höhle, die zwischen 59.000 und 51.000 Jahre alt sind, wiesen laut einer 2022 publizierten Analyse ebenfalls eine extrem niedrige genetische Vielfalt auf. Entscheidend für das Aussterben könnte ferner gewesen sein, dass der anatomisch moderne Mensch früher geschlechtsreif wurde und mehr Nachkommen hatte.
Ferner gibt es archäologische Hinweise darauf, dass sich beispielsweise in der Region Aquitanien – einem Gebiet mit der größten Dichte an Funden beider Populationen – zwischen 55.000 und 35.000 Jahren vor heute die Zahl der Individuen von Homo sapiens verzehnfachte. Vermutlich konnte Homo sapiens aufgrund seiner kulturell tradierten Verhaltensweisen in dichter besiedelten Gebieten besser überleben als die Neandertaler. Statistische Bevölkerungsmodelle zeigen, dass schon Unterschiede von wenigen Prozent bei der Fortpflanzungsrate ausreichen, um in wenigen tausend Jahren zum Aussterben der weniger begünstigten Population zu führen. In einer Übersichtsarbeit nannte Katerina Harvati im Jahr 2010 neben einer höheren Geburtenrate, kürzeren Abständen zwischen zwei Geburten und dadurch entstehenden größeren Gruppen noch weitere Szenarien, die von einzelnen Forschern – in unterschiedlichen Kombinationen – für möglich gehalten werden: So könnten die anatomisch modernen Menschen beispielsweise eine geringere Sterblichkeit, ein größeres Nahrungsspektrum sowie bessere Kleidung oder bessere Unterkünfte während der Kaltzeiten gehabt haben. Auch unterschiedliche Gewohnheiten beim Warenaustausch wurden erwogen.

## Verwandtschaft zum modernen Menschen

### Historisches
Nachdem sich Ende des 19. Jahrhunderts die Auffassung durchgesetzt hatte, dass der Neandertaler ein Vorläufer des anatomisch modernen Menschen war, begann in Fachkreisen eine bis heute anhaltende Debatte über deren verwandtschaftliche Nähe. Unterschiedliche Meinungen gab es zunächst insbesondere zur Frage, ob die Neandertaler bloß zeitlich und räumlich Vorläufer des Homo sapiens waren oder ob sich der anatomisch moderne Mensch aus ihnen heraus entwickelt habe. Der deutsche Anatom Gustav Schwalbe untersuchte beispielsweise die bis 1906 bekannten Neandertalerfunde (er bezeichnete sie als Homo primigenius, „ursprünglicher Mensch“) und deutete einige Funde als „Zwischenformen zwischen Homo primigenius und sapiens.“ Die vorherrschende Meinung in den 1910er- und 1920er-Jahren wurde hingegen vor allem durch Arthur Keith (The Antiquity of Man, 1915) sowie durch Marcellin Boule geprägt, der ab 1911 die erste wissenschaftliche Beschreibung eines fast vollständigen Neandertaler-Skeletts verfasst hatte; beide gehörten zu den einflussreichsten Paläoanthropologen ihrer Epoche. Ihrer Auffassung nach war der Körperbau des Neandertalers derart „primitiv“, dass er kein direkter Vorfahre des Homo sapiens sein könne. Diese Auffassung war unter anderem einer fehlerhaften Rekonstruktion des Neandertaler-Fundes La Chapelle-aux-Saints 1 durch Marcellin Boule geschuldet, der das Fossil in krummer Haltung, mit verkrümmter Wirbelsäule und eingeknickten Beinen rekonstruiert hatte.
Diese Interpretation änderte sich in den 1930er-Jahren, als Ernst Mayr, George Gaylord Simpson und Theodosius Dobzhansky den Neandertaler als Homo sapiens neanderthalensis mit dem nunmehr Homo sapiens sapiens genannten anatomisch modernen Menschen der gleichen Art zuordneten. Die scheinbar lückenlose Abfolge von Fundstellen beider – nunmehr – Unterarten in Europa wurde dahingehend interpretiert, dass es einen langsamen, allmählichen evolutiven Übergang vom Neandertaler zum anatomisch modernen Menschen gegeben habe. So verteidigte beispielsweise auch Aleš Hrdlička 1927 die Hypothese von der „Neandertaler-Phase des Menschen“. Franz Weidenreich bezeichnete 1943 zum wiederholten Male die Neandertaler als „Zwischenstufe“ („intermediate form“) zwischen dem chinesischen Sinanthropus und Homo sapiens und vertrat damit ebenfalls einen kontinuierlichen Übergang, und noch 1964 wurde diese Sichtweise von einer großen und prominenten Autorengruppe verteidigt. Zusammen mit ähnlich gelagerten Interpretationen von Funden in Asien ging aus diesen Überlegungen auch die Hypothese vom multiregionalen Ursprung des modernen Menschen hervor.
In den folgenden vier Jahrzehnten sorgten in Europa zahlreiche neu entdeckte Fossilien und die nachfolgende Neuinterpretation früherer Funde dafür, dass die frühen, sogenannten Präsapiens-Fossilien allesamt in die Vorfahrenlinie der Neandertaler gestellt wurden; hierzu gehörten u. a. der Swanscombe-Schädel aus England, der Schädel aus Steinheim in Baden-Württemberg sowie die Schädel aus Tautavel und aus Biache-Saint-Vaast in Frankreich. Bereits 1973 bescheinigte William W. Howells den Neandertalern in seiner umfangreichen Studie Cranial Variation in Man, dass die anatomischen Merkmale ihrer Schädel außerhalb der Variationsbreite des Homo sapiens liegen und sie folglich einer eigenen Art zugeschrieben werden können. Seine Daten ergaben ferner keine Hinweise darauf, dass es in Europa einen gleitenden Übergang von Neandertalern zum anatomisch modernen Menschen gegeben habe. Bis Anfang der 1980er-Jahre setzte sich daher allmählich die Lehrmeinung in der Paläoanthropologie durch, dass es in Europa nur die zum Neandertaler führende Entwicklungslinie gegeben hat und dass es – bezogen auf Homo sapiens – eine separate Entwicklungslinie gibt, die von afrikanischen Fossilien des frühen Jungpleistozäns zu den Cro-Magnon-Menschen im westlichen Eurasien und zu den Menschen der Gegenwart führt. Diese von Günter Bräuer auf dem 1. Internationalen Kongress für Paläoanthropologie in Nizza erstmals formulierte „Afro-europäische Sapiens-Hypothese“ ist heute bekannt als Out-of-Africa-Theorie. Eine kleine Anzahl von Forschern vertrat aber weiterhin das multiregionale Modell, Milford H. Wolpoff und Alan G. Thorne beispielsweise – gestützt u. a. auf morphologische Analysen von Weidenreich – noch im Jahr 2003, während Forscher wie Günter Bräuer zwar davon ausgingen, dass Homo sapiens in Europa die Neandertaler und in Asien andere archaische Arten wie Homo erectus ersetzte („replacement“ statt „continuity“), was ihrer Auffassung nach aber die Möglichkeit von Genfluss zwischen den Arten nicht ausschloss. Die Abkehr vom vermuteten allmählichen evolutiven Übergang des Neandertalers zum anatomisch modernen Menschen hatte zur Folge, dass beide erneut als separate Arten eingestuft wurden (Homo neanderthalenis und Homo sapiens statt Unterarten von Homo sapiens). Chris Stringer begründete dies 2001 und erneut 2014 beispielsweise damit, dass die Neandertaler zwar eng verwandt mit Homo sapiens seien, jedoch hinreichend viele nur bei ihnen vorkommende anatomische Merkmale aufweisen, Ian Tattersall bekräftigte diese Argumentation aus dem Blickwinkel des morphologischen Artkonzepts im Jahr 2015.
Diese Auffassung wird auch durch Methoden der geometrischen Morphometrie gestützt. In einer Studie wurde zunächst die Größe der morphologischen Unterschiede zwischen Neandertaler und Homo sapiens bestimmt; im nächsten Schritt wurden jeweils paarweise die Unterschiede zwischen 12 heute lebenden Primatenarten bestimmt und die Größe dieser Unterschiede mit jener des Paares Neandertaler / Homo sapiens verglichen. Als Ergebnis wurde festgestellt, dass die morphologische Distanz von Neandertaler und Homo sapiens vergleichbar ist mit den morphologischen Unterschieden zwischen den heute lebenden Primatenarten.
Daneben gibt es weiterhin einige Forscher wie z. B. Fiorenzo Facchini, die weiterhin die Einstufung als Unterarten bevorzugen. Svante Pääbo zufolge ist offen, ob angesichts der genetischen Daten die Einordnung von Neandertalern und anatomisch modernen Menschen in zwei biologischen Arten Bestand haben wird, da es keine Artdefinition gebe, „die für alle Gruppen von Tieren oder Hominiden zutrifft.“
Chris Stringer hatte bereits 2012 zusammenfassend festgestellt: „Obwohl die normale Artendefinition durch die unvollständige reproduktive Abgrenzung nicht gegeben ist, ist es zu früh und angesichts der morphologischen großen Unterschiede aus praktischen Gründen noch nicht erforderlich, H. heidelbergensis, H. neanderthalensis und den Denisova-Menschen mit H. sapiens in einer Art zusammenzufassen.“ Zu den besonders großen morphologischen Unterschieden gehören beispielsweise die Gestalt der Gesichter und der Gehirne beider Arten.

### Heutige Sichtweisen

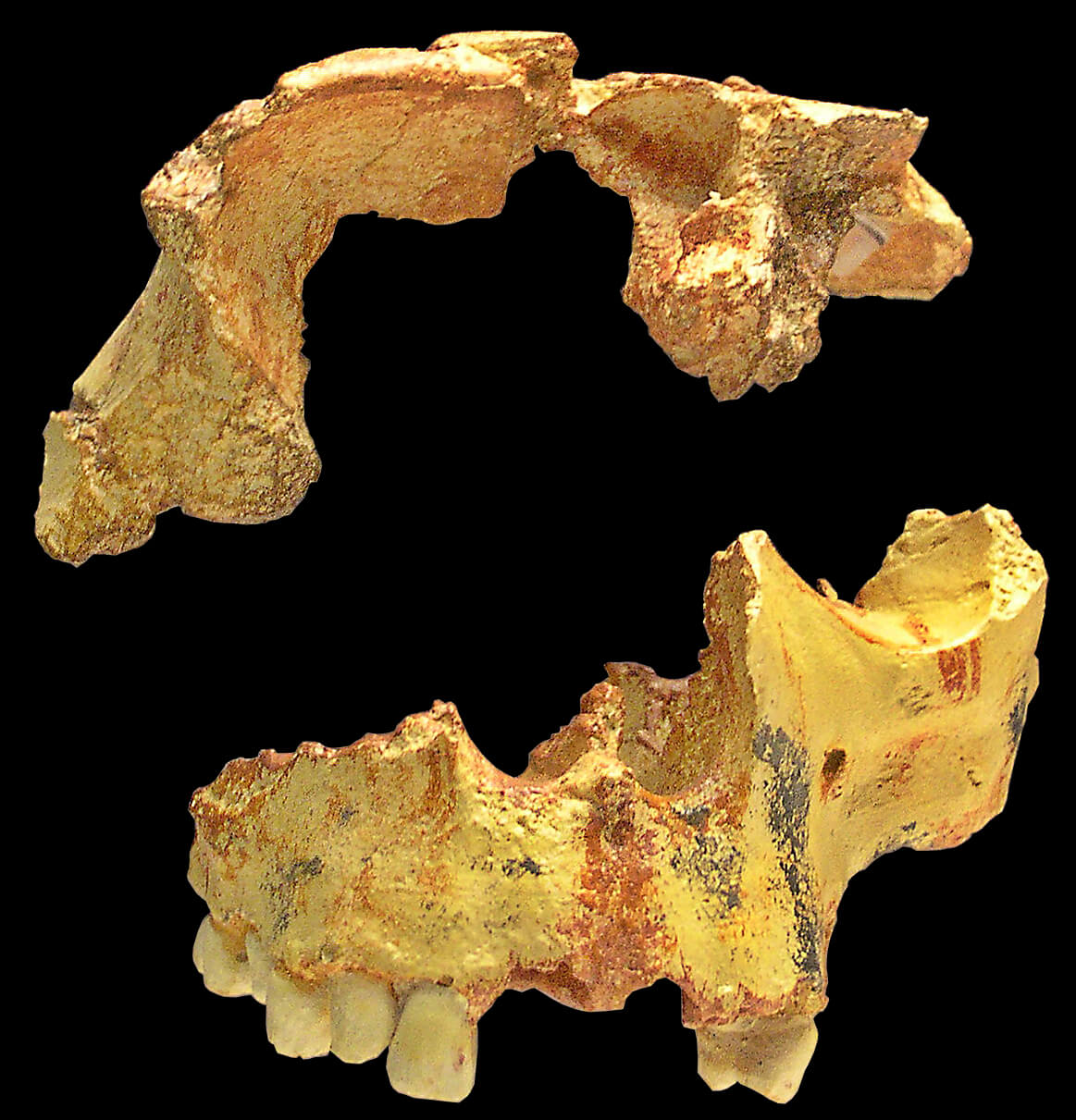
Schädelfragmente von Homo antecessor

Die Verwandtschaft von Neandertalern und anatomisch modernen Menschen (Homo sapiens) gilt als weitestgehend geklärt. Unter Paläoanthropologen herrscht Einvernehmen darüber, dass beide im afrikanischen Homo erectus einen gemeinsamen Vorfahren hatten. Aufgrund von Fossilien- und Werkzeugfunden gilt es als erwiesen, dass Homo erectus Afrika „während der ersten Ausbreitungswelle vor rund 2 Millionen Jahren“ Richtung Levante, Schwarzmeerraum und Georgien sowie möglicherweise über Nordwestafrika Richtung Südspanien verließ. Diese frühe Besiedelung Georgiens ist durch die 1,8 Millionen Jahre alten homininen Fossilien von Dmanissi belegt. Die ältesten, stark fragmentierten Funde in Europa stammen aus Spanien. Diese 1,2 Millionen Jahre alten Funde werden von ihren Entdeckern als Homo antecessor bezeichnet und als Vorfahren der Neandertaler ausgewiesen; diese Deutung ist allerdings stark umstritten und scheint durch jüngste genetische Befunde zur Verwandtschaft des Neandertalers mit dem anatomisch modernen Menschen widerlegt zu sein.
Vor rund 600.000 Jahren kam es nämlich nach Meinung vieler Paläoanthropologen zu einer zweiten Ausbreitungswelle des afrikanischen Homo erectus. In Spanien gefundene Schädel aus jenem Zeitraum lassen beispielsweise für das Gehirn ein Volumen zwischen 1100 cm³ und 1450 cm³ annehmen; das Gehirnvolumen der Fossilienfunde aus der ersten Ausbreitungswelle wird hingegen auf nur wenig über 1000 cm³ geschätzt. Nach dieser zweiten Besiedelung Europas durch Homo erectus entwickelte sich dieser in Europa über die Homo heidelbergensis genannte Zwischenstufe zum Neandertaler, während in Afrika vor ca. 300.000 Jahren – durch Fossilienfunde belegt – aus Homo erectus der sogenannte frühe anatomisch moderne Mensch und aus diesem der heutige Mensch hervorging.

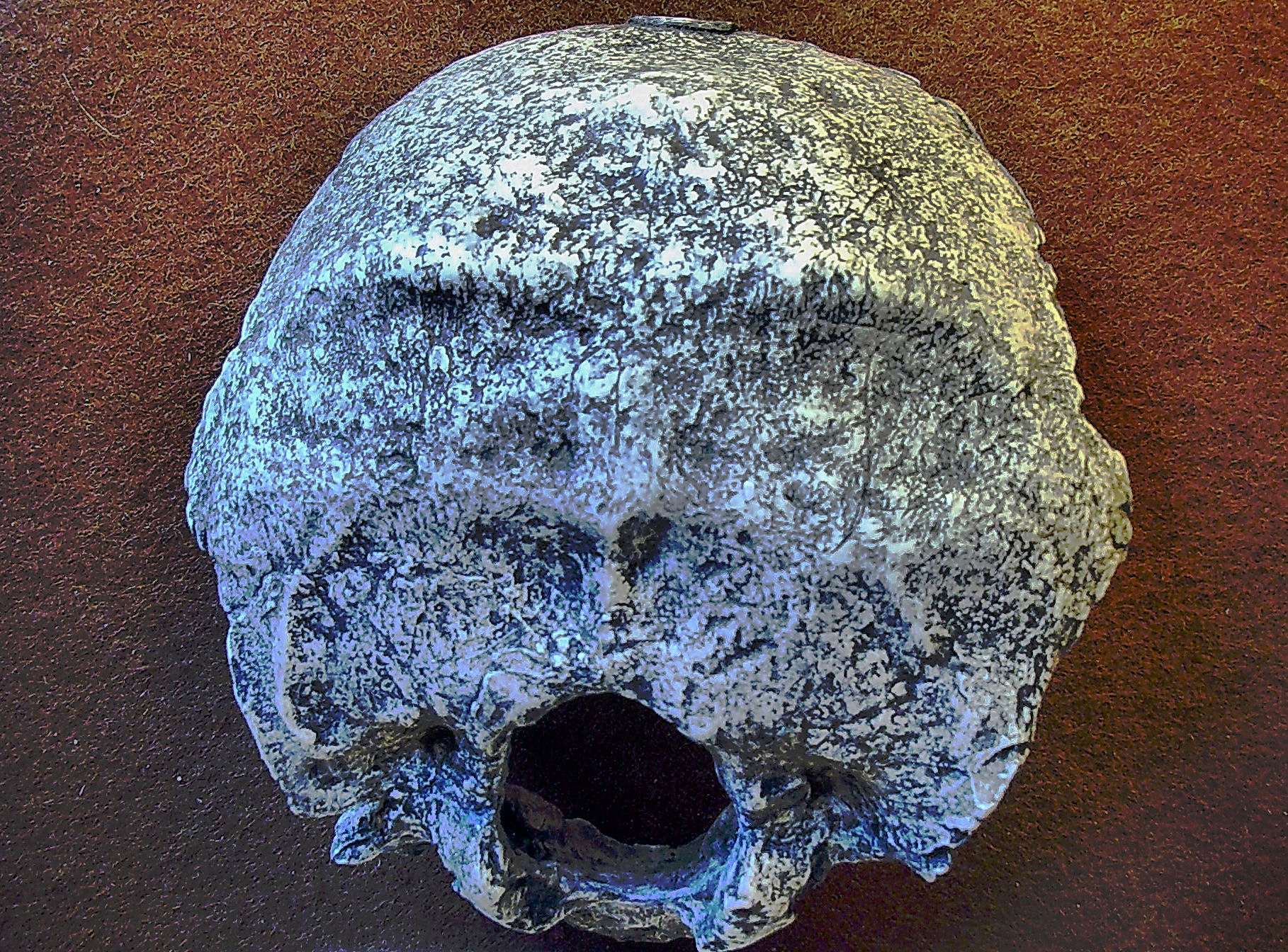
Der rund 400.000 Jahre alte Swanscombe-Schädel: Blick von hinten / schräg unten auf das Hinterhauptloch

Stärker umstritten ist jedoch, wann sich die zu den Neandertalern führende Entwicklungslinie von der zum heutigen Menschen führenden Entwicklungslinie getrennt hat. Anhand der molekularen Uhr wurde 2010 zunächst eine Zeitspanne zwischen 440.000 und 270.000 Jahren vor heute berechnet. Die „Ganggenauigkeit“ der molekularen Uhr, die solchen Abschätzungen zugrunde liegt, ist allerdings umstritten; häufig weichen die mit Hilfe geologischer – speziell stratigrafischer – Methoden ermittelten Datierungen erheblich von jenen ab, die mit Hilfe der molekularen Uhr ermittelt wurden. Im Falle der Trennung von Neandertaler und Homo sapiens sprach insbesondere die Datierung der erwähnten spanischen Funde, die der zweiten Ausbreitungswelle von Homo erectus zugeschrieben werden, gegen die Berechnungen mit Hilfe der molekularen Uhr. Eine Neuberechnung der Mutationsraten ergab 2012 tatsächlich Hinweise auf eine deutlich frühere Trennung; sie wurde – recht ungenau – in die Zeitspanne zwischen 800.000 und 400.000 Jahren vor heute datiert. Gestützt wird die Datierung unter anderem durch den rund 400.000 Jahre alten Swanscombe-Schädel, dem – obwohl meist noch zu Homo heidelbergensis gestellt – bereits deutliche Merkmale der frühen Neandertaler zugeschrieben wurden.
Die Datierungsversuche mit Hilfe der „molekularen Uhr“ weichen zudem erheblich von Befunden ab, die aus der Analyse von 1200 homininen Backenzähnen abgeleitet wurden, darunter Zähne von allen Arten der Gattung Homo sowie von Paranthropus. Eine spanisch-amerikanische Forschergruppe hatte anhand von Neandertaler-Zähnen und von Zähnen des anatomisch modernen Menschen die Beschaffenheit der Zähne des letzten gemeinsamen Vorfahren beider Populationen rekonstruiert und diese Rekonstruktion mit den Zähnen früher homininer Arten verglichen. 2013 berichteten sie, dass – abgeleitet unter anderem vom Wandel der Zahngestalt in der Übergangszeitspanne von Homo heidelbergensis zum Neandertaler – sich die Entwicklungslinien von Neandertalern und anatomisch modernen Menschen ihren Berechnungen zufolge bereits vor 1 Million Jahre trennten. 2019 wurde diese Argumentation in einer weiteren Studie bekräftigt und 800.000 Jahre als Mindestalter für den letzten gemeinsamen Vorfahren berechnet.
Sämtliche Datierungen ergeben jedoch, dass die mitteleuropäischen Populationen von Homo erectus / Homo heidelbergensis und des Neandertalers bis zur Einwanderung des – aus Afrika kommenden – anatomisch modernen Menschen vor rund 45.000 bis 40.000 Jahren mehrere hunderttausend Jahre räumlich getrennt von Homo sapiens lebten. Zwei dem Homo sapiens zugeschriebene Milchzähne aus der Grotta del Cavallo in Apulien wurden auf ein Alter von 45.000 bis 43.000 Jahren vor heute (cal BP) datiert; sie sind der älteste Beleg für den Aufenthalt des Homo sapiens in Europa und belegen zugleich, dass Homo sapiens und Homo neanderthalensis einige tausend Jahre denselben Kontinent besiedelten.

#### Vermischungshypothese
Das enge Nebeneinander von Fundstellen der Neandertaler und der anatomisch modernen Menschen in der Levante belegt, „dass die beiden Hominidengruppen mindestens 60.000 Jahre ohne Probleme nebeneinander existiert haben“. Das zu Homo sapiens gehörende Schädeldach Manot 1 aus der Manot-Höhle in Israel wurde beispielsweise auf ein Alter von 54.700 ± 5.500 Jahren (cal BP) datiert, in eine Epoche also, aus der in dieser Region auch diverse Neandertaler-Funde bekannt sind. Daher war die Frage naheliegend, ob trotz der langen Separierung beider Gruppen noch gemeinsame fruchtbare Nachkommen in Europa möglich gewesen sein könnten. Gestützt wurde diese Vermutung durch einen Erfahrungswert, dem zufolge eine vollständige reproduktive Isolation bei mittelgroßen Säugetieren im Allgemeinen mindestens 1,4 Millionen Jahre dauert.
Tatsächlich wurden einige europäische Neandertaler-Funde aufgrund anatomischer Merkmale als „Mischlinge“ interpretiert. Vertreter der „Vermischungshypothese“ war vor allem der US-amerikanische Forscher Erik Trinkaus, der – im Widerspruch zur vorherrschenden Lehrmeinung – nicht nur für Afrika, sondern auch für Asien einen gleitenden Übergang von Homo erectus zu Homo sapiens annimmt. Im Sinne der „Vermischungshypothese“ deutete Trinkaus beispielsweise das 1998 in Zentralportugal gefundene Kinderskelett von Lagar Velho als „Mischlingskind“. Das fast vollständig erhaltene Skelett des etwa vier Jahre alten Kindes war vor ca. 25.000 Jahren in einem Bett aus verbrannten Kiefernzweigen und bedeckt mit rotem Ocker bestattet worden, wie dies für die Beerdigungsrituale des anatomisch modernen Menschen im Gravettien üblich war. Auch die meisten anatomischen Merkmale weisen es als modernen Menschen aus. So gleicht beispielsweise die Lage der Bogengänge des Innenohrs der des modernen Menschen und nicht der des Neandertalers. Das Kinderskelett besitzt allerdings drei Auffälligkeiten: seinen nach hinten fliehenden Unterkiefer, bestimmte Ansätze der Brustmuskulatur und relativ kurze Unterschenkel.
In einer Publikation von Erik Trinkaus und rumänischen Kollegen aus dem Jahre 2006 wurde ebenfalls argumentiert, dass die 1952 in der Höhle von Peștera Muierii in Rumänien entdeckten 30.000 Jahre alten Knochen auf Gemeinsamkeiten zwischen Neandertaler und modernem Menschen hinweisen. Für Homo sapiens charakteristisch sei die vergleichsweise kleine Kinnlade mit den ausgeprägten Eckzähnen sowie kleine Augenbrauenbögen und enge Nasenöffnungen. Für den Neandertaler charakteristisch seien der große Augenabstand und die fliehende Stirn mit großen Überaugenwülsten. Unterschiedliche Auffassungen gab es auch um die rumänischen Peștera-cu-Oase-Funde, insbesondere um den rund 42.000 bis 37.000 Jahre alten Unterkiefer Oase 1.
Die große Mehrheit der Paläoanthropologen lehnte die „Vermischungshypothese“ jedoch ab, da die Fossilien beider Arten anhand zahlreicher anatomischer Merkmale in aller Regel deutlich zu unterscheiden seien. Die von Trinkaus herausgestellten Merkmale wurden von der überwiegenden Mehrzahl der Paläoanthropologen als Hinweis auf die gemeinsame Abstammung von Neandertaler und anatomisch modernem Menschen aus Homo erectus gedeutet und nicht als Resultat einer genetischen Vermischung. Friedemann Schrenk formulierte es 2005 so:

„Spuren eines solchen möglichen Intermezzos wären dann aber deutlich in der Anatomie nachzuweisen, wenn man bedenkt, dass der stämmige Neandertaler der Eiszeit trotzte und der grazilere Homo sapiens der Sonne Afrikas entflohen war. Doch sämtliche gefundenen Schädel- und Skelettteile wurden – wenn auch nach einigen Irrungen und Wirrungen – entweder als eindeutig modern oder eindeutig neandertaloid eingestuft. Erst die Entdeckung des sogenannten ‚Mischlingskindes‘ aus Lagar Velho 1998 in Portugal gab den Vertretern der Vermischungstheorie neuen Auftrieb.“

- Eine 2013 durchgeführte DNA-Analyse des rund 40.000 Jahre alten Unterkiefers Oase 1 aus Rumänien ergab dann aber, dass es sich bei dem jungen Mann, von dem dieser Kiefer stammte, tatsächlich um den Nachfahren eines Mischlings handelte: 6 bis 9 Prozent seines Genoms wurden als vom Neandertaler stammend interpretiert.[281][282] Das Chromosom 12 enthielt sogar einen extrem langen, dem Neandertaler zugerechneten Abschnitt, der ungefähr die Hälfte der Basenpaare dieses Chromosoms umfasste. Hieraus wurde abgeleitet, dass die Paarung nicht länger als vier bis sechs Generationen zurückgelegen haben kann, da andernfalls – durch Crossing-over – Veränderungen der Basenpaarsequenz aufgetreten wären. Nachgewiesen wurde jedoch auch, dass die vom anatomisch modernen Menschen stammenden DNA-Abschnitte eher Fossilienfunden aus Asien ähneln und nicht den späteren Funden aus Europa oder den heute lebenden Menschen; hieraus wurde abgeleitet, dass die Population, zu der Oase 1 gehörte, eine „Sackgasse“ war, deren Gene in die heutige Population des Homo sapiens nicht eingingen.[283][284]

- Bei einem weiteren, im Jahr 2015 veröffentlichten Fund eines frühen Homo sapiens, dem Oberschenkelknochen von Ust-Ischim in Sibirien, wurde ebenfalls Neandertaler-DNA festgestellt, und zwar mit einem Anteil von 2 Prozent. Der Zeitpunkt des Genflusses wurde auf rund 7.000 bis 13.000 Jahre vor Lebzeiten des Individuums, das vor ca. 45.000 Jahren lebte, datiert – mit genetischer Nähe zu den in Eurasien lebenden Menschen.[285]

- Eine DNA-Analyse des Schädels Muierii 1 ergab im Jahr 2021, dass rund 3 Prozent der DNA mit jener von Neandertalern identisch ist. Dies entspricht – wie beim Oberschenkelknochen von Ust-Ischim – den Befunden aus DNA-Analysen des Genoms der heutigen Bevölkerung außerhalb Afrikas.

- Für das Kind von Lagar Velho liegen bislang keine DNA-Analysen vor.

- Der jahrzehntelang dem Neandertaler zugeordnete und als möglicher Mischling bezeichnete Unterkiefer von Mezzena wurde als gesichert Homo sapiens zugehörig eingeordnet, nachdem frühere Datierungen als fehlerhaft erkannt worden waren.

#### Nachweis von Introgression

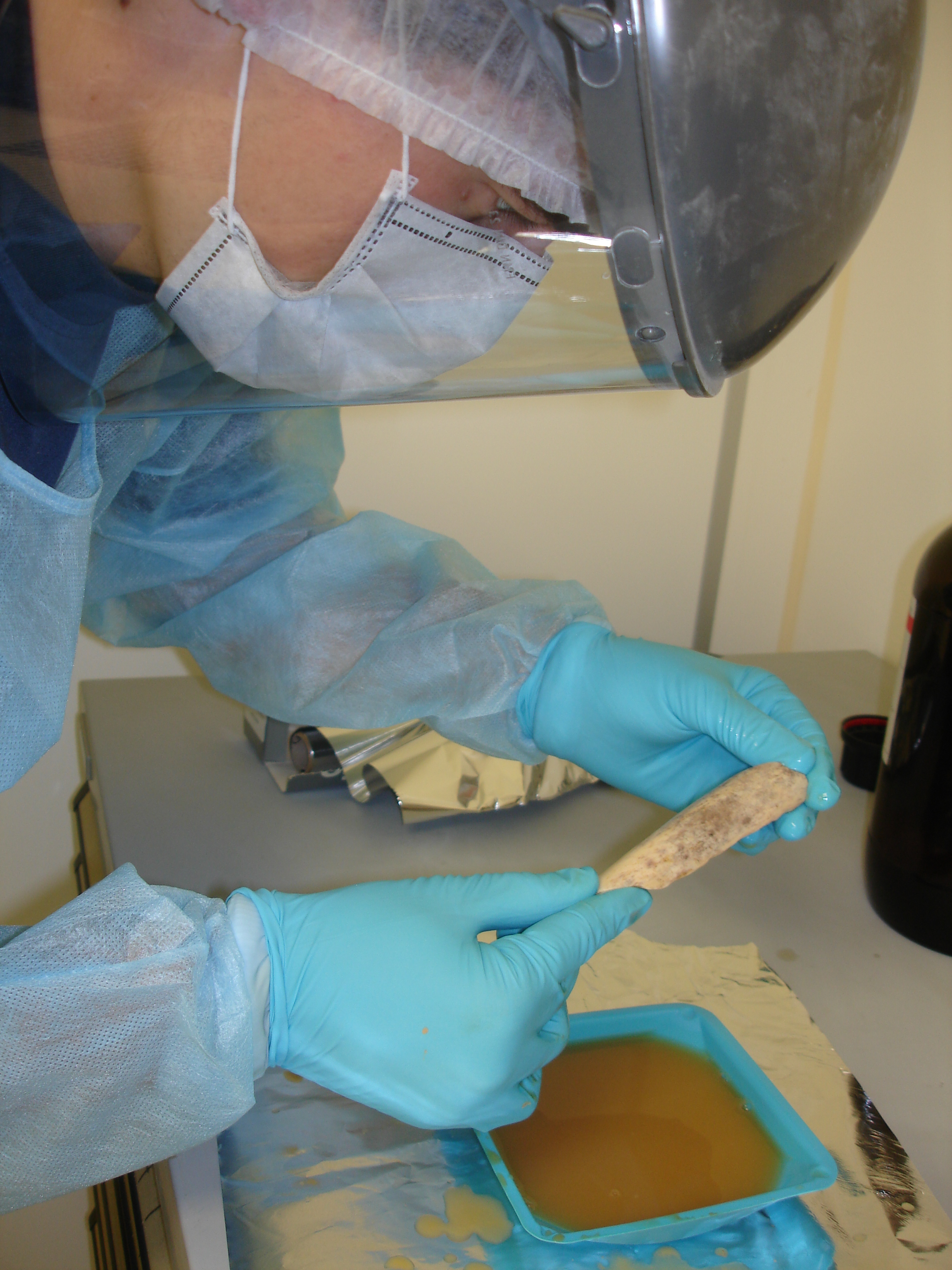
Vorbereitung der Extraktion von Neandertaler-DNA in einem Reinraumlabor des Max-Planck-Instituts für evolutionäre Anthropologie

Ab Mitte der 1990er-Jahre wurden in der Arbeitsgruppe von Svante Pääbo am Max-Planck-Institut für evolutionäre Anthropologie Methoden entwickelt, fossile DNA – sogenannte aDNA – aus Neandertaler-Knochen zu gewinnen. Das Ziel dieser Forschungsarbeiten wurde wie folgt angegeben: „Vergleiche des menschlichen Genoms mit dem Genom von Neandertaler und Menschenaffen ermöglichen es, charakteristische Merkmale zu identifizieren, die den anatomisch modernen Menschen von allen anderen homininen Arten abheben.“

##### Erste Befunde
Die Untersuchung der Mitochondrien-DNA (mtDNA) von zahlreichen Neandertaler-Skeletten, frühen Homo-sapiens-Funden und der vermuteten Mosaikformen am Max-Planck-Institut für evolutionäre Anthropologie lieferte 2008 zunächst keine Anhaltspunkte für Introgression, also dafür, dass Gene von Homo neanderthalensis in Populationen des Homo sapiens übergegangen sind. Bereits 1997 wurden 378 Basenpaare der mtDNA vom Typusexemplar Neandertal 1 mit einer großen Vergleichsserie rezenter Menschen verglichen. Aus dieser mtDNA-Analyse wurde gefolgert, dass der letzte gemeinsame Vorfahre vor rund 660.000 ± 140.000 Jahren gelebt und später kein nachweisbarer genetischer Austausch stattgefunden habe.
Parallel zur Sequenzierung der mtDNA versuchte man am selben Max-Planck-Institut, die DNA aus dem Zellkern von Neandertalern zu rekonstruieren. Im Mai 2006 berichteten dessen Forscher, dass sie aus einem in der Vindija-Höhle in Kroatien gefundenen, 45.000 Jahre alten, männlichen Neandertaler rund eine Million Basenpaare – von insgesamt mehr als drei Milliarden – sequenzieren konnten. Eines der Ergebnisse dieser vorläufigen Analysen war, dass sich das Y-Chromosom des Neandertalers stärker vom Y-Chromosom des modernen Menschen und von dem des Schimpansen unterscheidet als die anderen Chromosomen. Ferner wurde berichtet, dass die Genome des modernen Menschen und des Neandertalers sich um weniger als 0,5 Prozent unterscheiden. Aus dieser DNA-Analyse wurde – zumindest für die späten Neandertaler – abgeleitet, dass allenfalls eine sehr geringe Vermischung mit anatomisch modernen Menschen stattgefunden habe. No Sex with Homo sapiens („Kein Geschlechtsverkehr mit Homo sapiens“) hieß es noch Anfang 2009 in einer Schrift der Max-Planck-Gesellschaft, nachdem die mtDNA des Vindija-Neandertalers vollständig sequenziert worden war.

##### Belege für Genfluss
Im Mai 2010 veröffentlichte ein Team um Richard E. Green aus der Max-Planck-Arbeitsgruppe von Svante Pääbo dann aber eine umfassendere Rekonstruktion („draft sequence“) auf der Grundlage von mittlerweile rekonstruierten 60 Prozent der Neandertaler-DNA (die Seitenzahlen im folgenden Text beziehen sich auf diese Studie). Ausgangsmaterial waren aDNA-Fragmente von weniger als 200, zumeist nur 40 bis 60 Basenpaaren. Sie waren drei Bruchstücken von Schienbein-Funden aus der Vindija-Höhle entnommen und ihre Rekonstruktion ergänzend mit aDNA aus drei weiteren Neandertalerfunden verglichen worden, von denen einer der Holotypus aus dem Neandertal war. Die rekonstruierte Neandertaler-DNA wurde anschließend mit DNA-Proben moderner Menschen aus Afrika, Europa und Asien verglichen. Diese DNA-Analyse ergab erneut, dass die Erbanlagen der Neandertaler sich nur in sehr geringem Maße von den Erbanlagen der heutigen Menschen unterscheiden. Das Ausmaß des Genflusses vom Neandertaler zu Homo sapiens beträgt den Autoren der Studie zufolge zwischen einem und vier Prozent des Genoms der heutigen nichtafrikanischen Bevölkerung (S. 721). Die Autoren der Studie betonten zudem „die Tatsache, dass die Neandertaler innerhalb der Variationsbreite der modernen Menschen liegen“ (S. 713). Sie äußerten zugleich ihr Erstaunen darüber, dass der Genfluss in Europa nicht größer war als in Asien, obwohl in Europa einige Fossilien gefunden worden seien, die von Vertretern der „Vermischungshypothese“ als Beleg für einen solchen Genfluss angeführt wurden. Sie schlossen nicht aus, dass spätere Wanderungsbewegungen im Zusammenhang mit der Verbreitung der Landwirtschaft früheren Genfluss verdeckt haben.
Besonderes Augenmerk richteten die Forscher auf den Vergleich des Neandertaler-Genoms mit menschlicher DNA aus unterschiedlichen Erdteilen und Ethnien: mit DNA-Sequenzen eines Franzosen, eines Han-Chinesen, eines Papua, eines Yoruba und eines San. Sie berichteten, dass das Genom der Neandertaler eine signifikant größere Ähnlichkeit mit dem Genom von Europäern und Asiaten hat als mit dem Genom von Afrikanern: Der Franzose, der Han und der Papua stehen den Neandertalern in gleichem Maße nahe, der Yoruba und der San weisen diese genetische Nähe gleichermaßen nicht auf (S. 718). Die Autoren deuteten dies so: „Die sparsamste Erklärung für diese Beobachtung ist, dass Neandertaler Gene mit den Vorfahren der Nichtafrikaner austauschten.“ Da anhand weiterer Analysen der untersuchten Genome der fünf Vertreter heutiger Populationen ein Genfluss vom Homo sapiens zum Neandertaler ausgeschlossen werden konnte, kam die Studie zu dem Ergebnis „dass der Genfluss vom Neandertaler zu den Vorfahren der Nichtafrikaner erfolgte, bevor sich die eurasischen Gruppen voneinander trennten“ (S. 710), das heißt im Nahen Osten, wo Neandertaler und anatomisch moderne Menschen in der Zeitspanne von vor 110.000 Jahren bis vor rund 50.000 Jahren koexistierten. Zusammenfassend heißt es in der Studie: „Die Analyse des Neandertaler-Genoms zeigt, dass die Neandertaler wahrscheinlich eine Rolle bei der genetischen Abstammung der heutigen Menschen außerhalb Afrikas gespielt haben, auch wenn diese Rolle relativ gering war, da nur wenige Prozent der Genome der heutigen Menschen außerhalb Afrikas von Neandertalern abstammen.“ (S. 722) Gleichwohl wurden mehrere Dutzend Genvarianten identifiziert, anhand derer Neandertaler und Homo sapiens unterschieden werden können.
Eine noch umfassendere Rekonstruktion der Neandertaler-DNA wurde schließlich im Frühjahr 2013 publiziert.
Wie oft gemeinsame, fruchtbare Nachkommen von Neandertalern und anatomisch modernen Menschen gezeugt wurden, ist nicht bekannt. Aus einer Autorengruppe um Svante Pääbo, die 2014 die Häufigkeit von Neandertaler-Allelen in den Autosomen mit deren Häufigkeit in den X-Chromosomen der heute lebenden Menschen verglich, hieß es jedoch, dies sei möglicherweise nur viermal vorgekommen.
zum Neandertaler

Chris Stringer betonte 2012 in seiner Stammbaum-Hypothese die von ihm unterstellte zentrale Position von Homo heidelbergensis als Bindeglied zwischen Neandertaler, Denisova-Mensch und Homo sapiens; andere Paläoanthropologen ordnen die hier als heidelbergensis ausgewiesenen afrikanischen Funde noch Homo erectus zu. Rechts außen deutet Stringer an, dass in Afrika einige genetische Auffälligkeiten nachgewiesen wurden, die auf einen dritten Genfluss von einer bislang ungeklärten Vormenschen-Population zum anatomisch modernen Menschen hinzuweisen scheinen. Beim asiatischen Homo erectus betont Stringer die Trennung in Peking-Mensch und Java-Mensch, und er interpretiert Homo antecessor als frühen europäischen Zweig von Homo erectus. Die Herkunft von Homo floresiensis ist ungeklärt.

Forscher des Max-Planck-Instituts für evolutionäre Anthropologie konnten 2016 in einem Neandertaler-Fund aus einer Höhle im sibirischen Altai-Gebirge Zellkern-Gene nachweisen, die ihrer Interpretation zufolge durch Genfluss von Homo sapiens zum Neandertaler zu erklären sind. Sie kamen zu dem Schluss, dass die Vermischung vor rund 100.000 Jahren stattgefunden hat. Sollte diese Datierung korrekt sein, würde dies dafür sprechen, dass Homo sapiens und Neandertaler wahrscheinlich im Nahen Osten aufeinander getroffen seien; dieses Zusammentreffen habe sich vermutlich später und in anderen Regionen wiederholt.
Eine Untersuchung der mtDNA aus dem Jahr 2017 erbrachte Hinweise auf einen weiteren Genfluss in der Zeit zwischen 460.000 und 219.000 Jahren vor heute vom anatomisch modernen Menschen hin zum Neandertaler. Es zeigte sich ein fundamentaler Unterschied in der mtDNA früher und später Neandertaler-Funde: Die mtDNA früher Neandertaler ist ähnlich der des Denisova-Menschen, während die mtDNA später Neandertaler der des anatomisch modernen Menschen ähnelt. Die Ergebnisse passen zur Hypothese, dass sich zwischen 765.000 und 550.000 Jahren vor heute die Entwicklungslinien zum Neandertaler und Denisova-Menschen einerseits und zum anatomisch modernen Menschen andererseits aufspalteten. Danach kam es zur Trennung der Neandertaler- und Denisova-Linie, was die Denisova-ähnliche mtDNA der frühen Neandertaler erklärt. Diese wurde später – so die Annahme – durch mtDNA der modernen Menschen ersetzt, so dass junge Neandertaler-Funde eine im Vergleich zum Denisova-Menschen weitaus ,modernere’ mtDNA aufweisen. Anatomisch moderne Menschen wären also schon relativ früh von Afrika nach Europa gewandert, ohne dort zu überdauern, oder diese „Vorhut“ wäre in den damals weit verbreiteten Neandertaler-Populationen aufgegangen.
Im Jahr 2020 wurden Hinweise darauf publiziert, dass es vor maximal 370.000 Jahren, spätestens aber vor 100.000 Jahren, zu einem Übergang des Y-Chromosoms von Homo sapiens in die Population der Neandertaler gekommen sein könnte.
zu Homo sapiens
2011 interpretierte eine kanadische Forschergruppe die Übereinstimmungen eines Abschnitts des X-Chromosoms in Populationen außerhalb Afrikas mit jenem des Neandertalers bei gleichzeitigem Fehlen solcher Übereinstimmungen in afrikanischen Populationen als Beleg für einen Genfluss vom Neandertaler zu Homo sapiens. Dieser Deutung wurde jedoch 2012 anhand einer Modellrechnung widersprochen und eine andere Interpretation der genetischen Befunde vorgelegt: Die größere Übereinstimmung des Genoms der außerafrikanischen Populationen von Homo sapiens mit dem Genom der Neandertaler könne auch dadurch erklärt werden, dass zufälligerweise eine Population des Homo sapiens Afrika verlassen habe, die noch eine besonders große genetische Ähnlichkeit mit dem gemeinsamen Vorfahren der anatomisch modernen Menschen und der Neandertaler hatte. Eine andere Modellrechnung kam allerdings zu dem umgekehrten Ergebnis: Deren Autoren argumentierten, es sei sehr unwahrscheinlich, dass archaische Bevölkerungsstrukturen in Afrika die genetischen Übereinstimmungen zwischen Neandertalern und anatomisch modernen Menschen außerhalb von Afrika erklären könnten.
Anfang 2014 wurden weitere, verfeinerte Analysen des Genflusses von Neandertalern zu Homo sapiens publiziert. Laut einer Veröffentlichung von Autoren der Harvard Medical School beträgt der Anteil des Neandertaler-Genoms in den Autosomen der heute lebenden Europäer 1,15 % und in denen der Ostasiaten 1,38 %, in den X-Chromosomen beider Bevölkerungsgruppen hingegen nur rund 0,20 bis 0,30 %, also nur rund ein Fünftel des Anteils in den Autosomen. Daraus wurde geschlossen, dass – vergleichbar mit anderen Säugetieren – die Fruchtbarkeit der männlichen Mischlinge reduziert war. Gestützt wurden diese Befunde durch die Studie einer zweiten, unabhängigen Forschergruppe der University of Washington; auch deren Analysen erbrachten Hinweise auf eine reduzierte Fitness der Mischlinge. Schließlich wurde in einer weiteren unabhängigen Studie nachgewiesen, dass das Y-Chromosom des (männlichen) Neandertalers ein mutiertes Gen aufweist, das bei Schwangeren zu einer Immunantwort führen kann, in deren Folge die Wahrscheinlichkeit einer Fehlgeburt erhöht ist.
2021 wurde berichtet, dass lediglich 1,5 bis 7 % des modernen menschlichen Genoms einzigartig ist, den Rest der Allele findet man auch beim Neandertaler und/oder beim Denisovaner.

## Dokumentationen
- Einer von uns: Der Homo sapiens. Teil 4. Europa: Homo sapiens et neanderthalensis. TV-Dokumentation von Tim Lambert, Nicolas Brown, GB 2013, deutsche Synchronfassung Arte 2015. (Video auf YouTube, Inhaltsübersicht.)
- Auf den Spuren der Neandertaler - Das Rätsel der Bruniquel-Höhle. (Originaltitel: Néandertal: le mystère de la grotte de Brunique.) TV-Dokumentation von Luc-Henri Fage, Frankreich 2018 / deutsche Synchronfassung Arte 2019 (permanent abrufbar Auf. youtube.com).
- Schwierige Verwandtschaft: Die Neanderthaler und wir. Gerd-Christian Weniger, Direktor des Neanderthal Museums Mettmann und Professor am Institut für Ur- und Frühgeschichte der Universität zu Köln. Vortrag vom 8. November 2012 auf YouTube.
- Das Neandertaler Rätsel. Brudermord in der Steinzeit? TV-Dokumentation von Thomas Cirotteau. ZDFinfo, 10. August 2020, 44 min (Video auf YouTube).
- Das dunkle Geheimnis der Neandertaler. (Forschungsergebnisse von Knochenfunden der Neandertaler in der nordspanischen Höhle von El Sidrón) TV-Dokumentation in HD von Ruth Berry, Österreich 2012, deutsche Synchronfassung arte 2014.
- Der Neandertaler-Code - Rätselhafte Urzeitjäger. (Originaltitel: Decoding Neanderthals.) TV-Dokumentation von Nick Clarke Powell, USA 2013, deutsche Synchronfassung ZDF / ZDFinfo 2014.

## Spielfilme
- Am Anfang war das Feuer. Spielfilm, Frankreich 1981, Regie: Jean-Jacques Annaud.
- Ao, der letzte Neandertaler. Spielfilm, Sunfilm Entertainment, Frankreich 2010, Regie: Jacques Malaterre.

Museen
- LVR LandesMuseum Bonn: Ausstellungsort der originalen Fossilien des Neandertalers aus dem Neandertal
- Neanderthal-Museum im Neandertal: Website des Neanderthal Museums unweit der Fundstelle des Neandertalers aus dem Neandertal; die Besucher durchmessen im Museum eine Rekonstruktion der Evolution des Menschen.
- Krapina Neanderthal Museum. Beschreibung des Neandertalermuseums in Krapina, Kroatien (englisch)

Populäre Darstellungen
- Urzeit: Neandertaler. Auf: planet-wissen.de, einem Medienangebot des WDR.
- Die Neandertaler auf der Website der Max-Planck-Gesellschaft.
- Neandertaler so kunstsinnig und intelligent wie wir? Auf: spektrum.de vom 11. Juni 2013.
- Sheanderthal. Not all Neanderthals were ‘cavemen’: half were women. Essay der britischen Archäologin Rebecca Wragg Sykes.

Wissenschaftliche Darstellungen
- The Neandertal Genome. (Memento vom 7. März 2015 im Internet Archive). Erschienen auf sciencemag.org im Herbst 2010.

## Belege
1. US-Forscher rekonstruieren zum ersten Mal ein vollständiges Neandertaler-Skelett: Ein Puzzle aus Knochen. In: Berliner Zeitung, 11. März 2015.
2. ↑  US-Forscher rekonstruieren zum ersten Mal ein vollständiges Neandertaler-Skelett: Ein Puzzle aus Knochen. In: Berliner Zeitung, 11. März 2015.
3. ↑  Jean-Jacques Hublin: The origin of Neandertals. In: PNAS. Band 106, Nr. 38, 2009, S. 16022–16027, doi:10.1073/pnas.0904119106.
4. 1 2 3  Bernard Wood (Hrsg.): Wiley-Blackwell Encyclopedia of Human Evolution. 2 Bände. Wiley-Blackwell, Chichester u. a. 2011, ISBN 978-1-4051-5510-6, S. 331. Zitat: „The earliest fossils that most researchers would accept as H. neanderthalensis are from OIS 5 (i.e., c.130 ka).“
5. 1 2 3  Jordi Serangeli, Michael Bolus: Out of Europe – The dispersal of a successful European hominin form. In: Quartär. Band 55, 2008, S. 83–98, doi:10.7485/QU55 05.
6. ↑  Silvana Condemi, Francois Savatier: Der Neandertaler unser Bruder. 300.000 Jahre Geschichte des Menschen. Beck, München 2020, ISBN 978-3-406-75076-2, S. 151.
7. ↑  Neandertaler im Museum soll dunklere Hautfarbe bekommen. Auf: sueddeutsche.de vom 6. August 2021.
8. ↑  William King: The reputed fossil man of the Neanderthal. In: Quarterly Journal of Science. Band 1, 1864, S. 88–97, Volltext (PDF; 348 kB).
9. ↑  William King: On the Neanderthal Skull, or Reasons for believing it to belong to the Clydian Period and to a species different from that represented by Man. In: British Association for the Advancement of Science, Notices and Abstracts for 1863, Part II. London, 1864, S. 81 f., Volltext.
10. ↑  William King: The Neanderthal Skull. In: The Anthropological Review. Bd. 1, Nr. 3, 1863, S. 393–394, Volltext.
11. ↑  Der Irrtum des Rudolf Virchow. Vor 150 Jahren wurde der Neandertaler entdeckt. Auf: monumente-online.de, Magazin der Deutschen Stiftung Denkmalschutz, November 2006.
12. ↑  Bernard G. Campbell: A new taxonomy of fossil man. In: Yearbook of Physical Anthropology. Band 17, 1973, S. 194–201.
13. ↑  Günter Bräuer: Origin of Modern Human. In: Winfried Henke und Ian Tattersall (Hrsg.): Handbook of Paleoanthropology. Band 3. Springer-Verlag, Berlin, Heidelberg und New York 2007, ISBN 978-3-540-32474-4, S. 1772.
14. ↑  Eintrag Homo neanderthalensis King, 1864. In: Bernard Wood (Hrsg.): Wiley-Blackwell Encyclopedia of Human Evolution. 2 Bände. Wiley-Blackwell, Chichester u. a. 2011, S. 329, ISBN 978-1-4051-5510-6.
15. ↑  Friedemann Schrenk, Stephanie Müller: Die Neandertaler. Beck, München 2005, ISBN 3-406-50873-1, S. 43.
16. ↑  Eudald Carbonell et al.: The first hominin of Europe. In: Nature. Band 452, 2008, S. 465–469, doi:10.1038/nature06815.
17. ↑  Katerina Harvati: Neanderthals. In: Evolution: Education and Outreach. Band 3, Nr. 3, 2010, S. 368. doi:10.1007/s12052-010-0250-0.
18. ↑  Süddeutsche Zeitung. Nr. 154 vom 7. Juli 2006, S. 16.
19. ↑  Ralf W. Schmitz u. a.: The Neandertal type site revisited: Interdisciplinary investigations of skeletal remains from the Neander Valley, Germany. In: PNAS. Band 99, Nr. 20, 2002, S. 13342–13347, doi:10.1073/pnas.192464099.
20. ↑  Michael Schmauder, Ralf W. Schmitz: Der Neandertaler und weitere eiszeitliche Funde im Rheinischen LandesMuseum Bonn. In: Heinz Günter Horn (Hrsg.): Neandertaler + Co. Philipp von Zabern, Mainz 2006, ISBN 3-8053-3603-9, S. 252–253.
21. ↑  George Ferentinos et al.: Early seafaring activity in the southern Ionian Islands, Mediterranean Sea. In: Journal of Archaeological Science. Band 39, Nr. 7, S. 2167–2176, doi:10.1016/j.jas.2012.01.032.
22. ↑  George Ferentinos et al.: Early seafaring activity in the southern Ionian Islands, Mediterranean Sea. In: Journal of Archaeological Science. Band 39, Nr. 7, 2012, S. 2167–2176, doi:10.1016/j.jas.2012.01.032.
23. ↑  Thomas F. Strasser et al.: Stone Age Seafaring in the Mediterranean: Evidence for Lower Paleolithic and Mesolithic Inhabitation of Crete from the Plakias Region. In: Hesperia. Band 79, Nr. 2, 2010, S. 145–190, Volltext (PDF; 5,2 MB) (Memento vom 4. September 2014 im Internet Archive).
24. ↑  Archäologen entdecken älteste Spuren der Seefahrt. Spiegel Online, 3. Januar 2011, abgerufen am 2. April 2022.
25. ↑  Plakias Survey Finds Mesolithic and Palaeolithic Artifacts on Crete. The American School of Classical Studies at Athens, 1. Februar 2010, abgerufen am 2. April 2022 (englisch).
26. ↑  Riesige Flut ließ heutiges Mittelmeer entstehen. Welt Online, 9. Dezember 2009, abgerufen am 2. April 2022.
27. ↑  Michael Marshall: Neanderthals were ancient mariners. In: New Scientist vom 3. März 2012, S. 10, Volltext.
28. ↑  Brendan Borrell: From The Trenches: Bon Voyage, Caveman. Archaeological Institute of America, 2010, abgerufen am 2. April 2022 (englisch).
29. ↑  Palaeolithic Stone Tools from Plakias, Crete, Named a Top Ten Discovery by Archaeology Magazine. (Memento vom 15. September 2015 im Internet Archive). Im Original publiziert von The American School of Classical Studies at Athens vom 15. Dezember 2010.
30. ↑  Tristan Carter et al.: The Stélida Naxos Archaeological Project: new data on the Middle Palaeolithic and Mesolithic Cyclades. In: Antiquity. Band 88, Nr. 341, 2014, Volltext.
Neandertals, Stone Age people may have voyaged the Mediterranean. Auf: sciencemag.org vom 24. April 2018.
31. ↑  The Stélida Naxos Archaeological Project.
32. ↑  Tristan Carter et al.: Earliest occupation of the Central Aegean (Naxos), Greece: Implications for hominin and Homo sapiens’ behavior and dispersals. In: Science Advances. Band 5, Nr. 10, eaax0997, doi:10.1126/sciadv.aax0997.
 Scientists find early humans moved through Mediterranean earlier than believed. Auf: eurekalert.org vom 16. Oktober 2019.
33. ↑  Philippe-Charles Schmerling: Recherches sur les ossements fossiles découverts dans les cavernes de la Province de Liège. P.-J. Collardin, Liège 1833, S. 1–66.
34. ↑  Chris Stringer et al.: Neanderthals on the Edge: 150th Anniversary Conference of the Forbes’ Quarry Discovery, Gibraltar: Papers from a Conference Marking the 150th Anniversary of the Forbes’ Quarry Discovery, Gibraltar. Oxbow, 2000. ISBN 978-1-84217-015-1.
35. ↑  Ian Tattersall: Neandertaler. Der Streit um unsere Ahnen. Birkhäuser Verlag, Basel 1999, ISBN 3-7643-6051-8, S. 81.
36. 1 2  Almut Bick: Die Steinzeit. Theiss WissenKompakt, Stuttgart 2006, ISBN 3-8062-1996-6.
37. ↑  Klaus Günther: Die altsteinzeitlichen Funde der Balver Höhle. Bodenaltertümer Westfalens 8, Münster, 1964.
38. ↑  Lutz Kindler, OLAF Jöris, Michael Baales und Bensena Rüscuorr Theu: Die Balver Höhle: Alte Funde - Neue Ergebnisse. In: Heinz Günter Horn, Hansgerd Hellenkemper, Gabriele Isenberg und Jürgen Kunow (Hrsg.): Von Anfang an. Archäologie in Nordrhein-Westfalen. Mainz, 2005, S. 318–321.
39. ↑  Winfried Henke, Hartmut Rothe: Stammesgeschichte des Menschen. Springer Verlag, Berlin 1999, ISBN 3-540-64831-3, S. 244.
40. ↑  Bernard Wood, Nicholas Lonergan: The hominin fossil record: taxa, grades and clades. In: Journal of Anatomy. Band 212, Nr. 4, 2008, S. 363, doi:10.1111/j.1469-7580.2008.00871.x, Volltext (PDF; 285 kB) (Memento vom 20. Oktober 2012 im Internet Archive).
41. ↑  Viviane Slon et al.: Neandertal and Denisovan DNA from Pleistocene sediments. In: Science. Band 356, Nr. 6338, 2017, S. 605–608, doi:10.1126/science.aam9695.
 Ancient-human genomes plucked from cave dirt. Auf: nature.com vom 27. April 2017, doi:10.1038/nature.2017.21910.
42. ↑  Benjamin Vernot et al.: Unearthing Neanderthal population history using nuclear and mitochondrial DNA from cave sediments. In: Science. Band 372, Nr. 6542, 2021, eabf1667, doi:10.1126/science.abf1667.
Zellkern-Erbgut aus Höhlensedimenten gibt Einblicke in unsere Vergangenheit. Auf: idw-online.de vom 16. April 2021.
43. ↑  Winfried Henke, Hartmut Rothe: Stammesgeschichte des Menschen. Springer Verlag, Berlin 1999, ISBN 3-540-64831-3, S. 240.
44. 1 2 3 4  Katerina Harvati: Neanderthals. In: Evolution: Education and Outreach. Band 3, Nr. 3, 2010, S. 367–376, doi:10.1007/s12052-010-0250-0, Volltext (PDF; 430 kB) (Memento vom 1. Mai 2015 im Internet Archive).
45. ↑  Eric Delson, Katerina Harvati: Return of the last Neanderthal. In: Nature. Band 443, 2006, S. 762 f., doi:10.1038/nature05207. – Jeffery Wall publizierte mit 707.00 Jahren sogar eine noch frühere Trennung: J. D. Wall, S. K. Kim: Inconsistencies in Neanderthal genomic DNA sequences. In: PLoS Genetics. Band 3, Nr. 10: e175, 2007, ISSN 1553-7404, doi:10.1371/journal.pgen.0030175.eor.
46. ↑  Ron Pinhasi et al.: Revised age of late Neanderthal occupation and the end of the Middle Paleolithic in the northern Caucasus. In: PNAS. Bd. 108, Nr. 21, 2011, S. 8611–8616, doi:10.1073/pnas.1018938108.
47. ↑  Europeans never had Neanderthal neighbours. Russian find suggests Neanderthals died out earlier than was thought. Auf: nature.com vom 9. Mai 2011.
48. ↑  Bertila Galván et al.: New evidence of early Neanderthal disappearance in the Iberian Peninsula. In: Journal of Human Evolution. Band 75, 2014, S. 16–27, doi:10.1016/j.jhevol.2014.06.002.
Neanderthals disappeared from the Iberian Peninsula before than from the rest of Europe. Auf: eurekalert.org vom 5. Februar 2015.
49. ↑  Thorsten Uthmeier: Späte Neandertaler auf der Krim. In: Archäologie in Deutschland. Band 6, 2005, S. 62 ff. ISSN 0176-8522; V. P. Chabai, J. Richter, T. Uthmeier, A. I. Yevtushenko: Neue Forschungen zum Mittelpaläolithikum auf der Krim. In: Germania. Band 80, 2002, S. 441–447 ISSN 0016-8874
50. ↑  Luke Spindlea, Daniel Comeskey, Victor Chabai et al.: Dating the last Middle Palaeolithic of the Crimean Peninsula: New hydroxyproline AMS dates from the site of Kabazi II. In: Journal of Human Evolution. Band 156, 2021, 102996, doi:10.1016/j.jhevol.2021.102996.
51. ↑  Jean-Jacques Hublin, Fred Spoor, Marc Braun, Frans Zonneveld & Silvana Condemi: A late Neanderthal associated with Upper Palaeolithic artefacts. In: Nature. Band 381, 1996, S. 224–226, doi:10.1038/381224a0.
52. ↑  Hublin J. J., Barroso Ruiz C., Medina Lara P., Fontugne M., Reyss J.-L.: The Mousterian site of Zafarraya (Granada, Spain): dating and implications on the palaeolithic peopling processes of Western Europe. In: Comptes Rendus de l'Académie des Sciences. Band 321 (IIa), 1995, S. 931–937.
53. ↑  Jean-Jacques Hublin, Erik Trinkaus: The Mousterian human remains from Zafarraya (Granada, Spain). In: American Journal of Physical Anthropology. Suppl. 26, 1998, S. 122–123.
54. ↑  Clive Finlayson et al.: Late survival of Neanderthals at the southernmost extreme of Europe. In: Nature. Band 443, Nr. 7113, 2006, S. 850–853, doi:10.1038/nature05195.
55. ↑  Olaf Jöris, Martin Street: At the end of the 14C time scale – the Middle to Upper Paleolithic record of Western Eurasia. In: D. S. Adler, O. Jöris (Hrsg.): Setting the Record Straight: Toward a Systematic Chronological Understanding of the Middle to Upper Paleolithic Boundary in Eurasia. In: Journal of Human Evolution. Band 55, 2008, S. 782–802, doi:10.1016/j.jhevol.2008.04.002.
56. ↑  Rachel E. Wood et al.: Radiocarbon dating casts doubt on the late chronology of the Middle to Upper Paleolithic transition in southern Iberia. In: PNAS. Band 110, Nr. 8, 2013, S. 2781–2786, doi:10.1073/pnas.1207656110.
57. ↑  Tom Higham et al.: The timing and spatiotemporal patterning of Neanderthal disappearance. In: Nature. Band 52, Nr. 7514, 2014, S. 306–309, doi:10.1038/nature13621.
 Neandertaler starben vor spätestens 39.000 Jahren aus. Pressemitteilung der Universität Tübingen auf idw-online vom 20. August 2014.
58. ↑  Ludovic Slimak et al.: Late Mousterian Persistence near the Arctic Circle. In: Science. Band 332, Nr. 6031, 2011, S. 841–845, doi:10.1126/science.1203866.
Michael Balter: Did Neandertals Linger in Russia’s Far North? In: Science. Band 332, Nr. 6031, 2011, S. 778, doi:10.1126/science.332.6031.778.
59. ↑  Jean-Jacques Hublin et al.: A Late Neanderthal Associated with Upper Palaeolithic Artefacts.  In: Nature. Band 381, 1996, S. 224–226, doi:10.1038/381224a0.
60. ↑  Jean-Jacques Hublin et al.: Radiocarbon dates from the Grotte du Renne and Saint-Césaire support a Neandertal origin for the Châtelperronian. In: PNAS. Band 109, Nr. 46. 2012, S. 18743–18748, doi:10.1073/pnas.1212924109, Volltext (PDF).
61. 1 2  Ian Tattersall: Neandertaler. Der Streit um unsere Ahnen. Birkhäuser Verlag, Basel 1999, ISBN 3-7643-6051-8, S. 116.
62. ↑  Albert Santa Luca: A re-examination of presumed Neandertal-like fossils. In: Journal of Human Evolution. Band 7, Nr. 7, 1978, S. 619–636, doi:10.1016/S0047-2484(78)80047-5.
63. ↑  Timothy D. Weaver et al.: Neonatal postcrania from Mezmaiskaya, Russia, and Le Moustier, France, and the development of Neandertal body form. In: PNAS. Band 113, Nr. 23, 2016, S. 6472–6477, doi:10.1073/pnas.1523677113.
 Neandertaler waren von Geburt an stämmig. Auf: mpg.de vom 24. Mai 2016.
64. ↑  Patrick F. Reilly et al.: The contribution of Neanderthal introgression to modern human traits. In: Current Biology. Band 32, Nr. 18, 2022, S. R970–R983, doi:10.1016/j.cub.2022.08.027 (freier Volltext).
65. ↑  Norbert Mercier et al.: Dating the palaeolithic footprints of ‘Le Rozel’ (Normandy, France). In: Quaternary Geochronology. Band 49, 2019, S. 271–277, doi:10.1016/j.quageo.2017.12.005.
66. ↑  Jérémy Duveau, Gilles Berillon, Christine Verna, Gilles Laisné und Dominique Cliquet: The composition of a Neandertal social group revealed by the hominin footprints at Le Rozel (Normandy, France). In: PNAS. Band 116, Nr. 39, 2019, S. 19409–19414, doi:10.1073/pnas.1901789116.
67. ↑  Eduardo Mayoral et al.: Tracking late Pleistocene Neandertals on the Iberian coast. In: Scientific Reports. Band 11, Artikel-Nr. 4103, 2021, doi:10.1038/s41598-021-83413-8.
68. ↑  Bogdan P. Onac et al.: U–Th ages constraining the Neanderthal footprint at Vârtop Cave, Romania. In: Quaternary Science Reviews. Band 24, Nr. 10–11, 2005, S. 1151–1157, doi:10.1016/j.quascirev.2004.12.001.
69. ↑  Alice Roberts: Evolution: The Human Story. Dorling Kindersley Ltd., London 2011, ISBN 978-1-4053-6165-1, S. 153.
70. ↑  Marcia S. Ponce de León, Christoph P. E. Zollikofer: Neanderthal cranial ontogeny and its implications for late hominid diversity. In: Nature. Band 412, 2001, S. 534–538, doi:10.1038/35087573.
71. ↑  Überraschendes zur Entwicklung der Neandertaler. (Memento vom 3. März 2012 im Internet Archive) Im Original publiziert auf: uzh.ch vom 9. September 2008. Beitrag von Christoph Zollikofer und Marcia S. Ponce de León über computergestützte Rekonstruktionen.
72. ↑  Paul Diepgen, Heinz Goerke: Aschoff/Diepgen/Goerke: Kurze Übersichtstabelle zur Geschichte der Medizin. 7., neubearbeitete Auflage. Springer, Berlin/Göttingen/Heidelberg 1960, S. 36.
73. 1 2 3  Gary J. Sawyer, Viktor Deak: Der lange Weg zum Menschen. Lebensbilder aus 7 Millionen Jahren Evolution. Spektrum Akademischer Verlag, Heidelberg 2008, ISBN 978-3-8274-1915-6, S. 160.
74. ↑  Hublin, J.-J., Spoor, F., Braun, M., Zonneveld, F. und Condemi, S.: A late Neanderthal associated with upper Paleolithic artefacts. In: Nature. Band 381, 1996, S. 224–226, doi:10.1038/381224a0.
75. ↑  Stephen Wroe et al.: Computer simulations show that Neanderthal facial morphology represents adaptation to cold and high energy demands, but not heavy biting. In: Proceedings of the Royal Society B. Online-Publikation vom 4. April 2018, doi:10.1098/rspb.2018.0085
 Neandertaler: Die Supernasen. Auf: Spiegel Online vom 4. April 2018.
76. ↑  Friedemann Schrenk, Stephanie Müller: Die Neandertaler. Beck, München 2005, ISBN 3-406-50873-1, S. 64.
77. ↑  Todd C. Rae et al.: The Neanderthal face is not cold adapted. In: Journal of Human Evolution. Band 60, Nr. 2, 2011, S. 234–239, doi:10.1016/j.jhevol.2010.10.003.
78. ↑  Rachel Caspari: Kultursprung durch Großeltern. In: Spektrum der Wissenschaft. April 2012, S. 26.
79. ↑  Shara E. Bailey: A closer look at Neanderthal postcanine dental morphology. Kapitel I: The mandibular dentition. In: The Anatomical Record. Band 269, 2002, doi:10.1002/ar.10116, S. 148–156.
80. ↑  Shara E. Bailey, Timothy D. Weaver, Jean-Jacques Hublin: Who made the Aurignacian and other early Upper Paleolithic industries? In: Journal of Human Evolution. Band 57, Nr. 1, 2009, doi:10.1016/j.jhevol.2009.02.003, S. 11–26.
81. ↑  Neanderthalers starkes Gebiss. (Memento vom 29. November 2014 im Internet Archive). Im Original erschienen in: Dental Magazin. Nr. 3/2006, S. 116–119.
82. ↑  F. H. Smith: Behavioral interpretations of changes in craniofacial morphology across the archaic/modern Homo sapiens transition. In: Eric Trinkaus (Hrsg.): The Mousterian Legacy: Human Biocultural Change in the Upper Pleistocene. BAR International Series, Oxford 1983, S. 141–163.
83. ↑  David W. Frayer et al.: More than 500,000 years of right-handedness in Europe. In: Laterality: Asymmetries of Body, Brain and Cognition. Band 17, Nr. 1, 2012, doi:10.1080/1357650X.2010.529451, S. 51–69.
84. ↑  Virginie Volpato et al.: Hand to Mouth in a Neandertal: Right-Handedness in Regourdou 1. In: PLOS ONE. Band 7, Nr. 8, 2012, doi:10.1371/journal.pone.0043949, Artikel e43949.
85. ↑  Gary J. Sawyer, Viktor Deak: Der lange Weg zum Menschen. Lebensbilder aus 7 Millionen Jahren Evolution. Spektrum Akademischer Verlag, Heidelberg 2008, ISBN 978-3-8274-1915-6, S. 161.
86. ↑  Fotios Alexandros Karakostis, Gerhard Hotz, Vangelis Tourloukis und Katerina Harvati: Evidence for precision grasping in Neandertal daily activities. In: Science Advances. Band 4, Nr. 9, 2018, doi:10.1126/sciadv.aat2369, Arttikel eaat2369.
 Urmenschen mit Fingerspitzengefühl. Auf: idw-online.de vom 26. September 2018.
87. ↑  José-Miguel Carretero et al.: Stature estimation from complete long bones in the Middle Pleistocene humans from the Sima de los Huesos, Sierra de Atapuerca (Spain). In: Journal of Human Evolution. Band 62, Nr. 2, 2012, doi:10.1016/j.jhevol.2011.11.004, S. 242–255.
88. ↑  Thorolf Hardt et al.: Safari zum Urmenschen. Die Geschichte der Menschheit entdecken, erforschen, erleben. E. Schweizerbart’sche Verlagsbuchhandlung, Stuttgart 2009, S. 133 u. 135 (= Kleine Senckenberg-Reihe, Band 31), ISBN 978-3-510-61395-3.
89. ↑  Friedemann Schrenk, Stephanie Müller: Die Neandertaler. Beck, München 2005, ISBN 3-406-50873-1, S. 69.
90. ↑  Timothy D. Weavera, Jean-Jacques Hublin: Neandertal birth canal shape and the evolution of human childbirth. In: PNAS. Band 106, Nr. 20, 2009, S. 8151–8156, doi:10.1073/pnas.0812554106.
91. ↑  Daniel García-Martínez et al.: Early development of the Neanderthal ribcage reveals a different body shape at birth compared to modern humans. In: Science Advances. Band 6, Nr. 41, 2020, eabb4377, doi:10.1126/sciadv.abb4377.
 Neanderthals already had their characteristic barrel-shaped rib cages at birth. Auf: eurekalert.org vom 7. Oktober 2020.
92. ↑  Friedemann Schrenk, Stephanie Müller: Die Neandertaler. Beck, München 2005, ISBN 3-406-50873-1, S. 68.
93. 1 2  Winfried Henke, Hartmut Rothe: Stammesgeschichte des Menschen. Springer Verlag, Berlin 1999, ISBN 3-540-64831-3, S. 251.
94. ↑  David A. Raichlen et al.: Calcaneus length determines running economy: Implications for endurance running performance in modern humans and Neandertals. In: Journal of Human Evolution. Band 60, Nr. 3, 2011, S. 299–308, doi:10.1016/j.jhevol.2010.11.002.
Achillesferse Achillessehne. Auf: wissenschaft.de vom 7. Februar 2011.
95. ↑  Philipp Gunz et al.: Brain development after birth differs between Neanderthals and modern humans. In: Current Biology. Band 20, Nr. 21, 2010, R921–R922, doi:10.1016/j.cub.2010.10.018.
Unterschiedliche Gehirnentwicklung bei Neandertalern und modernen Menschen. Auf: mpg.de vom 8. November 2010.
96. ↑  Simon Neubauer et al.: Endocranial shape changes during growth in chimpanzees and humans: A morphometric analysis of unique and shared aspects. In: Journal of Human Evolution. Band 59, Nr. 5, 2010, S. 555–566, doi:10.1016/j.jhevol.2010.06.011.
97. ↑  Neandertal Brains Developed More Like Chimps'. (Memento vom 2. Januar 2013 im Internet Archive). Im Original publiziert auf sciencemag.org vom 8. November 2010.
98. ↑  Tanya M. Smith et al.: Dental evidence for ontogenetic differences between modern humans and Neanderthals. In: PNAS. Band 107, Nr. 49, 2010, S. 20923–20928, doi:10.1073/pnas.1010906107.
Synchrotron reveals human children outpaced Neanderthals by slowing down. Auf: eurekalert.org vom 15. November 2010.
99. ↑  Marcia S. Ponce de León, Thibaut Bienvenu, Takeru Akazawa und Christoph P. E. Zollikofer: Brain development is similar in Neanderthals and modern humans. In: Current Biology. Band 26, Nr. 14, 2016, S. R665–R666, doi:10.1016/j.cub.2016.06.022.
100. ↑  Antonio Rosas et al.: The growth pattern of Neandertals, reconstructed from a juvenile skeleton from El Sidrón (Spain). In: Science. Band 357, Nr. 6357, 2017, S. 1282–1287, doi:10.1126/science.aan6463
 Neandertals, like humans, may have had long childhoods. (Memento vom 23. September 2017 im Internet Archive). Im Original publiziert auf sciencemag.org vom 21. September 2017.
101. ↑  Colin N. Shaw et al.: Neandertal Humeri May Reflect Adaptation to Scraping Tasks, but Not Spear Thrusting. In: PLoS ONE. Band 7, Nr. 7, 2012, e40349, doi:10.1371/journal.pone.0040349.
102. ↑  Erik Trinkaus: Hard Times Among the Neanderthals. In: Natural History. Band 87, Nr. 12, 1978, S. 58–63, Volltext (PDF; 1,1 MB) (Memento vom 18. September 2006 im Internet Archive).
103. ↑  Jean-Jacques Hublin: The prehistory of compassion. In: PNAS. Band 106, Nr. 16, 2009, S. 6429–6430, doi:10.1073/pnas.0902614106.
104. ↑  Hélène Rougier et al.: Neandertal cannibalism and Neandertal bones used as tools in Northern Europe. In: Scientific Reports. Nr. 6, Artikel-Nr. 29005 (2016), doi:10.1038/srep29005
 Kannibalismus unter den späten Neandertalern im nördlichen Europa. Auf: idw-online.de vom 6. Juli 2016.
105. ↑  Friedemann Schrenk, Stephanie Müller: Die Neandertaler. Beck, München 2005, ISBN 3-406-50873-1, S. 91.
106. ↑  Bernard Wood: Wiley-Blackwell Encyclopedia of Human Evolution. Wiley-Blackwell, 2011, S. 428, ISBN 978-1-4051-5510-6.
107. ↑  Chris Stringer: The Origin of Our Species. Penguin / Allen Lane, 2011, S. 152, ISBN 978-1-84614-140-9
Rachel Caspari und Sang-Hee Lee: Older age becomes common late in human evolution. In: PNAS. Band 101, Nr. 30, 2004, S. 10895–10900, doi:10.1073/pnas.0402857101.
108. ↑  Christine Austin et al.: Barium distributions in teeth reveal early-life dietary transitions in primates. In: Nature. Band 498, 2013, S. 216–219, doi:10.1038/nature12169.
109. ↑  Tanya M. Smith, Christine Austin, Daniel R. Green et al.: Wintertime stress, nursing, and lead exposure in Neanderthal children. In: Science Advances. Band 4, Nr. 10, 2018, eaau9483, doi:10.1126/sciadv.aau9483.
110. ↑  Mark Skinner: Dental Wear in Immature Late Pleistocene European Hominines. In: Journal of Archaeological Science. Band 24, Nr. 8, 1997, S. 677–700, doi:10.1006/jasc.1996.0151.
111. ↑  Alessia Nava et al.: Early life of Neanderthals. In: PNAS. Band 117, Nr. 46, 2020, S. 28719–28726, doi:10.1073/pnas.2011765117; Kein Grund fürs Aussterben: Neanderthaler-Mütter stillten nach fünf bis sechs Monaten ab. Auf: idw-online.de vom 3. November 2020.
112. ↑  Laura Sophia Limmer et al.: Differences in childhood stress between Neanderthals and early modern humans as reflected by dental enamel growth disruptions. In: Scientific Reports. Band 14, 2024, Artikel Nr. 11293, doi:10.1038/s41598-024-61321-x; Neandertaler hatte härtere Kindheit als Homo sapiens. Auf: spektrum.de vom 23. Mai 2024.
113. ↑  Peter J. Heyes et al.: Selection and Use of Manganese Dioxide by Neanderthals. In: Scientific Reports. Band 6, Artikel-Nr. 22159, 2016, doi:10.1038/srep22159.
114. ↑  Wil Roebroeks, Paola Villa: On the earliest evidence for habitual use of fire in Europe. In: PNAS. Band 108, Nr. 13, 2011, S. 5209–5214, doi:10.1073/pnas.1018116108.
115. ↑  Ian Tattersall: Neanderthaler. Der Streit um unsere Ahnen. Birkhäuser Verlag, Basel 1999, ISBN 3-7643-6051-8, S. 151.
116. ↑  Michael Balter: Better Homes and Hearths, Neandertal-Style. In: Science. Band 326, Nr. 5956, 2009, S. 1056–1057, doi:10.1126/science.326.5956.1056.
117. ↑  Friedemann Schrenk, Stephanie Müller: Die Neandertaler. Beck, München 2005, ISBN 3-406-50873-1, S. 90.
118. ↑  Melanie M. Beasley, Julie J. Lesnik und John D. Speth: Neanderthals, hypercarnivores, and maggots: Insights from stable nitrogen isotopes. In: Science Advances. Band 11, Nr. 30, 2025, doi:10.1126/sciadv.adt7466.
Neanderthals may have eaten maggots as part of their diet. Auf: science.org vom 19. März 2025.
119. ↑  Michael P. Richards et al.: Neanderthal diet at Vindija and Neanderthal predation: The evidence from stable isotopes. In: PNAS. Band 97, Nr. 13, 2000, S. 7663–7666, doi:10.1073/pnas.120178997.
120. ↑  Hervé Bocherens et al.: Isotopic evidence for diet and subsistence pattern of the Saint-Césaire I Neanderthal: review and use of a multi-source mixing model. In: Journal of Human Evolution. Band 49, Nr. 1, 2005, S. 71–87, doi:10.1016/j.jhevol.2005.03.003; Klervia Jaouen et al.: Exceptionally high δ15N values in collagen single amino acids confirm Neandertals as high-trophic level carnivores. In: PNAS. Band 116, Nr. 11, 2019, S. 4928–4933, doi:10.1073/pnas.1814087116; Neandertaler ernährten sich wirklich hauptsächlich von Fleisch. Auf: idw-online vom 18. Februar 2019.
121. ↑  Amanda G. Henry et al.: Microfossils in calculus demonstrate consumption of plants and cooked foods in Neanderthal diets (Shanidar III, Iraq; Spy I and II, Belgium). In: PNAS. Band 108, Nr. 2, 2011, S. 486–491, doi:10.1073/pnas.1016868108. Ähnliche Befunde berichteten: Robert C.Power et al.: Dental calculus indicates widespread plant use within the stable Neanderthal dietary niche. In: Journal of Human Evolution. Band 119, Nr. 1, 2018, S. 27–41, doi:10.1016/j.jhevol.2018.02.009.
122. ↑  Karen Hardy et al.: Neanderthal medics? Evidence for food, cooking, and medicinal plants entrapped in dental calculus. In: Naturwissenschaften. Band 99, Nr. 8, 2012, S. 617–626, doi:10.1007/s00114-012-0942-0; Study reveals Neanderthals at El Sidron, Northern Spain, had knowledge of plants’ healing qualities. Auf: eurekalert.org vom 18. Juli 2012; Sabrina Krief et al.: Flavouring food: the contribution of chimpanzee behaviour to the understanding of Neanderthal calculus composition and plant use in Neanderthal diets. In: Antiquity. Band 89, Nr. 344, 2015, S. 464–471, doi:10.15184/aqy.2014.7; Catherine Brahic: Neanderthal chefs spiced up their diet. In: New Scientist. Band 226, Nr. 3017, 2015, S. 14, Volltext.
123. ↑  Ceren Kabukcu et al.: Cooking in caves: Palaeolithic carbonised plant food remains from Franchthi and Shanidar. In: Antiquity. Online-Veröffentlichung vom 23. November 2022, doi:10.15184/aqy.2022.143; Oldest cooked leftovers ever found suggest Neanderthals were foodies. Auf: theguardian.com vom 23. November 2022.
124. ↑  Sireen El Zaatari, Frederick E. Grine, Peter S. Ungar, Jean-Jacques Hublin: Neandertal versus Modern Human Dietary Responses to Climatic Fluctuations. In: PLoS ONE. Band 11, Nr. 4, e0153277, doi:10.1371/journal.pone.0153277; Neandertaler und moderne Menschen setzten auf unterschiedliche Ernährungsstrategien. Auf: idw-online.de vom 27. April 2016.
125. ↑  Ainara Sistiaga et al.: The Neanderthal Meal: A New Perspective Using Faecal Biomarkers. In: PLoS ONE. Band 9, Nr. 6: e101045, doi:10.1371/journal.pone.0101045.
126. ↑  Yuichi I. Naito et al.: Ecological niche of Neanderthals from Spy Cave revealed by nitrogen isotopes of individual amino acids in collagen. In: Journal of Human Evolution. Band 93, 2016, S. 82–90, doi:10.1016/j.jhevol.2016.01.009.
127. ↑  Laura S. Weyrich et al.: Neanderthal behaviour, diet, and disease inferred from ancient DNA in dental calculus. In: Nature. Band 544, 2017, S. 357–361, doi:10.1038/nature21674; Neanderthal tooth plaque hints at meals – and kisses. Auf: nature.com vom 8. März 2017.
128. ↑  Klervia Jaouen et al.: A Neandertal dietary conundrum: Insights provided by tooth enamel Zn isotopes from Gabasa, Spain. In: PNAS. Band 119, Nr. 43, 2022, e2109315119, doi:10.1073/pnas.2109315119.
129. ↑  Luca Fiorenza et al.: Molar Macrowear Reveals Neanderthal Eco-Geographic Dietary Variation. In: PLoS ONE. Band 6, Nr. 3, 2011: e14769, doi:10.1371/journal.pone.0014769.
130. ↑  Neandertaler nutzten regionale Küche – Spuren im Zahnschmelz widerlegen artspezifische Ernährung. Auf: idw-online.de vom 18. Mai 2011.
131. ↑  Christoph Wißing, Hélène Rougier, Chris Baumann et al.: Stable isotopes reveal patterns of diet and mobility in the last Neandertals and first modern humans in Europe. In: Scientific Reports. Band 9, Artikel Nr. 4433, 2019, doi:10.1038/s41598-019-41033-3; Neandertaler und moderne Menschen hatten ähnliche Speisezettel. Auf: idw-online.de vom 14. März 2019; Ofer Bar-Yosef: Eat what is there: hunting and gathering in the world of Neanderthals and their neighbours. In: International Journal of Osteoarchaeology. Band 14, Nr. 3–4, 2004, S. 333–342, doi:10.1002/oa.765, Volltext (PDF).
132. ↑  Miguel Cortés-Sánchez et al.: Earliest Known Use of Marine Resources by Neanderthals. In: PLoS ONE. Band 6, Nr. 9, e24026, 2011, doi:10.1371/journal.pone.0024026.
133. ↑  Chris B. Stringer et al.: Neanderthal exploitation of marine mammals in Gibraltar. In: PNAS. Band 105, Nr. 38, 2008, S. 14319–14324, doi:10.1073/pnas.0805474105.
134. ↑  João Zilhão et al.: Last Interglacial Iberian Neandertals as fisher-hunter-gatherers. In: Science. Band 367, Nr. 6485, 2020, eaaz7943, doi:10.1126/science.aaz7943; Auch Neandertaler aßen Muscheln, Fisch und Robben. Auf: idw-online.de vom 26. März 2020.
135. ↑  Erik Trinkaus, Mathilde Samsel, Sébastien Villotte: External auditory exostoses among western Eurasian late Middle and Late Pleistocene humans. In: PLoS ONE. 14(8), 2019: e0220464, doi:10.1371/journal.pone.0220464; Neanderthals spent a surprising amount of time underwater. Auf: newscientist.com vom 14. August 2019.
136. ↑  Ruth Blasco et al.: The earliest pigeon fanciers. In: Scientific Reports. Band 4, Artikelnummer: 5971, 2014, doi:10.1038/srep05971 (Volltext frei zugänglich). Eine experimentelle archäologische Studie zum Konsum von Vogelfleisch erschien 2024 im Fachblatt Frontiers in Environmental Archaeology, Band 3, doi:10.3389/fearc.2024.1411853.
137. ↑  Kseniya A. Kolobova et al.: Archaeological evidence for two separate dispersals of Neanderthals into southern Siberia. In: PNAS. Band 117, Nr. 6, 2020, S. 2879–2885, doi:10.1073/pnas.1918047117.
138. ↑  Almudena Estalrrich, Antonio Rosas: Division of labor by sex and age in Neandertals: an approach through the study of activity-related dental wear. In: Journal of Human Evolution. Band 80, 2015, S. 51–63, doi:10.1016/j.jhevol.2014.07.007; Die Neandertaler lebten die klassische Rollenverteilung. Auf: faz.net vom 21. Februar 2015; Neanderthal groups based part of their lifestyle on the sexual division of labor. Auf: eurekalert.org vom 18. Februar 2015.
139. ↑  Katerina Harvati: Wie sahen die Neandertaler aus? In: GEOkompakt. Nr. 41, 2014, S. 67 ff., ISBN 978-3-652-00351-3.
140. ↑  Ralf W. Schmitz, Jürgen Thissen in: Neandertal – die Geschichte geht weiter. Spektrum Akademischer Verlag, Heidelberg / Berlin 2002, ISBN 3-8274-1345-1, S. 131–140.
141. ↑  Gerhard Bosinski – (Herausgeber: Elmar-Björn Krause) – in: Die Neandertaler – Feuer im Eis – 250.000 Jahre. Edition Archaea, Gelsenkirchen / Schwelm 1999, ISBN 3-929439-76-X, S. 54 ff.
142. ↑  Ralf W. Schmitz, Jürgen Thissen in: Neandertal – die Geschichte geht weiter. Spektrum Akademischer Verlag, Heidelberg / Berlin 2002, ISBN 3-8274-1345-1, S. 131–140.
143. ↑  A. C. Sorensen, E. Claud, M. Soressi: Neandertal fire-making technology inferred from microwear analysis. In: Scientific Reports. Band 8, Artikel-Nr. 10065, 2018, doi:10.1038/s41598-018-28342-9.
144. ↑  Ralf W. Schmitz und Jürgen Thissen in: Neandertal – die Geschichte geht weiter. Spektrum Akademischer Verlag, Heidelberg / Berlin 2002, ISBN 3-8274-1345-1, S. 154 ff.
145. ↑  Ralf W. Schmitz und Jürgen Thissen in: Neandertal – die Geschichte geht weiter. Spektrum Akademischer Verlag, Heidelberg / Berlin 2002, ISBN 3-8274-1345-1, S. 149 ff.
146. ↑  Katerina Harvati in: GEOkompakt Nr. 41 Wie sahen die Neandertaler aus. Gruner + Jahr, Hamburg 2014, ISBN 978-3-652-00351-3, S. 69–70.
147. ↑  Stéphane Peyrégne, Viviane Slon, Fabrizio Mafessoni et al.: Nuclear DNA from two early Neandertals reveals 80,000 years of genetic continuity in Europe. In: Science Advances. Band 5, Nr. 6, eaaw5873, doi:10.1126/sciadv.aaw5873; Die frühe Geschichte der Neandertaler in Europa. Auf: mpg.de vom 26. Juni 2019.
148. ↑  Malvina Baumann et al.: The Neandertal bone industry at Chagyrskaya cave, Altai Region, Russia. In: Quaternary International. Band 559, 2020, S. 68–88, doi:10.1016/j.quaint.2020.06.019; Malvina Baumann et al.: On the Quina side: A Neanderthal bone industry at Chez-Pinaud site, France. In: PLoS ONE. Band 18, Nr. 6, 2023, e0284081, doi:10.1371/journal.pone.0284081.
149. ↑  Leif Steguweit: Gebrauchsspuren an Artefakten der Hominidenfundstelle Bilzingsleben (Thüringen) (= Tübinger Arbeiten zur Urgeschichte. Band 2). Leidorf, Rahden/Westf. 2003, S. 84.
150. ↑  Gerhard Bosinski – (Herausgeber: Elmar-Björn Krause) – in: Die Neandertaler – Feuer im Eis – 250.000 Jahre. Edition Archaea, Gelsenkirchen / Schwelm, 1999, ISBN 3-929439-76-X, S. 59–61.
151. ↑  Hermann Rieder: Erprobung der Holzspeere von Schöningen (400.000 Jahre) und Folgerungen daraus. In: Günther A. Wagner, Dietrich Mania (Hrsg.): Frühe Menschen in Mitteleuropa. Chronologie, Kultur, Umwelt (= Veröffentlichungen Homo heidelbergensis von Mauer e. V. Band 1). Shaker, Aachen 2001, ISBN 3-8265-9494-0, S. 91–98; Annemieke Milks, David Parker, Matt Pope: External ballistics of pleistocene and-thrown spears: experimental performance data and implications for human evolution. In: Scientific Reports. Band 9, 2020, S. 820, doi:10.1038/s41598-018-37904-w.
152. ↑  Paola Villa et al.: Stone tools for the hunt: points with impact scars from a Middle Paleolithic site in southern Italy. In: Journal of Archaeological Science. Band 36, Nr. 3, 2009, S. 850–859, doi:10.1016/j.jas.2008.11.012.
153. ↑  Eric Boëda, J. M. Geneste, C. Griggo: A Levallois Point embedded in the vertebra of a wild ass (Equus africanus): hafting, projectiles and Mousterian hunting weapons. In: Antiquity. Band 73, 1999, S. 394–402; Eric Boëda, J. Connan, D. Dessort, S. Muhesen, N. Mercier, H. Valladas, N. Tisnerat: Bitumen as a Hafting Material on Middle Palaeolithic Artefacts. In: Nature. Band 380, 1996, S. 336–338, doi:10.1038/380336a0.
154. ↑  Biancamaria Aranguren et al.: Wooden tools and fire technology in the early Neanderthal site of Poggetti Vecchi (italienisch). In: PNAS. Band 115, Nr. 9, 2018, S. 2054–2059, doi:10.1073/pnas.1716068115; Could these be the oldest Neandertal tools made with fire? Auf: sciencemag.org vom 5. Februar 2018.
155. ↑  Marina Lozano et al.: Toothpicking and Periodontal Disease in a Neanderthal Specimen from Cova Foradà Site (Valencia, Spain). In: PLoS ONE. Band 8, Nr. 10, 2013, e76852, doi:10.1371/journal.pone.0076852.
156. ↑  Judith M. Grünberg, Heribert Graetsch, Ursula Baumer, Johann Koller: Untersuchung der mittelpaläolithischen „Harzreste“ von Königsaue, Ldkr. Aschersleben-Staßfurt. In: Jahresschrift für mitteldeutsche Vorgeschichte. Band 81, 1999, S. 7–38; Judith M. Grünberg: Middle Palaeolithic birch-bark pitch. In: Antiquity. Band 76, 2002, S. 15–16, doi:10.1017/S0003598X00089638; Johann Koller, Ursula Baumer, Dietrich Mania: High-Tech in the Middle Palaeolithic: Neandertal-manufactured Pitch Identified. In: European Journal of Archaeology. Band 4, 2001, S. 385–397; Patrick Schmidt et al.: Production method of the Königsaue birch tar documents cumulative culture in Neanderthals. In: Archaeological and Anthropological Sciences. Band 15, Nr. 84, 2023, doi:10.1007/s12520-023-01789-2; Klebstoff der Steinzeit. Neue Untersuchungen zur Herstellung von Birkenpech durch Neandertaler. Auf: idw-online.de vom 7. Juni 2023.
157. ↑  Marcel J. L. Th. Niekus et al.: Middle Paleolithic complex technology and a Neandertal tar-backed tool from the Dutch North Sea. In: PNAS. Band 116, Nr. 44, 2019, S. 22081–22087, doi:10.1073/pnas.1907828116.
158. ↑  Juan Ochando et al.: A Neanderthal's specialised burning structure compatible with tar obtention. In: Quaternary Science Reviews. Online-Vorabveröffentlichung vom 12. November 2024, 109025, doi:10.1016/j.quascirev.2024.109025; Scientists uncover hearth Neanderthals may have used to make tar. Auf: science.org vom 22. November 2024.
159. ↑  Patrick Schmidt, Matthias Blessing, Maxime Rageot et al.: Birch tar production does not prove Neanderthal behavioral complexity. In: PNAS. Band 116, Nr. 36, 2019, S. 17707–17711, doi:10.1073/pnas.1911137116.
160. ↑  Patrick Schmidt et al.: Ochre-based compound adhesives at the Mousterian type-site document complex cognition and high investment. In: Science Advances. Band 10, Nr. 8, 2024, doi:10.1126/sciadv.adl0822; Frühester Fund eines komplexen Klebers in Europa. Auf: idw-online.de vom 21. Februar 2024.
161. ↑  Marie Soressi et al.: Neandertals made the first specialized bone tools in Europe. In: PNAS. Band 110, Nr. 35, 2013, S. 14186–14190, doi:10.1073/pnas.1302730110; Neandertaler schufen die ersten Spezialwerkzeuge Europas aus Knochen. Auf: idw-online.de vom 12. August 2013.
162. ↑  Altsteinzeit: Werkzeuge made in Neandertal. In: Berliner Zeitung vom 12. August 2013.
163. ↑  Hartmut Thieme, Stephan Veil: Neue Untersuchungen zum eem-zeitlichen Elefanten-Jagdplatz Lehringen, Lkrs. Verden. In: Die Kunde. N. F. Band 36, 1985, S. 11–58; Ralf W. Schmitz und Jürgen Thissen in: Neandertal – die Geschichte geht weiter. Spektrum Akademischer Verlag, Heidelberg / Berlin 2002, ISBN 3-8274-1345-1, S. 154 ff.
164. ↑  Gerhard Bosinski – (Herausgeber: Elmar-Björn Krause) – in: Die Neandertaler – Feuer im Eis – 250.000 Jahre. Edition Archaea, Gelsenkirchen / Schwelm 1999, ISBN 3-929439-76-X, S. 61 ff.
165. 1 2  Gabriele Russo et al.: First direct evidence of lion hunting and the early use of a lion pelt by Neanderthals. In: Scientific Reports. Band 13, Artikel Nr. 16405, 2023, doi:10.1038/s41598-023-42764-0.
166. ↑  Gerhard Bosinski – (Herausgeber: Elmar-Björn Krause) – in: Die Neandertaler – Feuer im Eis – 250.000 Jahre. Edition Archaea, Gelsenkirchen / Schwelm 1999, ISBN 3-929439-76-X, S. 59–61.
167. ↑  Sabine Gaudzinski, Wil Roebroeks: Zur systematischen Verwertung der Jagdbeute im Mittelpaläolithikum. Ein Beitrag aus Salzgitter-Lebenstedt. In: Germania. Band 78, 2000, S. 247–271, doi:10.11588/ger.2000.92833; Ralf W. Schmitz und Jürgen Thissen in: Neandertal – die Geschichte geht weiter. Spektrum Akademischer Verlag, Heidelberg / Berlin 2002, ISBN 3-8274-1345-1, S. 154 ff.
168. ↑  Gerhard Bosinski – (Herausgeber: Elmar-Björn Krause) – in: Die Neandertaler – Feuer im Eis – 250.000 Jahre. Edition Archaea, Gelsenkirchen / Schwelm 1999, ISBN 3-929439-76-X, S. 60–63.
169. ↑  Sabine Gaudzinski-Windheuser et al.: Hunting and processing of straight-tusked elephants 125.000 years ago: Implications for Neanderthal behavior. In: Science Advances. Band 9, Nr. 5, 2023, doi:10.1126/sciadv.add8186: Neandertaler jagten Waldelefanten: Erster Beweis für Elefantenjagd durch den frühen Menschen. Auf: idw-online.de vom 2. Februar 2023; Neandertaler jagten riesige Waldelefanten. Auf: spiegel.de vom 2. Februar 2023.
170. ↑  Sabine Gaudzinski-Windheuser et al.: Evidence for close-range hunting by last interglacial Neanderthals. In: Nature Ecology & Evolution. Band 2, 2018, S. 1087–1092, doi:10.1038/s41559-018-0596-1.
171. ↑  Hieb- und stichfest: So jagten Neandertaler vor 120.000 Jahren. Auf: idw-online.de vom 25. Juni 2018; Abbildung: Auftreffwinkel des Speeres, der die Jagdverletzung verursachte. (Memento vom 26. Juni 2018 im Internet Archive).
172. ↑  Lutz Kindler, Sabine Gaudzinski-Windheuser, Fulco Scherjon, Alejandro Garcia-Moreno, Geoff M. Smith, Eduard Pop, John D. Speth und Wil Roebroeks: Large-scale processing of within-bone nutrients by Neanderthals, 125,000 years ago. In: Sciences Advances. Band 11, 2025, S. eadv1257, doi:10.1126/sciadv.adv1257 (englisch).
173. ↑  João Zilhão: Genes, Fossils and Culture. An Overview of the Evidence for Neandertal – Modern Human Interaction and Admixture. In: PNAS. Band 72, 2006, S. 1–20 (hier S. 13), Volltext (PDF; 223 kB) (Memento vom 1. Februar 2012 im Internet Archive)
174. ↑  Brian Fagan: Cro-Magnon: Das Ende der Eiszeit und die ersten Menschen. Konrad Theiss, Stuttgart 2012, ISBN 978-3-8062-2583-9.
175. ↑  Bruce L. Hardy et al.: Direct evidence of Neanderthal fibre technology and its cognitive and behavioral implications. In: Scientific Reports. Band 10, Artikel Nr. 4889, 2020, doi:10.1038/s41598-020-61839-w.
176. ↑  Landesmuseum für Vorgeschichte Halle: Fundstelle Neumark-Nord. (Memento vom 15. Oktober 2018 im Internet Archive).
177. ↑  Landesmuseum für Vorgeschichte Halle: Die Sammlung des Landesmuseums zur Altsteinzeit in Mitteldeutschland. (Memento vom 12. September 2015 im Internet Archive).
178. ↑  Ian Tattersall: Masters of the Planet. The Search for Our Human Origins. Palgrave Macmillan, New York 2012, ISBN 978-0-230-10875-2, S. 161.
179. ↑  Ruggero D’Anastasio et al.: Micro-Biomechanics of the Kebara 2 Hyoid and Its Implications for Speech in Neanderthals. In: PLoS ONE. Band 8, Nr. 12, 2013: e82261, doi:10.1371/journal.pone.0082261.
180. ↑  Johannes Krause et al.: The derived FOXP2 variant of modern humans was shared with Neandertals. In: Current Biology. Band 17, Nr. 21, 2007, S. 1908–1912. doi:10.1016/j.cub.2007.10.008; Neandertals Had Same „Language Gene“ as Modern Humans. (Memento vom 20. Oktober 2007 im Internet Archive). Im Original publiziert in National Geographic News vom 18. Oktober 2007.
181. ↑  Mercedes Conde-Valverde, Ignacio Martínez, […] Juan Luis Arsuaga: Neanderthals and Homo sapiens had similar auditory and speech capacities. In: Nature Ecology & Evolution. Band 5, 2021, S. 609–615, doi:10.1038/s41559-021-01391-6; Neandertaler haben Sprache wahrscheinlich gut hören können. Auf: spektrum.de vom 1. März 2021.
182. ↑  „There’s no reason to assume that they weren't capable of spoken language, but there must be many other genes involved in speech that we yet don't know about in Neanderthals.“ Svante Pääbo, Co-Autor der Studie zum FOXP2-Gen, zitiert in: New Scientist vom 16. August 2008, S. 40.
183. ↑  Katerina Harvati in: GEOkompakt, Nr. 41 Wie sahen die Neandertaler aus. Gruner + Jahr, Hamburg 2014, ISBN 978-3-652-00351-3, S. 69 ff.; Maria Kirady in: GEOkompakt Nr. 41 Rückkehr eines Ausgestorbenen? Gruner + Jahr, Hamburg 2014, ISBN 978-3-652-00351-3, S. 122–124.
184. ↑  Davorka Radovčić et al.: Evidence for Neandertal Jewelry: Modified White-Tailed Eagle Claws at Krapina. In: PLoS ONE. Band 10, Nr. 3, 2015: e0119802, doi:10.1371/journal.pone.0119802.
185. ↑  João Zilhão et al.: Symbolic use of marine shells and mineral pigments by Iberian Neandertals. In: PNAS. Band 107, Nr. 3, 2010, S. 1023–1028, doi:10.1073/pnas.0914088107. Der Artikel Großes Gehirn und intelligenter als gedacht auf heise.de vom 11. Januar 2010 enthält zwei Abbildungen aus PNAS.
186. ↑  Michael Balter: Neandertal Jewelry Shows Their Symbolic Smarts. In: Science. Band 327, 2010, S. 255 f., doi:10.1126/science.327.5963.255.
187. ↑  Dirk L. Hoffmann, Diego E. Angelucci, Valentín Villaverde, Josefina Zapata, João Zilhão: Symbolic use of marine shells and mineral pigments by Iberian Neandertals 115,000 years ago. In: Science Advances. Band 4, Nr. 2, 1. Februar 2018, ISSN 2375-2548, S. eaar5255, doi:10.1126/sciadv.aar5255 (sciencemag.org [abgerufen am 2. April 2022]).
188. ↑  Enrique Baquedano et al.: A symbolic Neanderthal accumulation of large herbivore crania. In: Nature Human Behaviour. Online-Veröffentlichung vom 26. Januar 2023, doi:10.1038/s41562-022-01503-7; Neandertaler sammelten Jagdtrophäen. Auf: science.orf.at vom 26. Januar 2023.
189. ↑  Marie Soressi et al.: Pech-de-l'Azé I (Dordogne, France): Nouveau regard sur un gisement moustérien de tradition acheuléenne connu depuis le XIXe siècle. In : J. Jaubert, J.-G. Bordes, I. Ortega (Hrsg.): Les sociétés Paléolithiques d'un grand Sud-Ouest: nouveaux gisements, nouvelles méthodes, nouveaux résultats. In: Actes des journées décentralisées de la SPF des 24-25 novembre 2006, Mémoire XLVII de la Société Préhistorique française. 2008, S. 95–132, Volltext (PDF; 4,3 MB) (Memento vom 15. Mai 2011 im Internet Archive); Schminke für die Neandertaler. Auf: wissenschaft.de vom 28. März 2008.
190. ↑  Wil Roebroeks et al.: Use of red ochre by early Neandertals. In: PNAS. Band 109, Nr. 6, 2012, S. 1889–1894, doi:10.1073/pnas.1112261109, Volltext (PDF; 1,13 MB).
191. ↑  Marco Peresani, Ivana Fiore, Monica Gala, Matteo Romandini, Antonio Tagliacozzo: Late Neandertals and the intentional removal of feathers as evidenced from bird bone taphonomy at Fumane Cave 44 ky B.P., Italy. In: PNAS. Band 108, Nr. 10, 2011, S. 3888–3893, doi:10.1073/pnas.1016212108.
192. ↑  A. M. Ronchitelli, P. Boscato, P. Gambassini: Gli Ultimi Neandertaliani in Italia. In: F. Facchini, M. Belcastro (Hrsg.): La Lunga Storia di Neandertal. Biologia e Comportamento, Jaca Book, Mailand 2009, S. 257–287.
193. ↑  Radovčić D, Sršen AO, Radovčić J, Frayer DW: Evidence for Neandertal Jewelry: Modified White-Tailed Eagle Claws at Krapina. In: PLoS ONE. Band 10(3), 2015: e0119802. doi:10.1371/journal.pone.0119802.
194. ↑  Stewart Finlayson et al.: Neanderthals and the cult of the Sun Bird. In: Quaternary Science Reviews. Band 217, 2019, S. 217–224, doi:10.1016/j.quascirev.2019.04.010; Neanderthals may have trapped golden eagles 130,000 years ago. Auf: sciencemag.org vom 26. April 2019.
195. ↑  Antonio Rodríguez-Hidalgo et al.: The Châtelperronian Neanderthals of Cova Foradada (Calafell, Spain) used imperial eagle phalanges for symbolic purposes. In: Science Advances. Band 5, Nr. 11, 2019, eaax1984, doi:10.1126/sciadv.aax1984.
196. ↑  Dirk Leder et al.: A 51.000 year old engraved bone reveals Neanderthalers' capacity for symbolic behaviour. In: Nature Ecology & Evolution. Onlineveröffentlichung vom 5. Juli 2021, doi:10.1038/s41559-021-01487-z; Der Neandertaler als Künstler? Vorfahre verzierte Knochen vor über 50.000 Jahren. Auf: idw-online.de vom 5. Juli 2021 + Abbildung des eingekerbten Knochens
197. 1 2  Africa Pitarch Martí, João Zilhão, Francesco d’Errico, Pedro Cantalejo-Duarte, Salvador Domínguez-Bella: The symbolic role of the underground world among Middle Paleolithic Neanderthals. In: Proceedings of the National Academy of Sciences. Band 118, Nr. 33, 2. August 2021, ISSN 0027-8424, doi:10.1073/pnas.2021495118 (pnas.org [abgerufen am 2. April 2022]).
198. ↑  D. L. Hoffmann, C. D. Standish, M. García-Diez, P. B. Pettitt, J. A. Milton: U-Th dating of carbonate crusts reveals Neandertal origin of Iberian cave art. In: Science. Band 359, Nr. 6378, 23. Februar 2018, ISSN 0036-8075, S. 912–915, doi:10.1126/science.aap7778, PMID 29472483.
199. ↑  Neandertaler dachten wie wir. Bereits vor mehr als 64.000 Jahren schufen Neandertaler auf der Iberischen Halbinsel Höhlenmalereien. Auf: mpg.de vom 22. Februar 2018. Vgl. Tim Appenzeller: Europe's first artists were Neandertals. In: Science. Band 359, Nr. 6378, 23. Februar 2018, ISSN 0036-8075, S. 852–853, doi:10.1126/science.359.6378.852, PMID 29472458 (sciencemag.org [abgerufen am 2. April 2022]).
200. ↑  Maxime Aubert, Adam Brumm und Jillian Huntley: Early dates for ‘Neanderthal cave art’ may be wrong. In: Journal of Human Evolution. Band 125, 2018, S. 215–217, doi:10.1016/j.jhevol.2018.08.004; David G. Pearce, Adelphine Bonneau: Trouble on the dating scene. In: Nature Ecology & Evolution. Band 2, 2018, S. 925–926, doi:10.1038/s41559-018-0540-4.
201. ↑  Spanien: Forscher finden 65.000 Jahre alte Neandertaler-Höhlenmalerei. In: Der Spiegel. Abgerufen am 2. April 2022.
202. ↑  Julien Riel-Salvatore, Ingrid C. Ludeke, Fabio Negrino, Brigitte M. Holt: A Spatial Analysis of the Late Mousterian Levels of Riparo Bombrini (Balzi Rossi, Italy). In: Canadian Journal of Archaeology. Band 37, Nr. 1, 2013, S. 70–92, Zusammenfassung (Memento vom 15. Juni 2016 im Internet Archive).
203. ↑  Jacques Jaubert et al.: Early Neanderthal constructions deep in Bruniquel Cave in southwestern France. In: Nature. Band 534, 2016, S. 111–114, doi:10.1038/nature18291; Mysterious underground rings built by Neandertals. Auf: sciencemag.org vom 25. Mai 2016 (mit Abbildungen der Ringe).
204. ↑  Auf den Spuren der Neandertaler - Das Rätsel der Bruniquel-Höhle. (Originaltitel: Néandertal: le mystère de la grotte de Brunique.) TV-Dokumentation von Luc-Henri Fage, Frankreich 2018 / deutsche Synchronfassung Arte 2019 (permanent abrufbar Auf. youtube.com).
205. ↑  Stephanie Müller, Friedemann Schrenk: Speere, Schlehen und Schmucksteine. Vom Leben und Sterben der Neandertaler. In: Natur und Museum. Band 136, Nr. 5/6, 2006, S. 103–104.
206. 1 2  Ian Tattersall: Neandertaler. Der Streit um unsere Ahnen. Birkhäuser Verlag, Basel 1999, ISBN 3-7643-6051-8, S. 169–170.
207. ↑  Franz Weidenreich: The paleolithic child from the Teshik-Tash Cave in Southern Uzbekistan (Central Asia). In: American Journal of Physical Anthropology. Band 3, Nr. 2, 1945, S. 151–163, doi:10.1002/ajpa.1330030211.
208. ↑  Emma Pomeroy et al.: New Neanderthal remains associated with the ‘flower burial’ at Shanidar Cave. In: Antiquity. Band 94, Nr. 373, 2020, S. 11–26, doi:10.15184/aqy.2019.207; Forscher graben mehr als 70.000 Jahre altes Neandertaler-Skelett aus. Auf: spiegel.de vom 18. Februar 2020.
209. ↑  Ralph S. Solecki: Shanidar IV, a Neanderthal Flower Burial in Northern Iraq. In: Science. Band 190, Nr. 4217, 1975, S. 880–881, doi:10.1126/science.190.4217.880.
210. ↑  Robert Adler: One of the family? In: New Scientist. Nr. 2789, 4. Dezember 2010, S. 35.
211. ↑  Jeffrey D. Sommer: The Shanidar IV ‚Flower Burial‘: a Reevaluation of Neanderthal Burial Ritual. In: Cambridge Archaeological Journal. Band 9, Nr. 1, 1999, S. 127–129, doi:10.1017/S0959774300015249.
212. ↑  Chris O. Hunt et al.: Shanidar et ses fleurs? Reflections on the palynology of the Neanderthal ‘Flower Burial’ hypothesis. In: Journal of Archaeological Science. Online-Vorabveröffentlichung vom 28. August 2023, 105822, doi:10.1016/j.jas.2023.105822; Das „Blumengrab“ von Shanidar war wohl doch keins. Auf: spektrum.de vom 29. August 2023.
213. ↑  Did Neanderthals believe in an afterlife? Auf: nbcnews.com vom 20. April 2011; Michael J. Walker et al.: The excavation of buried articulated Neanderthal skeletons at Sima de las Palomas (Murcia, SE Spain). In: Quaternary International. Band 259, 2012, S. 7–21, doi:10.1016/j.quaint.2011.03.034.
214. ↑  Carles Lalueza-Fox et al.: Genetic evidence for patrilocal mating behavior among Neandertal groups. In: PNAS. Band 108, Nr. 1, S. 250–253, 2011, doi:10.1073/pnas.1011553108.
215. ↑  Interview mit Carles Lalueza-Fox, in: „Das dunkle Geheimnis der Neandertaler“. Gesendet am 30. August 2014. Online (Memento vom 3. September 2014 im Internet Archive)
216. ↑  Carles Lalueza-Fox et al.: Genetic evidence for patrilocal mating behavior among Neandertal groups. In: PNAS. Band 108, Nr. 1, S. 252, 2011, doi:10.1073/pnas.1011553108.
217. ↑  Adrian W. Briggs et al.: Targeted Retrieval and Analysis of Five Neandertal mtDNA Genomes. In: Science. Band 325, Nr. 5938, 2009, S. 318–321, doi:10.1126/science.1174462.
218. ↑  Elizabeth Pennisi: Sequencing Neandertal Mitochondrial Genomes by the Half-Dozen. In: Science. Band 325, Nr. 5938, 2009, S. 252, doi:10.1126/science.325 252.
219. ↑  Jean-Jacques Hublin: Aug und Aug mit dem Neandertaler. In: Max Planck Forschung. Nr. 2, 2017, S. 21, Volltext.
220. 1 2 3  Krist Vaesen, Gerrit L. Dusseldorp und Mark J. Brandt: An emerging consensus in palaeoanthropology: demography was the main factor responsible for the disappearance of Neanderthals. In: Scientific Reports. Band 11, 4925, 2021, doi:10.1038/s41598-021-84410-7.
221. ↑  Ann Gibbons: The Riddle of Coexistence. In: Science. Band 291, Nr. 5509, 2001, S. 1726, doi:10.1126/science.291.5509.1725.
Dirk Husemann: Die Völkerschlacht fiel aus. In: Bild der Wissenschaft. Nr. 11/2013, S. 22–29.
222. ↑  Edouard Bard et al.: Extended dilation of the radiocarbon time scale between 40,000 and 48,000 y BP and the overlap between Neanderthals and Homo sapiens. In: PNAS. Band 117, Nr. 35, 2020, S. 21005–21007, doi:10.1073/pnas.2012307117.
223. ↑  Kathryn E. Fitzsimmons, Ulrich Hambach, Daniel Veres und Radu Iovita: The Campanian Ignimbrite Eruption: New Data on Volcanic Ash Dispersal and Its Potential Impact on Human Evolution. In: PLoS ONE. Band 8, Nr. 6, 2013: e65839, doi:10.1371/journal.pone.0065839.
 Katastrophaler als vermutet: Steinzeitlicher Vulkanausbruch verwüstete Südosteuropa. Auf: idw-online.de vom 2. Juli 2013.
224. ↑  Charlotte J. Houldcroft und Simon J. Underdown: Neanderthal genomics suggests a pleistocene time frame for the first epidemiologic transition. In: American Journal of Physical Anthropology. Band 160, Nr. 3, 2016, S. 379–388, doi:10.1002/ajpa.22985
 Neanderthals may have been infected by diseases carried out of Africa by humans. Auf: eurekalert.org vom 10. April 2016.
225. ↑  John Lowe et al.: Volcanic ash layers illuminate the resilience of Neanderthals and early modern humans to natural hazards. In: PNAS. Band 109, Nr. 34, 2012, S. 13532–13537, doi:10.1073/pnas.1204579109.
 Neandertals Didn't Bite the Volcanic Dust. Auf: sciencemag.org vom 23. Juli 2012.
Vergleichbare Befunde wurden 2020 für Süditalien berichtet: Columbu Andrea et al.: Speleothem record attests to stable environmental conditions during Neanderthal–modern human turnover in southern Italy. In: Nature Ecology & Evolution. Online-Publikation vom 6. Juli 2020, doi:10.1038/s41559-020-1243-1.
Süditalien: Neandertaler starben nicht wegen Kälte aus. Auf: idw-online.de vom 6. Juli 2020.
226. ↑  Michael Staubwasser, Virgil Drăgușin, Bogdan P. Onac, Sergey Assonov, Vasile Ersek, Dirk L. Hoffmann, Daniel Veres: Impact of climate change on the transition of Neanderthals to modern humans in Europe. In: PNAS. Band 115, Nr. 37, 2018, S. 9116–9121, doi:10.1073/pnas.1808647115
227. ↑  Clive Finlayson: The humans who went extinct: Why Neanderthals died out and we survived. Oxford University Press, 2011, ISBN 978-0-19-923919-1.
228. ↑  Pat Shipman: How do you kill 86 mammoths? Taphonomic investigations of mammoth megasites. In: Quaternary International. Band 359–360, 2015, S. 38–46, doi:10.1016/j.quaint.2014.04.048.
229. ↑  Paola Villa und Wil Roebroeks: Neandertal Demise: An Archaeological Analysis of the Modern Human Superiority Complex. In: PLoS ONE. Band 9, Nr. 4, 2014: e96424. doi:10.1371/journal.pone.0096424
Neandertaler war uns ebenbürtig. Auf: orf.at vom 30. April 2014.
230. ↑  Maxime Derex et al.: Experimental evidence for the influence of group size on cultural complexity. In: Nature. Band 503, 2013, S. 389–391, doi:10.1038/nature12774.
231. ↑  Friedemann Schrenk, Stephanie Müller: Die Neandertaler. Beck, München 2005, ISBN 3-406-50873-1, S. 114.
232. ↑  Sergi Castellano et al.: Patterns of coding variation in the complete exomes of three Neandertals. In: PNAS. Band 118, Nr. 11, 2014, S. 6666–6671, doi:10.1073/pnas.1405138111, Volltext (PDF; 644 kB).
233. ↑  Laurits Skov et al.: Genetic insights into the social organization of Neanderthals. In: Nature. Band 610, 2022, S. 519–525, doi:10.1038/s41586-022-05283-y.
 Meet the first Neandertal family. Auf: mpg.de vom 19. Oktober 2022.
234. ↑  Geburt war schon bei Neandertalern schwierig. Auf: idw-online.de vom 8. September 2008.
Marcia S. Ponce de León et al.: Neanderthal brain size at birth provides insights into the evolution of human life history. In: PNAS. Band 105, Nr. 37, 2008, S. 13764–13768, doi:10.1073/pnas.0803917105.
235. ↑  Paul Mellars, Jennifer C. French: Tenfold Population Increase in Western Europe at the Neandertal–to–Modern Human Transition. In: Science. Band 333, Nr. 6042, 2011, S. 623–627, doi:10.1126/science.1206930.
236. ↑  Anna Degioanni, Christophe Bonenfant, Sandrine Cabut und Silvana Condemi: Living on the edge: Was demographic weakness the cause of Neanderthal demise? In: PLoS ONE. Band 14, Nr. 5, 2019, e0216742. doi:10.1371/journal.pone.0216742.
237. ↑  Krist Vaesen, Fulco Scherjon, Lia Hemerik und Alexander Verpoorte: Inbreeding, Allee effects and stochasticity might be sufficient to account for Neanderthal extinction. In: PLoS ONE. Band 14, Nr. 11, 2019, e0225117, doi:10.1371/journal.pone.0225117.
 Wie viel hat der moderne Mensch mit dem Aussterben der Neandertaler zu tun? Auf: nzz.ch vom 28. November 2019.
238. ↑  Richard D. Horan, Erwin Bulte und Jason F. Shogren: How trade saved humanity from biological exclusion: an economic theory of Neanderthal extinction. In: Journal of Economic Behavior & Organization. Band 58, Nr. 1, 2005, S. 1–29, doi:10.1016/j.jebo.2004.03.009.
239. ↑  Gustav Schwalbe: Studien zur Vorgeschichte des Menschen. E. Schweizerbart’sche Verlagsbuchhandlung (E. Nägele), Stuttgart 1906, S. 32, (Volltext).
240. ↑   Arthur Keith: The Antiquity of Man. Williams and Norgate, London 1915, [hier z. B. Grafik S. ii], Volltext.
241. ↑  Marcellin Boule: L'homme fossile de la Chapelle-aux-Saints. In: Annales de Paléontologie. Bände VI (S. 111–172), VII (S. 21–56; 85–192), VIII (S. 1–70), 1911–1913.
242. ↑  Aleš Hrdlička: The Neanderthal Phase of Man. In: The Journal of the Royal Anthropological Institute of Great Britain and Ireland. Band 57, 1927, S. 249–274, doi:10.2307/2843704.
243. ↑  Franz Weidenreich: The Skull of Sinanthropus pekinensis; A Comparative Study on a Primitive Hominid Skull. Pehpei 1943, S. 237, (Volltext.)
244. ↑  Charles L. Brace et al.: The Fate of the „Classic“ Neanderthals: A Consideration of Hominid Catastrophism. In: Current Anthropology. Band 5, Nr. 1, S. 3–38 und 39–43, 1964, doi:10.1086/200440.
245. ↑  William W. Howells: Cranial Variation in Man. A Study by Multivariate Analysis of Patterns of Differences Among Recent Human Populations. In: Papers of the Peabody Museum of Archeology and Ethnology. Band 67, Peabody Museum, Cambridge (MA) 1973.
246. ↑  Günter Bräuer: Präsapiens-Hypothese oder Afro-europäische Sapiens-Hypothese? In:  Zeitschrift für Morphologie und Anthropologie. Band 75, Nr. 1, 1984, S. 1–25, Zusammenfassung.
247. ↑  Günter Bräuer: Early anatomically modern man in Africa and the replacement of the Mediterranean and European Neanderthals. I. Congrès International de Paléontologie Humaine. Nice 1982, Resumés: 112.
248. ↑  Günter Bräuer: Der Ursprung lag in Afrika. In: Spektrum der Wissenschaft. Nr. 3/2003, S. 40.
249. ↑  Milford H. Wolpoff und Alan G. Thorne: The multiregional evolution of humans. In: Scientific American. 2/2003, S. 46–53, Volltext (PDF; 195 kB).
250. ↑  Günter Bräuer: A craniological approach to the origin of anatomically modern Homo sapiens in Africa and implications for the appearance of modern Europeans. In: Fred H. Smith und Frank Spencer (Hrsg.): The origins of modern humans: a world survey of the fossil evidence. Alan R Liss, New York 1984, S. 327–410, hier: S. 395.
251. ↑  Chris Stringer: The evolution of modern humans: where are we now? In: General Anthropology. Band 7, Nr. 2, 2001, S. 1–5, Volltext
252. ↑  Chris Stringer: Why we are not all multiregionalists now. In: Trends in Ecology & Evolution. Band 29, Nr. 5, 2014, S. 248–251, doi:10.1016/j.tree.2014.03.001 (Open Access).
253. ↑  „To a morphologist the most telling thing of all is that the fossil record gives us precious little reason to suspect that any biologically meaningful melding occurred between the two distinctive kinds of hominid. Homo neanderthalensis maintained its morphological identity until it disappeared.“ – Ian Tattersall: The Strange Case of the Rickety Cossack – and Other Cautionary Tales from Human Evolution. Palgrave Macmillan, New York 2015, ISBN 978-1-137-27889-0, S. 198.
254. ↑  Katerina Harvati et al.: Neanderthal taxonomy reconsidered: Implications of 3D primate models of intra- and interspecific differences. In: PNAS. Band 101, Nr. 5, 2004, S. 1147–1152, doi:10.1073/pnas.0308085100.
255. ↑  Fiorenzo Facchini: Die Ursprünge der Menschheit. Konrad Theiss, Stuttgart 2006, ISBN 978-3-8062-1991-3, S. 152.
256. ↑  Svante Pääbo am 5. Mai 2010 in einer internationalen Telefonkonferenz, in der die Science-Studie A draft sequence of the Neandertal Genome vorgestellt wurde.
257. ↑  Jeder besitzt Erbgut vom Neandertaler. Interview mit Svante Pääbo in: Spektrum der Wissenschaft. Nr. 5/2021, S. 34.
vergl. Ann Gibbons: The Species Problem. In: A New View of the Birth of Homo sapiens. In: Science. Band 331, 2011, S. 394, doi:10.1126/science.331.6016.392.
258. ↑  Chris Stringer: Evolution: What makes a modern human. In: Nature. Band 485, 2012, S. 33–35, doi:10.1038/485033a.
259. ↑  Jean-Jacques Hublin, Abdelouahed Ben-Ncer, Shara E. Bailey et al.: New fossils from Jebel Irhoud, Morocco and the pan-African origin of Homo sapiens. In: Nature. Band 546, Nr. 7657, 2017, S. 289–292, [hier: S. 291, Abb. 3], doi:10.1038/nature22336, Volltext.
260. ↑  Friedemann Schrenk, Stephanie Müller: Die Neandertaler. Beck, München 2005, ISBN 3-406-50873-1, S. 42.
261. ↑  Carl Zimmer: Woher kommen wir? Die Ursprünge des Menschen. Spektrum Akademischer Verlag, München / Heidelberg 2006, ISBN 3-8274-1787-2, S. 90.
262. ↑  Gary J. Sawyer, Viktor Deak: Der lange Weg zum Menschen. Lebensbilder aus 7 Millionen Jahren Evolution. Spektrum Akademischer Verlag, Heidelberg 2008, ISBN 978-3-8274-1915-6, S. 153.
263. ↑  Gary J. Sawyer, Viktor Deak: Der lange Weg zum Menschen. Lebensbilder aus 7 Millionen Jahren Evolution. Spektrum Akademischer Verlag, Heidelberg 2008, ISBN 978-3-8274-1915-6, S. 139.
264. 1 2 3 4  Richard E. Green et al.: A draft sequence of the Neandertal Genome. In: Science. Band 328, Nr. 5979, 2010, S. 710–722, doi:10.1126/science.1188021, Volltext (PDF) (Memento vom 13. Juli 2010 im Internet Archive).
265. ↑  Aylwyn Scally et al.: Revising the human mutation rate: implications for understanding human evolution. In: Nature Reviews Genetics. Band 13, 2012, S. 745–753, doi:10.1038/nrg3295.
266. ↑  Ewen Callaway: Studies slow the human DNA clock. In: Nature. Band 489, Nr. 7416, 2012, S. 343–344, doi:10.1038/489343a.
267. ↑  Kevin E. Langergraber et al.: Generation times in wild chimpanzees and gorillas suggest earlier divergence times in great ape and human evolution. In: PNAS. Band 109, Nr. 39, 2012, S. 15716–15721, doi:10.1073/pnas.1211740109.
268. ↑  Chris Stringer, Jean-Jacques Hublin: New age estimates for the Swanscombe hominid, and their significance for human evolution. In: Journal of Human Evolution. Band 37, 1999, S. 873–877, doi:10.1006/jhev.1999.0367, Volltext (PDF; 75 kB) (Memento vom 3. November 2013 im Internet Archive)
269. ↑  Jean-Jacques Hublin: The origin of Neandertals. In: PNAS. Band 106, Nr. 38, 2009, S. 16022–16027, doi:10.1073/pnas.0904119106.
270. ↑  Aida Gómez-Robles et al.: No known hominin species matches the expected dental morphology of the last common ancestor of Neanderthals and modern humans. In: PNAS. Band 110, Nr. 45, 2013, S. 18196–18201, doi:10.1073/pnas.1302653110.
271. ↑  Aida Gómez-Robles: Dental evolutionary rates and its implications for the Neanderthal–modern human divergence. In: Science Advances. Band 5, Nr. 5, eaaw1268, doi:10.1126/sciadv.aaw1268.
Neanderthals and modern humans diverged at least 800,000 years ago. Auf: eurekalert.org vom 15. Mai 2019.
272. ↑  Stefano Benazzi et al.: Early dispersal of modern humans in Europe and implications for Neanderthal behaviour. In: Nature. Band 479, 2011, S. 525–528, doi:10.1038/nature10617.
273. 1 2  Friedemann Schrenk, Stephanie Müller: Die Neandertaler. Beck, München 2005, ISBN 3-406-50873-1, S. 107.
274. ↑  Israel Hershkovitz et al.: Levantine cranium from Manot Cave (Israel) foreshadows the first European modern humans. In: Nature. Band 520, 2015, S. 216–219, doi:10.1038/nature14134.
Fossiler Schädel verbindet Kontinente. Auf: idw-online.de vom 28. Januar 2015.
275. ↑  Jean-Jacques Hublin: How to build a Neandertal. In: Science. Band 44, Nr. 6190, 2014, S. 1338–1339, doi:10.1126/science.1255554.
276. ↑  Zur Übersicht siehe: Erik Trinkaus: European early modern humans and the fate of the Neandertals. In: PNAS. Band 104, 2007, S. 7367–7372, doi:10.1073/pnas.0702214104.
277. ↑  Hong Shang, Haowen Tong, Shuangquan Zhang, Fuyou Chen, Erik Trinkaus: An early modern human from Tianyuan Cave, Zhoukoudian, China. In: PNAS. Band 104, 2007, S. 6573–6578, doi:10.1073/pnas.0702169104.
278. ↑  Dan Jones: The Neanderthal within. In: New Scientist. Band 193, 2007, S. 28–32, doi:10.1016/S0262-4079(07)60550-8.
279. ↑  Andrei Soficaru et al.: Early modern humans from the Peștera Muierii, Baia de Fier, Romania. In: PNAS. Band 103, 2006, S. 17196–17201, doi:10.1073/pnas.0608443103.
280. ↑  Alte Knochen. Moderner Frühmensch in China entdeckt. Auf: spiegel.de vom 3. April 2007.
281. ↑  Qiaomei Fu et al.: An early modern human from Romania with a recent Neanderthal ancestor. In: Nature. Band 524, Nr. 7564, 2015, S. 216–219, doi:10.1038/nature14558.
 Ann Gibbons: Ancient DNA pinpoints Paleolithic liaison in Europe. In: Science. Band 348, Nr. 6237, 2015, S. 847, doi:10.1126/science.348.6237.847.
282. ↑  Ewen Callaway: Early European may have had Neanderthal great-great-grandparent. Auf: nature.com vom 13. Mai 2015, Volltext.
283. ↑  Qiaomei Fu et al.: An early modern human from Romania with a recent Neanderthal ancestor. In: Nature. Band 524, Nr. 7564, 2015, S. 216–219, doi:10.1038/nature14558
Ann Gibbons: Ancient DNA pinpoints Paleolithic liaison in Europe. In: Science. Band 348, Nr. 6237, 2015, S. 847, doi:10.1126/science.348.6237.847.
284. ↑  Ewen Callaway: Early European may have had Neanderthal great-great-grandparent. Auf: nature.com vom 13. Mai 2015, Volltext.
285. ↑  Erbgut des bisher ältesten modernen Menschen entschlüsselt. Max-Planck-Gesellschaft vom 22. Oktober 2014.
286. ↑  Richard E. Green et al.: A Complete Neandertal Mitochondrial Genome Sequence Determined by High-Throughput Sequencing. In: Cell. Band 134, Nr. 3, 2008, S. 416–426, doi:10.1016/j.cell.2008.06.021.
287. ↑  Matthias Krings et al.: Neandertal DNA Sequences and the Origin of Modern Humans. In: Cell. Band 90, Nr. 1, 1997, S. 19–30, doi:10.1016/S0092-8674(00)80310-4.
288. ↑  James P. Noonan et al.: Sequencing and Analysis of Neanderthal Genomic DNA. In: Science. Band 314, Nr. 5802, 2006, S. 1113–1118, doi:10.1126/science.1131412.
 Rex Dalton: Neanderthal genome sees first light. In: Nature. Band 444, 2006, S. 254, doi:10.1038/444254a.
289. ↑  Richard E. Green et al.: Analysis of one million base pairs of Neanderthal DNA. In: Nature. Band 444, 2006, S. 330–336, doi:10.1038/nature05336.
 David M. Lambert, Craig D. Millar: Evolutionary biology: Ancient genomics is born. In: Nature. Band 444, 2006, S. 275–276, doi:10.1038/444275a.
290. ↑  Im Originalwortlaut: „This suggests that little interbreeding occurred, at least among the more recent Neanderthal species.“ – Rex Dalton: Neanderthal DNA yields to genome foray. In: Nature. Band 441, 2006, S. 260–261, doi:10.1038/441260b.
291. ↑  No Sex with Homo sapiens. In: Max Planck Research 1/2009, S. 10, Volltext.
292. ↑  Siehe zur Übersicht über zusätzliche Untersuchungen am Holotypus: Ralf W. Schmitz et al.: The Neandertal type site revisited: Interdisciplinary investigations of skeletal remains from the Neander Valley, Germany. In: PNAS. Band 99, Nr. 20, 2002, S. 13342–13347, doi:10.1073/pnas.192464099, Volltext (PDF).
293. ↑  Johannes Krause et al.: A Complete mtDNA Genome of an Early Modern Human from Kostenki, Russia. In: Current Biology. Band 20, Nr. 3, 2009, S. 231–236, doi:10.1016/j.cub.2009.11.068, Volltext (englisch, PDF; 854 kB).
294. ↑  Genomanalyse: Das Stück Neandertaler in jedem von uns. Auf: zeit.de vom 6. Mai 2010.
295. ↑  A high-quality Neandertal genome sequence. Auf: eva.mpg.de vom 19. März 2013
 Index of neandertal/altai/bam (Memento vom 25. März 2013 im Internet Archive)
296. ↑  German researchers publish full Neanderthal genome. Auf: phys.org/news vom 19. März 2013.
297. ↑  Entire Neandertal Genome Decoded. Auf: eva.mpg.de vom 19. März 2013 (englisch, PDF; 92,1 kB).
298. 1 2  Sriram Sankararaman et al.: The genomic landscape of Neanderthal ancestry in present-day humans. In: Nature. Band 507, 2014, S. 354–357, doi:10.1038/nature12961.
299. ↑  Michael Marshall: Neanderthal sex, the aftermath. In: New Scientist. Nr. 2954 vom 1. Februar 2014, S. 9; Volltext online unter dem Titel: Neanderthal-human sex bred light skins and infertility.
300. ↑  Chris Stringer: Comment: What makes a modern human. In: Nature. Band 485, Nr. 7396, 2012, S. 33–35 (hier S. 34), doi:10.1038/485033a.
301. ↑  Michael F. Hammer et al.: Genetic evidence for archaic admixture in Africa. In: PNAS. Band 108, Nr. 37, 2011, S. 15123–15128, doi:10.1073/pnas.1109300108.
302. ↑  Martin Kuhlwilm et al.: Ancient gene flow from early modern humans into Eastern Neanderthals. In: Nature. Band 530, 2016, S. 429–433, doi:10.1038/nature16544
 Early gene flow from modern humans into Neanderthals. Auf: eurekalert.org vom 17. Februar 2016.
303. ↑  Cosimo Posth et al.: Deeply divergent archaic mitochondrial genome provides lower time boundary for African gene flow into Neanderthals. In: Nature Communications. Band 8, 16046, Juli 2017, doi:10.1038/ncomms16046, Volltext (englisch, PDF; 2,15 MB).
304. ↑  Kathrin Zinkant: Die geheimnisvolle Liaison des Neandertalers. Auf: süddeutsche.de vom 4. Juli 2017.
305. ↑  Nadja Podbregar: Menschheitsgeschichte wird komplizierter. Auf: wissenschaft.de vom 4. Juli 2017.
306. ↑  Martin Petr et al.: The evolutionary history of Neanderthal and Denisovan Y chromosomes. In: Science. Band 369, Nr. 6511, 2020, S. 1653–1656, doi:10.1126/science.abb6460.
Y-Chromosomen von Neandertalern und Denisovanern entziffert. Auf: mpg.de vom 24. September 2020.
307. ↑  Vania Yotova et al.: An X-linked haplotype of Neandertal origin is present among all non-African populations. In: Molecular Biology and Evolution. Band 28, Nr. 7, 2011, S. 1957–1962, doi:10.1093/molbev/msr024
Genetic research confirms that non-Africans are part Neanderthal. Auf: eurekalert.org vom 17. Juli 2011.
308. ↑  Anders Eriksson, Andrea Manica: Effect of ancient population structure on the degree of polymorphism shared between modern human populations and ancient hominins. In: PNAS. Band 109, Nr. 35, 2012, S. 13956–13960, doi:10.1073/pnas.1200567109.
 Human and Neanderthal interbreeding questioned. Auf: newscientist.com vom 13. August 2012 (textgleich mit der Printausgabe vom 18. August 2012, S. 12).
309. ↑  Melinda A. Yang et al.: Ancient structure in Africa unlikely to explain Neanderthal and non-African genetic similarity. In: Molecular Biology and Evolution. Band 29, Nr. 10, 2012, S. 2987–2995, doi:10.1093/molbev/mss117
310. ↑  Priscilla K. Tucker et al.: Abrupt cline for sex chromosomes in a hybrid zone between two species of mice. In: Evolution. Band 46, Nr. 4, 1992, S. 1146–1163.
Ann Gibbons: Neandertals and Moderns Made Imperfect Mates. In: Science. Band 343, Nr. 6170, 2014, S. 471–472, doi:10.1126/science.343.6170.471.
311. ↑  Benjamin Vernot und Joshua M. Akey: Resurrecting Surviving Neandertal Lineages from Modern Human Genomes. In: Science. Band 343, Nr. 6174, 2014, S. 1017–1021, doi:10.1126/science.1245938.
312. ↑  Fernando L. Mendez et al.: The Divergence of Neandertal and Modern Human Y Chromosomes. In: The American Journal of Human Genetics. Band 98, Nr. 4, 2016, S. 728–734, doi:10.1016/j.ajhg.2016.02.023.
 Hatten Neandertaler folgenlosen Sex mit Menschen? Auf: spektrum.de vom 22. März 2018.
313. ↑  Nathan K. Schaefer, Beth Shapiro, Richard E. Green: An ancestral recombination graph of human, Neanderthal, and Denisovan genomes. In: Science Advances. Band 7, Nr. 29, 1. Juli 2021, ISSN 2375-2548, S. eabc0776, doi:10.1126/sciadv.abc0776, PMID 34272242 (sciencemag.org [abgerufen am 2. April 2022]).